# Flémalle
Flémalle (en wallon Flémåle) est une commune francophone de Belgique située en Région wallonne dans la province de Liège.
Peuplée en 2025 de 27 045 habitants, elle forme avec les communes de Liège, Seraing, Herstal, Saint-Nicolas et Ans l'agglomération de Liège, comprenant pas moins de 381 340 habitants. Forte de sa position géographique, entre vallées, Hesbaye et Condroz et entre la campagne et la ville, Flémalle offre un mélange entre la nature comme la localité de Gleixhe et la ville, comme son centre ou une banlieue comme Les Trixhes.
Malgré un terrain fort escarpé, la commune doit s'atteler à l'augmentation de la population dans l'agglomération ; située à côté de Seraing, d'autoroutes, de la Meuse et de l'aéroport. Pour y remédier, la commune établit plusieurs projets de grande envergure comme la construction d'un tout nouveau quartier, Flémalle-Neuve, qui devrait voir le jour d'ici quelques années.
Du point de vue de son histoire, la commune a vu la naissance et l'avancée de la paléontologie et de la préhistoire grâce au docteur Philippe-Charles Schmerling. On doit aussi sur le territoire la découverte d'un diplôme romain. Au Moyen Âge, la commune connaît une jouissance économique due à la Principauté de Liège, notamment dans le village de Chokier où un tsar, Pierre le Grand, viendra séjourner ainsi que plusieurs généraux de différents empires. Durant les deux guerres, elle joue un rôle primordial dans la défense de Liège avec son fort.
André Cools, quant à lui, est une figure historique de la politique flémalloise mais pas seulement, en effet, il fut ministre du Budget, vice-Premier ministre, président du PSB, du PS et du Parlement wallon avant d'être assassiné en 1991.
Le sport est également une source de reconnaissance pour la commune puisque plusieurs grands sportifs de la région et du pays viennent ou sont passés par Flémalle. On peut noter également deux championnats du monde de kick-boxing qui se sont déroulés sur la commune. Au niveau des sports collectifs, on peut souligner que le ROC Flémalle est l'un des tout gros club de handball du pays avec trois Coupe de Belgique et onze titres nationaux.

## Toponymie
Tout comme Bomal, Emael, Fumal, Hermalle-sous-Argenteau, Hermalle-sous-Huy, Lamalle, Momalle, Omal et Xhendremael, Flémalle porte le suffixe -malle (mal, mael) qui est la version wallonne de la terminaison néerlandaise de -maal, qu'on retrouve principalement en Hesbaye.
Le nom de la commune est cité pour la première fois en 1086 dans une charte en tant que Fleimala. En 634, la localité était nommée Flédismamalacha.

## Géographie

### Sections
Flémalle est composée de huit sections, les Awirs, Chokier, Flémalle-Grande, Flémalle-Haute, Gleixhe, Ivoz-Ramet, Les Cahottes et Mons-lez-Liège. La section la plus peuplée est Flémalle-Haute avec 6 391 habitants tandis que la moins peuplée est Gleixhe avec 260 habitants.

#### Localités et lieux-dits
Il existe environ 90 localités et lieux-dits de tailles et de populations diverses.

Quelques localités flémalloises
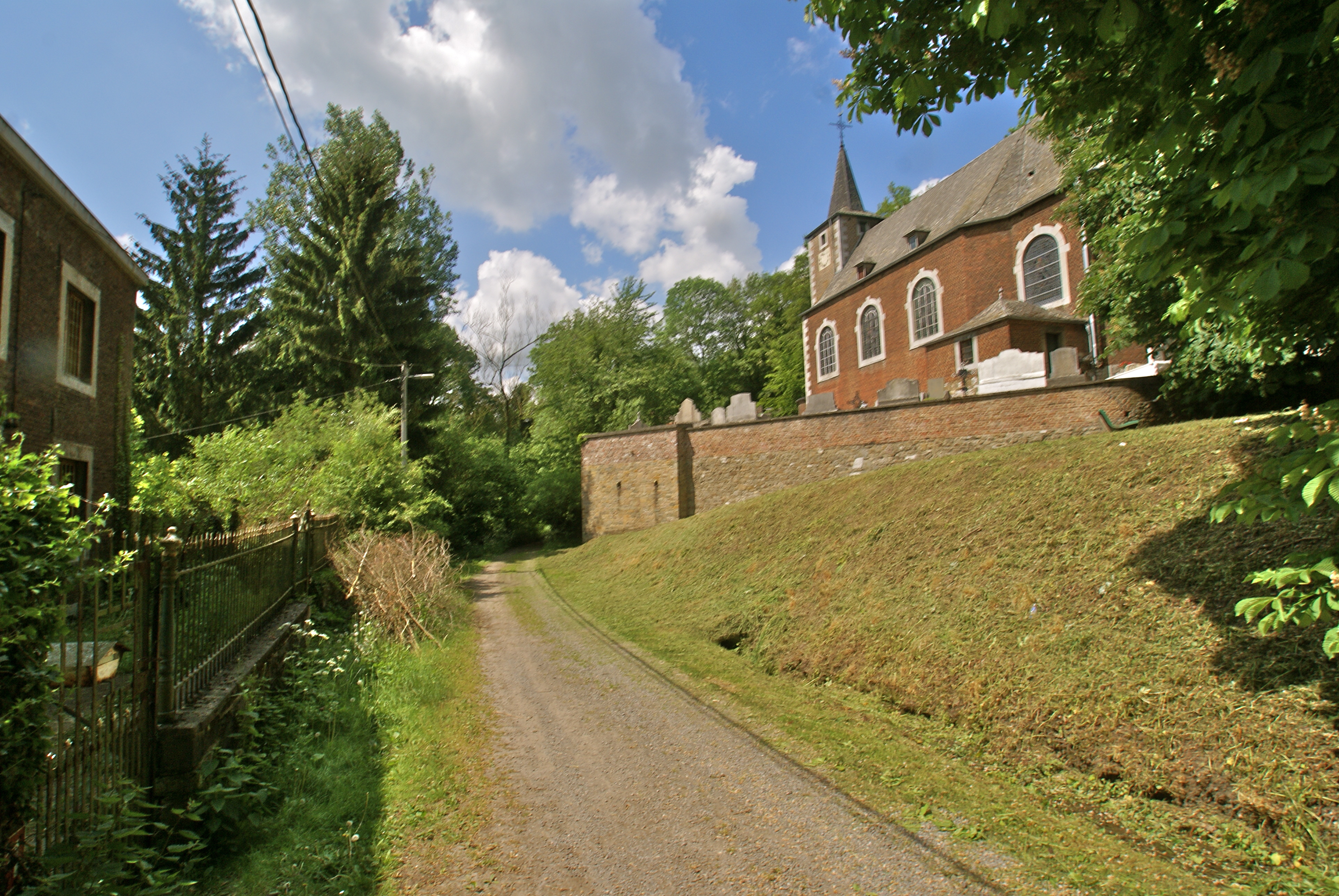
Gleixhe.
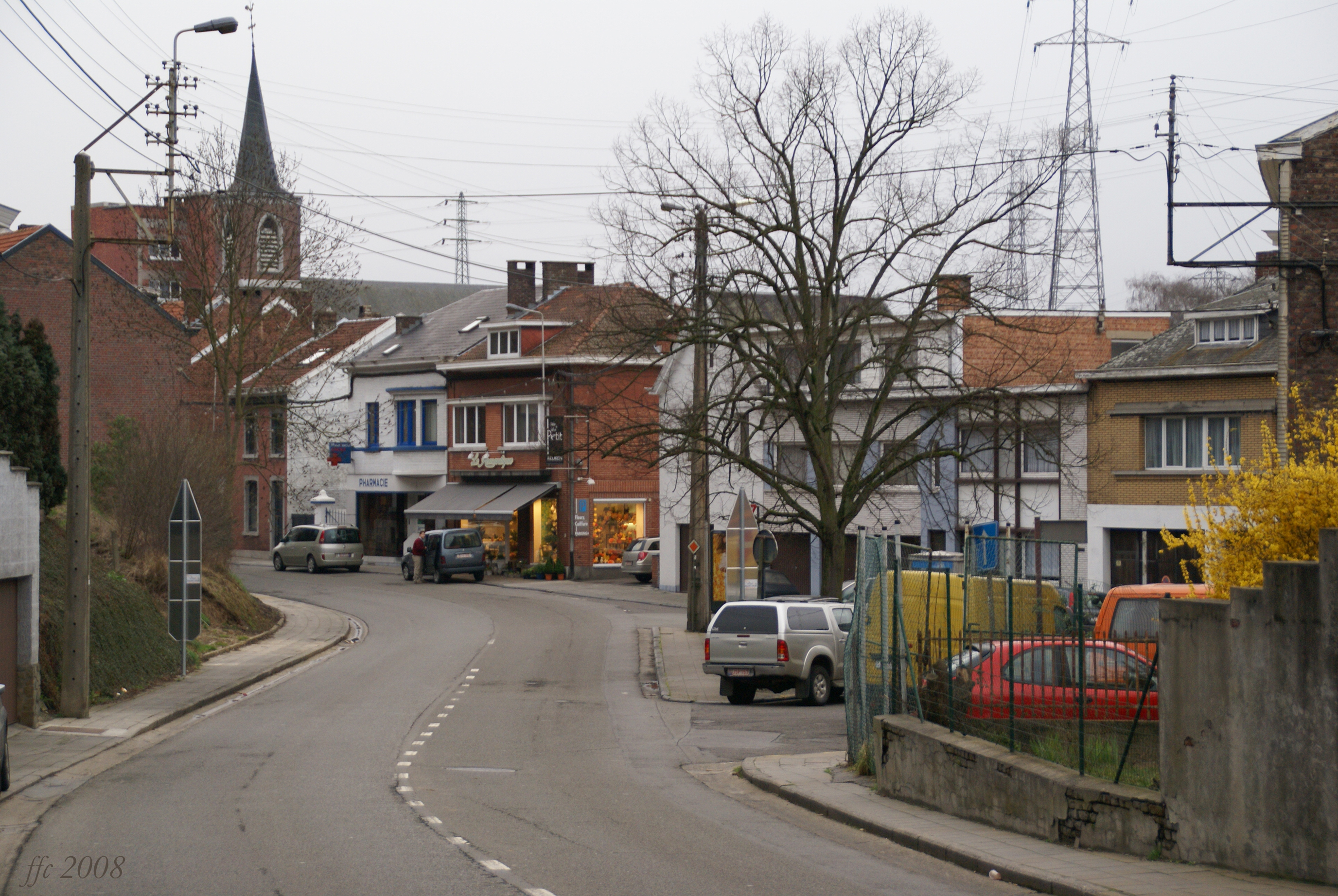
Le centre d'Ivoz.
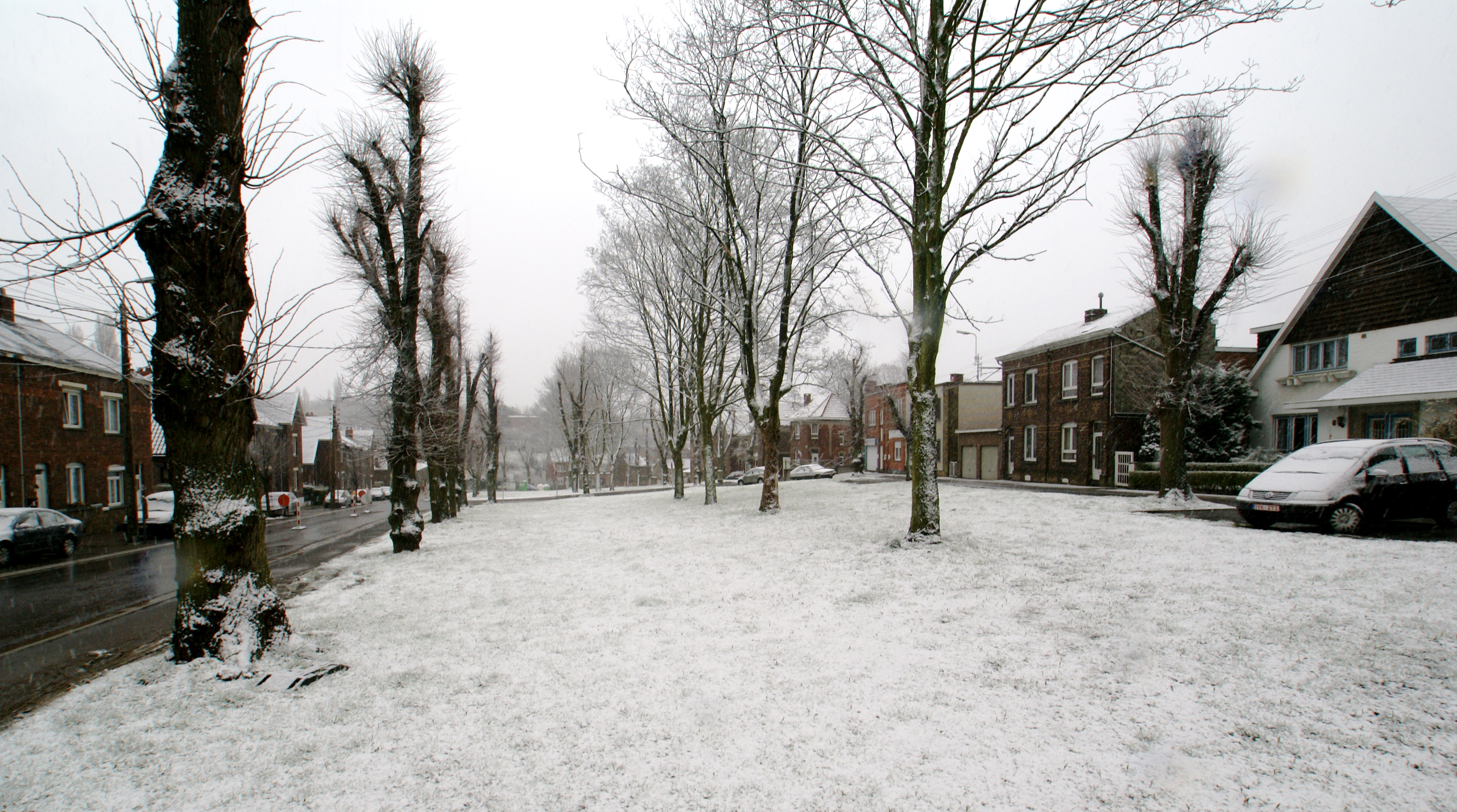
Profondval et sa place en hiver.
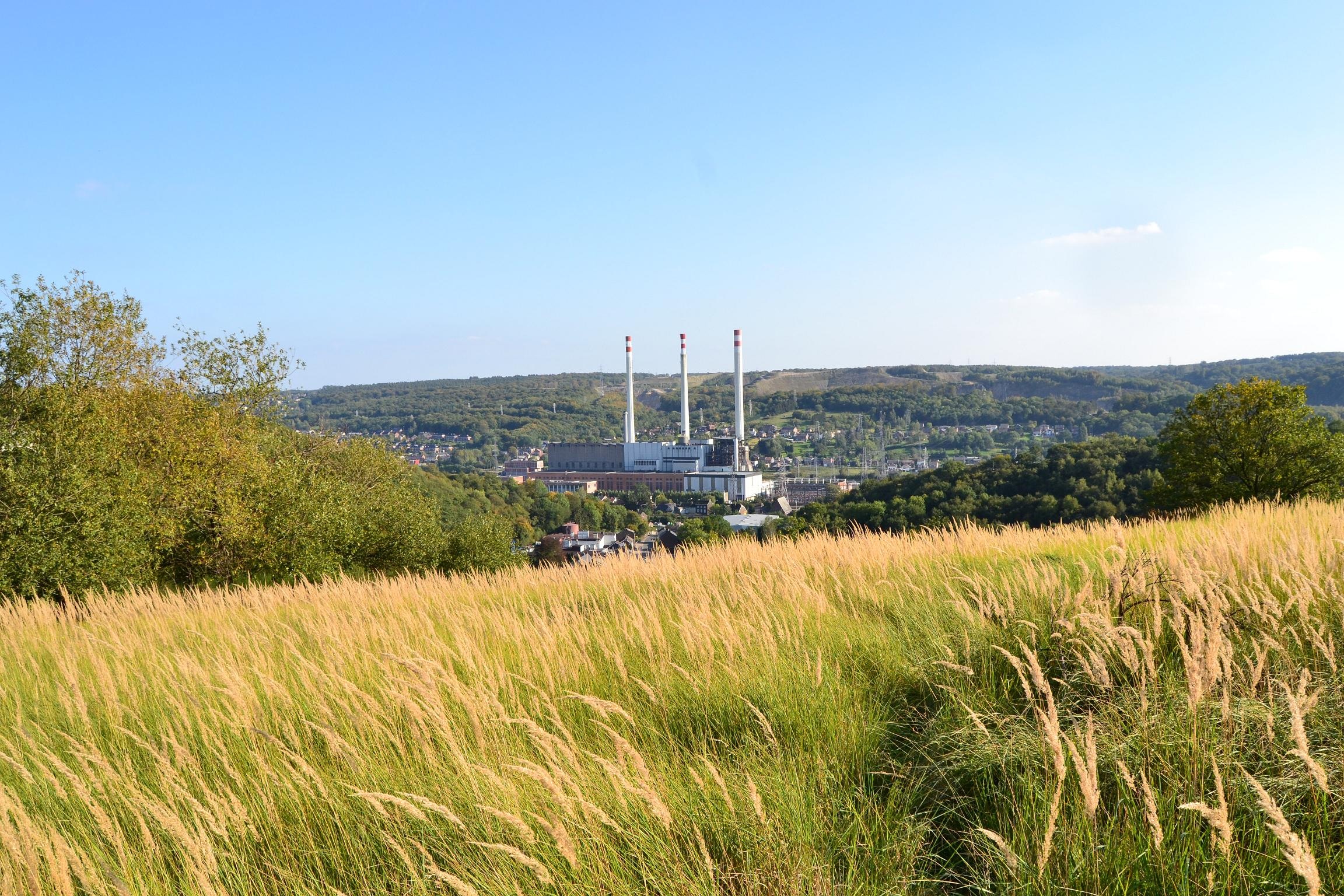
Plaine des Awirs et sa centrale, au fond.

#### Les Trixhes
Le plateau des Trixhes est né sous l'application d'une envie esthétique des architectes urbanistes du groupe L'Équerre. L'aménagement de cette cité peut être décrit comme une cité-jardin ou une cité-parc. La cité est commandée par Théodule Gonda, alors bourgmestre de Flémalle en 1937, mais les premiers chantiers ne commenceront qu'au début des années 1950.
Le choix de construire une cité à un tel endroit était de désenclaver la commune, jouant alors un rôle de commune satellite entre Liège et la campagne. Quatre unités de logements furent construites, représentants 1 326 logements (453 maisons et 873 appartements). Deux autres unités devaient voir le jour mais un moratoire sur le logement social en 1982 changea les projets destinés au plateau des Trixhes. Ce quartier est marqué par une architecture dite moderniste d'après-guerre, c'est-à-dire des immeubles de bas étages, unifamiliales, une cité espacée avec beaucoup de verdure et de piétonniers.
Durant les années 1979 et 1982, un projet de rénovation de l'unité IV est lancé. En effet, les logements de cette unité souffrent de problèmes d'humidité. Les problèmes seront tellement graves que l'unité sera détruite. Aujourd'hui, il est toujours possible de voir les vestiges de cette unité, au sud-ouest du quartier. Il ne reste que les routes et sentiers, les trottoirs, les lampadaires et un parking souterrain abandonné.
Les unités sont réparties en différents voisinages, pour apporter du social. On y trouve des centres sportifs et culturels mais aussi des places, une église de style moderniste et un réseau piétonnier exceptionnel pour l'époque, avec des tunnels piétonniers passant sous la nationale. Cette dernière était prévue au départ pour ne pas isoler la cité du centre de la commune mais depuis quelques années, elle est devenue la liaison principale de la commune entre la vallée et l'autoroute, coupant la cité en deux.

#### Chokier

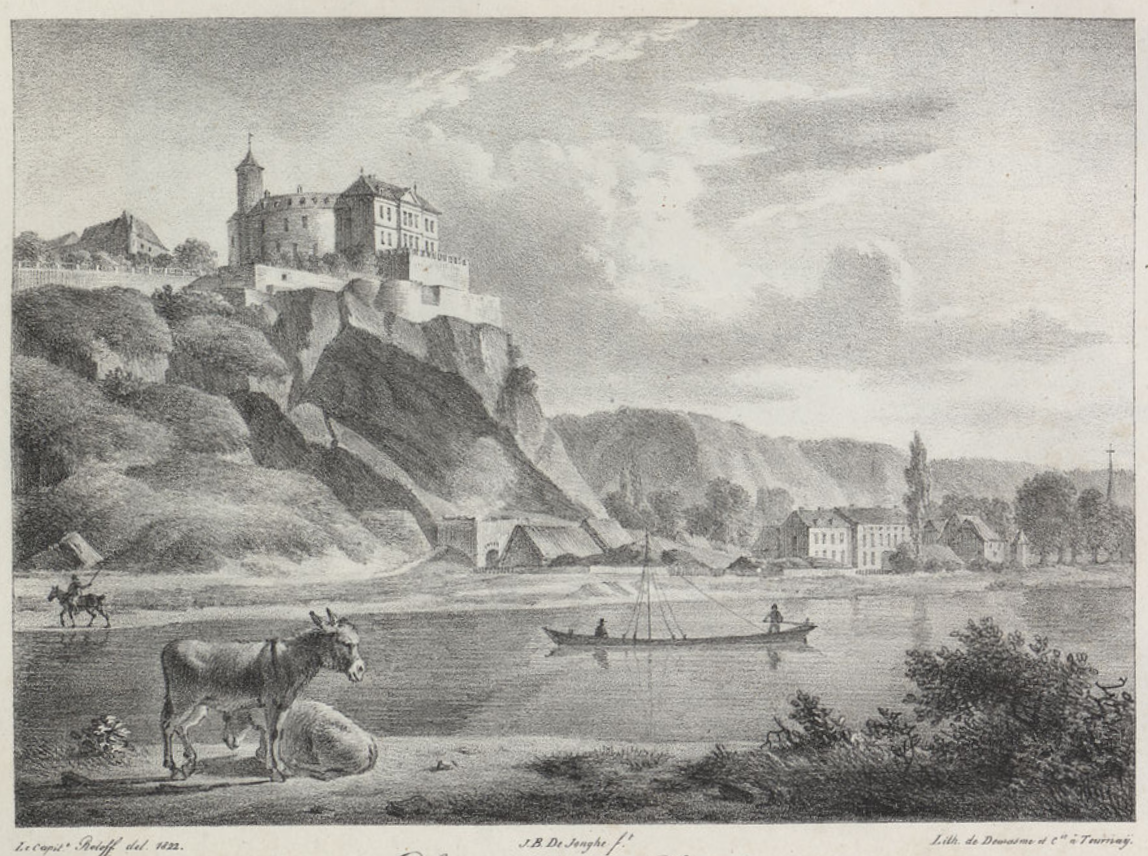
Chokier en 1822.

Le quartier de Chokier connaît probablement l'histoire la plus riche de Flémalle. Son château, perché sur un promontoire rocheux, existe depuis le XIe siècle environ. C'est au XIIIe siècle que le château, alors forteresse du Mont Iohy, est vendu par le comte de Hozémont à son neveu. Au XVIIIe siècle, la forteresse est transformée en château, celui visible actuellement.

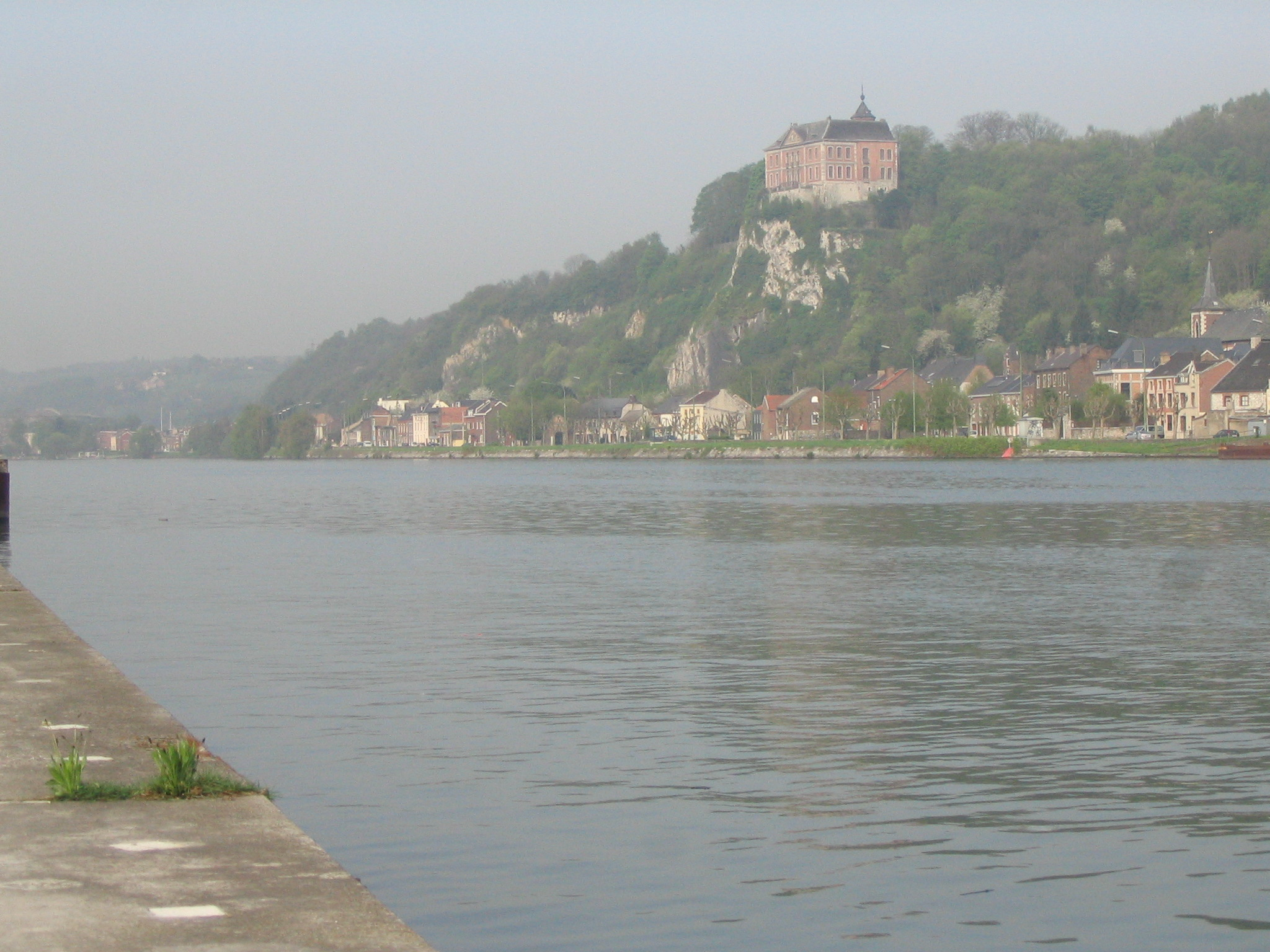
Une vue d'ensemble de Chokier et du château depuis la rive droite de la Meuse.

Le village connaît dès le XIe siècle une reconnaissance dans toute la région. On y trouvait une culture de la vigne, une brasserie, un cuvelier, un maréchal-ferrant et des auberges. Entre le XVIe et le XIXe siècle, le village connait un essor industriel avec l'établissement d'une alunière, de fours à chaux, d'une piperie, d'une fabrique de minium, d'une amidonnerie et d'une tannerie.

### Les Cahottes
Contrairement à Chokier, le village des Cahottes subira un sort tout autre. En effet, ce village moins peuplé et plus propère subira une vague d'expropriation à la suite du développement. Ce qui fait qu'aujourd'hui, le village à perdu près de la moitié de sa population

### Localisation

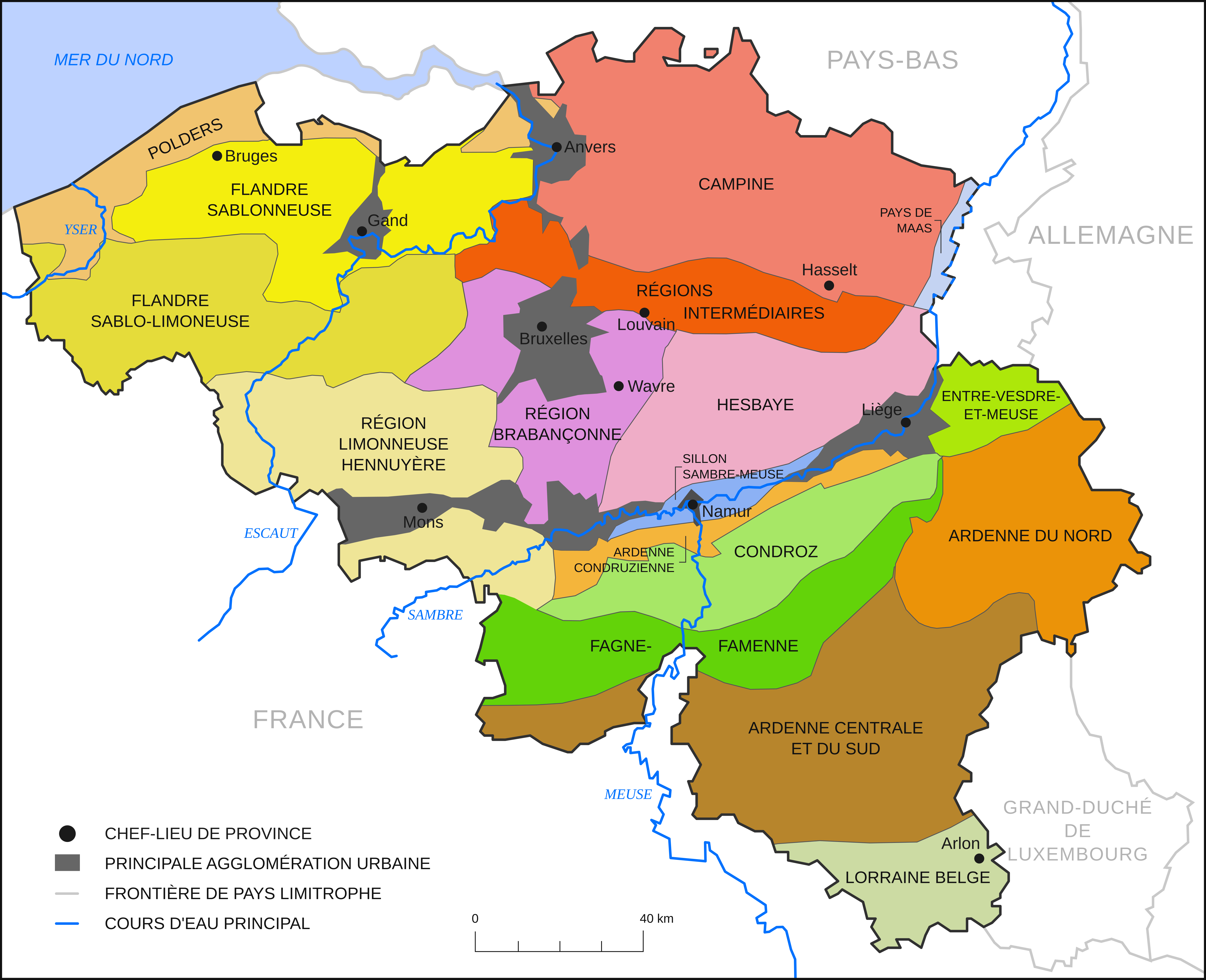
Les régions naturelles en Belgique. En rose, la Hesbaye; en vert clair, le Condroz. Flémalle se situe le long de la Meuse dans l'agglomération urbaine de Liège. L'Ardenne-condruzienne se trouve aussi à Flémalle.

La commune est située dans l'est de la Belgique, à l'ouest de Liège, sur l'axe de communication mosan entre la France et l'Allemagne et le sud et le nord de l'Europe. En effet, à l'extrême nord se trouve la route européenne 42 et l'échangeur de Loncin, situé sur la commune d'Ans ainsi que l'aéroport de Liège, l'un des plus importants aéroports de fret d'Europe occidentale. Située le long de la Meuse, elle fait état de commune tampon entre la vallée mosane et la Hesbaye au nord et le Condroz au sud.
En distances orthodromiques, elle est distante de 10,2 km de Liège (chef-lieu de la province), de 43 km de Namur (capitale de la Wallonie), de 81,5 km de Bruxelles (capitale de la Belgique), de 24,1 km des Pays-Bas (Eijsden), de 44,1 km du tripoint Allemagne, Belgique, Pays-Bas (Les Trois Bornes), de 60,3 km du Grand-Duché du Luxembourg (Troisvierges), de 65,1 km de la France (Givet), de 172,5 km de la côte belge (Knokke-Heist).

#### Communes limitrophes
|                         | Grâce-Hollogne |         |
| Saint-Georges-sur-Meuse | Flémalle       | Seraing |
| Engis                   | Neupré         |         |

### Géologie et relief

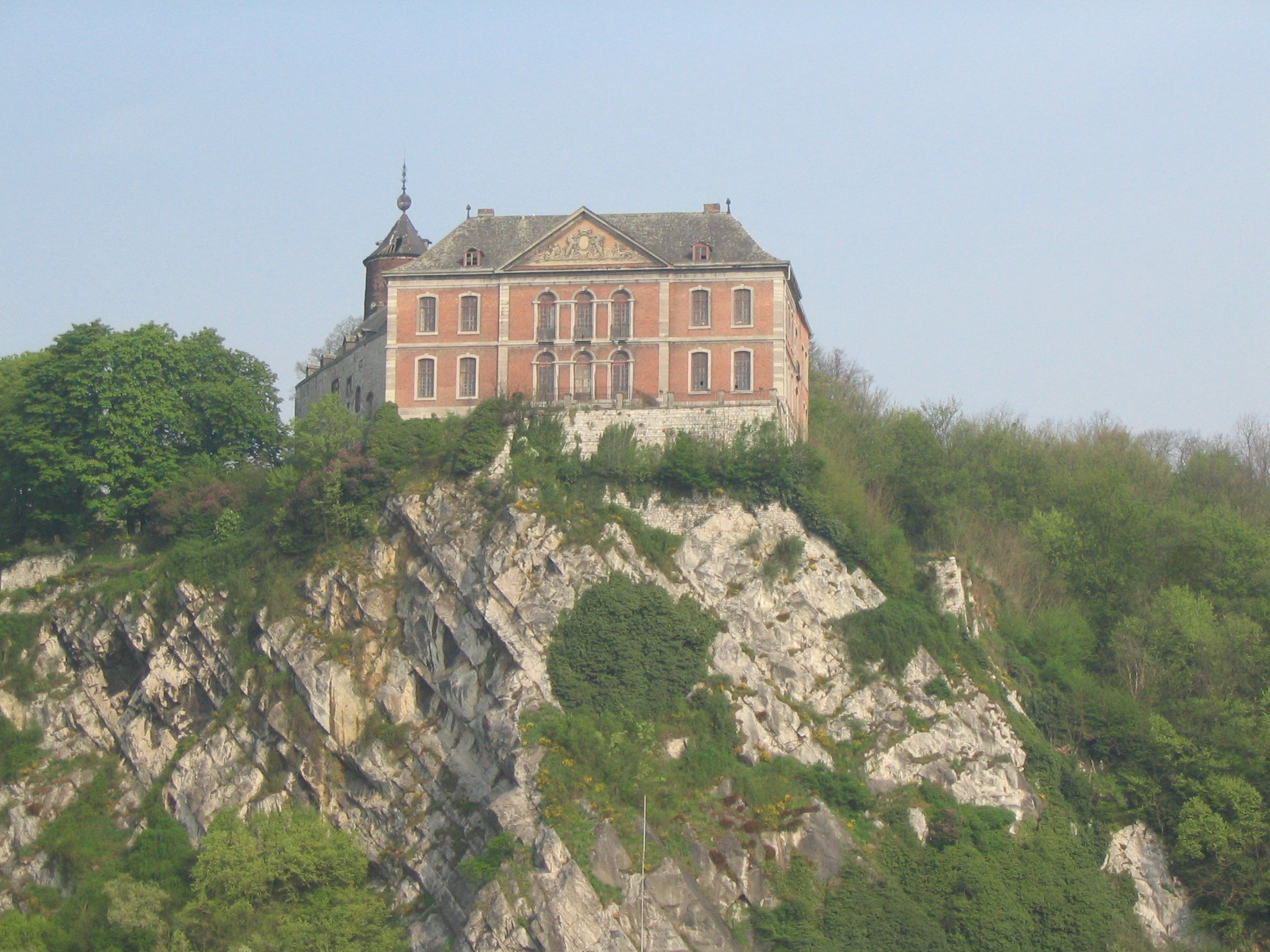
Le château de Chokier sur son promontoire.

La commune est marquée par la faille du midi (en Belgique, elle est dénommée sillon Sambre-et-Meuse), qui constitue une ligne de rupture géologique apparue au paléozoïque. Est dite aussi faille du midi, la faille eifelienne, désignée par Malherbe comme passant de Clermont-sous-Huy jusqu'à Angleur, passant donc par Flémalle. C'est cette faille, encore active actuellement, qui provoqua le tremblement de terre de Liège, le 8 novembre 1983. Ainsi, l'autoroute au nord du territoire mais aussi la grande partie du territoire ainsi que les agglomérations avoisinantes, comme Liège, Seraing et Engis, se situent sur cette faille.
La faille marque le relief de la commune, au-dessus des falaises créées par la faille, on a de fortes zones d'urbanisations, comme Les Trixhes, et en dessous également, avec le centre de Flémalle. Cette faille fut longtemps exploitée par différentes carrières. Celles situées derrière le village de Chokier ont donné naissance à la réserve naturelle "Aux Roches". L'altitude de la commune est comprise à son minima à 62 m (le long de la Meuse) et à son maxima à 238 m (dans l'extrême sud de la commune). Bien que le sud soit plus haut que le nord, c'est au nord que l'on remarque la faille, notamment avec le château de Chokier qui est perché sur un promontoire. Le long de la Meuse, le terrain est plat, au nord, le terrain est vallonné, notamment aux Awirs avec le ruisseau, le sud connaît une élévation constante.

### Hydrographie

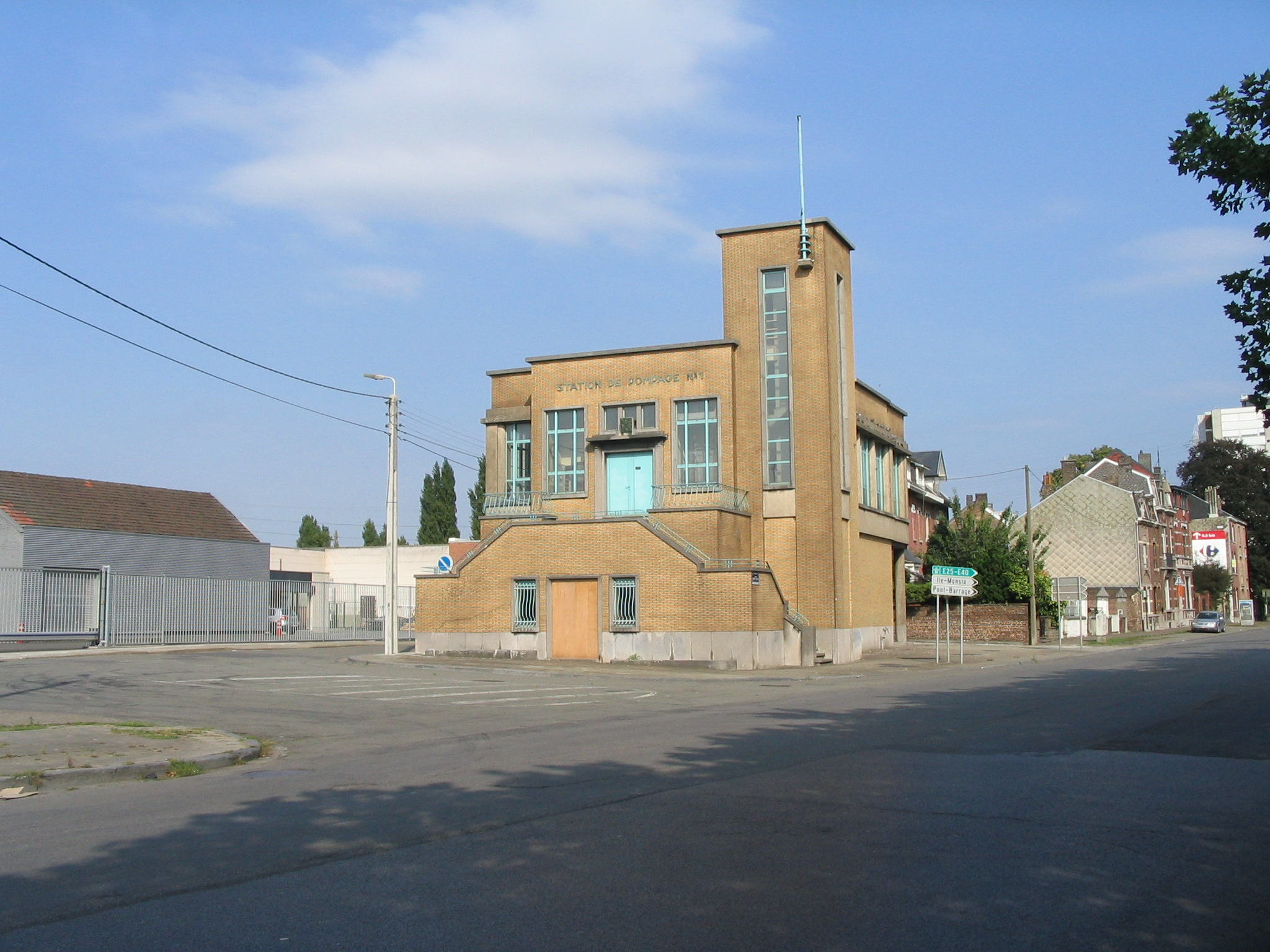
La station de pompage no 1 à Herstal, semblable aux vieilles stations situées sur la rive gauche de la Meuse à Flémalle.

Flémalle fait partie du sous-bassin hydrographique Meuse aval. La commune compte une seule voie d'eau navigable, la Meuse, qui traverse la commune d'ouest en est sur une longueur de 7 646 mètres. Elle compte sept cours d'eau principaux (sans compter la Meuse, ce sont ceux des Awirs, de Ville-en-Cours, de la Neuville, du Pré Renard, du Broussou, de Bailesse, de la Croisette) dont la longueur totale équivaut à 27 051 mètres. La commune compte 4 % de zones inondables sur son territoire dont seulement 2,7 % en inondation élevée.
L'organisme qui gère les services d'assainissement de la commune est l'AIDE. En 2008, les eaux usées domestiques de 77 % de la population n'étaient pas épurées par une station publique. La commune disposait entre autres la même année d'un réseau d'égouts long de 158,24 km.
En 2017, l'AIDE demande à la SPGE (la Société Publique de la Gestion des Eaux) un budget pour l'étude de la résilience au changement climatique des ouvrages situés en rive gauche de Meuse, ce qui comprend les stations de pompages no 1 et no 3 de Flémalle, qui sont anciennes.
Depuis l'hiver 1977-1978, il y a une remontée progressive de la nappe aquifère liée à l'après charbon que connut la province de Liège. Flémalle et d'autres communes situées le long de la Meuse et ayant connu un passé de la mine sont touchées par ce phénomène.

#### Îles
Avant la construction des quais le long de la Meuse en 1937, de nombreuses îles, de tailles plus ou moins importantes, étaient parsemées dans le fleuve. Ces îles formaient jadis le "goulot de Chokier" et étaient une étape difficile de la montée comme de la descente de la Meuse. Avant les travaux d'aménagement, des vestiges archéologiques furent trouvés, comme des glaives, des urnes et des pièces de monnaie. On peut citer les îles de Rensonnet, des champs de Bures, du Trou des Veaux, de l'Avocat, et celle vers Ivoz. Aucun pont ne permettait le passage d'une rive à l'autre, qui se faisait à l'époque via des barques.

### Climat
Flémalle
Le climat de Flémalle est, selon la classification de Köppen-Geiger, de type Cfb. En moyenne, la température est de 10,2 °C. Mais il faut prêter attention à la morphologie de la commune. En effet, la vallée de la Meuse est située plus bas en altitude que le nord et le sud de la commune, ce qui a pour conséquence que, pendant les périodes neigeuses modérées, la neige tombe sur la quasi-totalité du territoire excepté sur le centre, c'est-à-dire le long de la Meuse où il fait plus chaud.
En moyenne, le mois d'avril est le plus sec, avec 65 mm de précipitation, tandis que le mois de décembre est le plus pluvieux avec 99 mm en moyenne. La courbe de température suit inversement celle des précipitations, avec un léger décalage. Ainsi, le mois de juillet est généralement le plus chaud avec une température moyenne de 18,1 °C et le plus froid est celui de janvier, avec une température moyenne de 2,6 °C.
En moyenne, il pleut 10 jours par mois sur la commune, un peu plus qu'à Liège.
| Mois                              | jan. | fév. | mars | avril | mai  | juin | jui. | août | sep. | oct. | nov. | déc. | année |
| --------------------------------- | ---- | ---- | ---- | ----- | ---- | ---- | ---- | ---- | ---- | ---- | ---- | ---- | ----- |
| Température minimale moyenne (°C) | 0,4  | 0,2  | 2    | 4,8   | 8,7  | 11,6 | 13,8 | 13,5 | 11   | 8,2  | 4,4  | 1,4  | 6,6   |
| Température moyenne (°C)          | 2,6  | 2,9  | 5,8  | 9,4   | 13,2 | 16,3 | 18,1 | 17,7 | 14,7 | 11,1 | 6,7  | 3,5  | 10,2  |
| Température maximale moyenne (°C) | 4,9  | 5,9  | 9,7  | 13,8  | 17,3 | 20,4 | 22,2 | 21,7 | 18,6 | 14,3 | 9,1  | 5,7  | 13,6  |
| Humidité relative (%)             | 85   | 83   | 78   | 72    | 72   | 72   | 72   | 74   | 77   | 81   | 87   | 86   | 78,25 |

## Urbanisme

### Morphologie urbaine

#### Tissu urbain
Le centre de Flémalle est dans la continuité du tissu urbain de Liège, s'étendant de Herstal jusqu'au village de Chokier. La quasi totalité du territoire fait partie de ce tissu urbain, excepté les Awirs, Gleixhe, En Cowa, Ramioul et le Gros-Chêne qui s'en détachent. Les institutions flémalloises sont en quasi totalité situées dans le centre, principalement le long de la Grand'Route. On y trouve notamment la poste (ancien bâtiment des finances), la maison communale mais aussi les principales artères commerciales et des pôles industriels tandis que le poste de police de la zone de Flémalle se situe proche de la nationale 677, au nord des Trixhes. Ce quartier forme d'ailleurs un tissu urbain à part entière, avec une forte urbanisation.

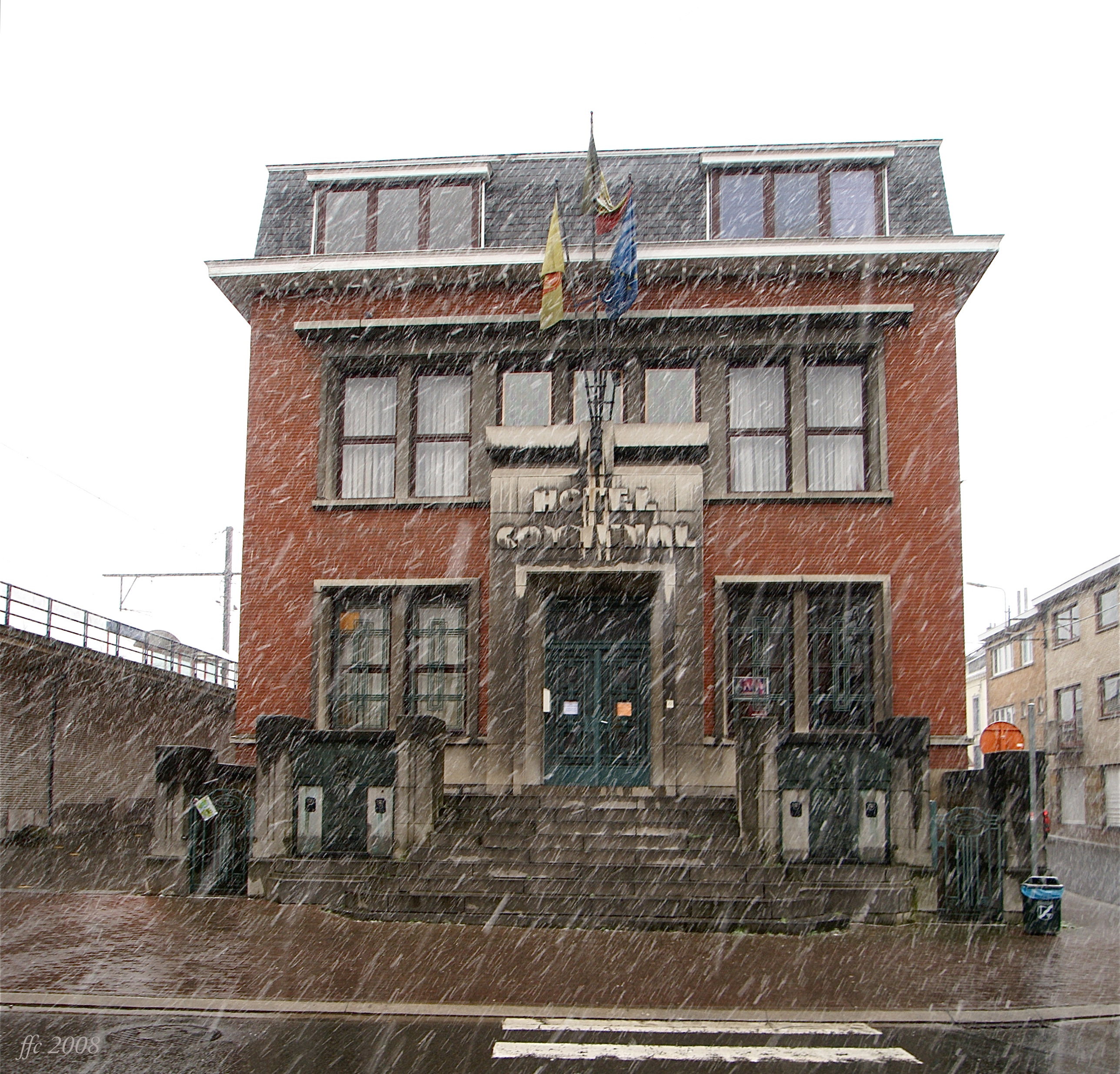
L'ancien hôtel communal quand Flémalle-Grande était une commune à part entière avant 1977. Aujourd'hui, le bâtiment est utilisé par la commune et la région.

Avant la fusion des communes belges de 1977, les sections communales actuelles étaient des communes, ce qui fait que lors de la fusion, des institutions, comme les bibliothèques, étaient très nombreuses et réparties sur le territoire, aujourd'hui tout a été centralisé (deux bibliothèques, dont une principale). On peut remarquer d'anciens bâtiments qui servaient d'hôtel communal. Le quartier de Chokier est facilement discernable grâce à son passé et son architecture. Il est souvent cité comme l'un des plus beaux villages de Wallonie. Le quartier des Awirs est lui aussi atypique, avec son château. Le Centre Culturel et les principales institutions sportives et caritatives sont situées au sud du quartier des Trixhes.

#### Occupation des sols
| Type d'occupation                                                                        | Flémalle | Province | Wallonie |
| ---------------------------------------------------------------------------------------- | -------- | -------- | -------- |
| Part de superficie artificialisée                                                        | 27,7 %   | 12,9 %   | 10,7 %   |
| Part de terrains résidentiels                                                            | 18,6 %   | 7,6 %    | 6,5 %    |
| Part de terrains occupés par des commerces, bureaux et services                          | 0,7 %    | 0,3 %    | 0,3 %    |
| Part de terrains occupés par des services publics et équipements communautaires          | 1,9 %    | 1,6 %    | 1,1 %    |
| Part de terrains à usage de loisirs et espaces verts urbains                             | 0,4 %    | 0,6 %    | 0,6 %    |
| Part de terrains occupés par des bâtiments agricoles                                     | 0,4 %    | 0,8 %    | 0,6 %    |
| Part de terrains à usage industriel et artisanal                                         | 4,1 %    | 1,4 %    | 1 %      |
| Part de carrières, décharges et espaces abandonnés                                       | 0,3 %    | 0,2 %    | 0,2 %    |
| Part d'infrastructures de transport                                                      | 1 %      | 0,5 %    | 0,4 %    |
| Part d'autres espaces artificialisés                                                     | 0,1 %    | 0,1 %    | 0 %      |
| Part de terres arables et cultures permanentes                                           | 20,7 %   | 22,2 %   | 28,5 %   |
| Part de surfaces enherbées et friches agricoles                                          | 19,8 %   | 27,2 %   | 23,2 %   |
| Part de forêts                                                                           | 15,4 %   | 28,4 %   | 29,3 %   |
| Part de milieux semi-naturels                                                            | 5,6 %    | 2,4 %    | 2,5 %    |
| Part de zones humides                                                                    | 0 %      | 1,1 %    | 0,3 %    |
| Part de surfaces en eau                                                                  | 0 %      | 0,2 %    | 0,2 %    |
| Part de terrains de nature inconnue (dont non cadastré)                                  | 10,7 %   | 5,7 %    | 5,2 %    |
| Source: Iweps - WalStat (Le portail d'informations statistiques locales sur la Wallonie) |          |          |          |

On constate avec le tableau ci-dessus que la commune est fortement urbanisée, avec une superficie artificialisée et des terrains résidentiels presque trois fois supérieurs à ceux de la Wallonie. Les services, les bureaux et les commerces prennent eux aussi une grande place dans la commune. Dans le centre de Flémalle, on trouve plusieurs grandes enseignes (Delhaize, Lidl, Aldi), mais aussi deux centres commerciaux, un à l'est du centre, prêt de Jemeppe, et un plus petit, à l'ouest du centre au niveau des Chaffours. On remarque que malgré la part de terrains résidentiels nettement plus élevée que la moyenne wallonne et provinciale, les loisirs et les espaces verts prennent une place moins importantes.
La part industrielle est quant à elle quatre fois supérieure, ce qui s'explique par les deux centres ArcelorMittal situés sur la rive gauche et droite de la Meuse et de tailles assez conséquents mais aussi par la présence de trois pôles industriels importants: le Parc d'Activités Économiques Les Cahottes, la Parc d'Activités Économiques Arbre Saint-Michel et le Parc Industriel de Ramet.
On constate que malgré la forte urbanisation de la commune, l'agriculture prend une grande place sur le territoire. Certes moins que la moyenne provinciale et régionale mais si l'on compare la part de la commune à celle de Liège ou des communes de l'agglomération liégeoise, Flémalle se démarque.
Enfin, la part de forêts est nettement inférieur, près de deux fois moins que la moyenne de la Wallonie, ce qui s'explique par une urbanisation grandissante, l'agrandissement des pôles économiques et l'agriculture, qui laissent peu de place aux forêts. La plupart d'entre elles se trouvant au sud et à l'ouest de la commune.

### Logements
| Année de construction                                                                    | Flémalle | Province | Wallonie |
| ---------------------------------------------------------------------------------------- | -------- | -------- | -------- |
| Part des bâtiments érigés avant 1900                                                     | 21,9 %   | 23,4 %   | 27,7 %   |
| Part des bâtiments érigés entre 1901 et 1918                                             | 10 %     | 9,8 %    | 9,7 %    |
| Part des bâtiments érigés entre 1919 et 1945                                             | 11,9 %   | 12,2 %   | 11 %     |
| Part des bâtiments érigés après 1945                                                     | 56,2 %   | 54,6 %   | 51,6 %   |
| Source: Iweps - WalStat (Le portail d'informations statistiques locales sur la Wallonie) |          |          |          |

La part des bâtiments érigés avant la fin de la seconde Guerre mondiale (1945) varie fortement entre l'ouest et l'est de la Belgique, cela s'explique par le fait que la province de Liège s'est souvent retrouvée en tant que première ville à affronter les forces armées allemandes.
Flémalle est l'une des communes ayant la plus grosse part de bâtiments érigés entre 1946 et 1961 (20,9 %) alors que la moyenne régionale n'est pas plus haute que 10,8 %. On trouve ce phénomène de construction d'après-guerre partout dans la région liégeoise.
Ce phénomène de construction continue entre 1962 et 1970 avec 11,5 % des bâtiments érigés contre 7,7 % pour la Wallonie. Depuis lors, les constructions diminuent à Flémalle et dans la région liégeoise. Ce sont les localités situées dans la campagne qui connaissent une période de construction du début des années 1970 jusqu'à nos jours, surtout la province du Luxembourg. Ce phénomène ne se rencontre pas que dans la région liégeoise mais aussi à Charleroi, Namur, Mons et les grandes villes wallonnes.
La part de buildings et immeubles à appartements parmi les logements s'élèvent à 15,5 %. Cette part augmentera dans les années à venir à la suite du projet d'aménagement de Flémalle-Neuve. Cette part est presque égale à la moyenne wallonne (16,3 %).
La région liégeoise, y compris Flémalle, comprend une part de maisons de type fermé parmi les logements les plus importantes de la Wallonie. Ces maisons étaient bien souvent les anciennes maisons des travailleurs des charbonnages lors de la révolution industrielle et durant l'exploitation des différentes mines et carrières.
En 2001, la commune comptait 10 757 logements pour 25 777 habitants.

#### Architecture

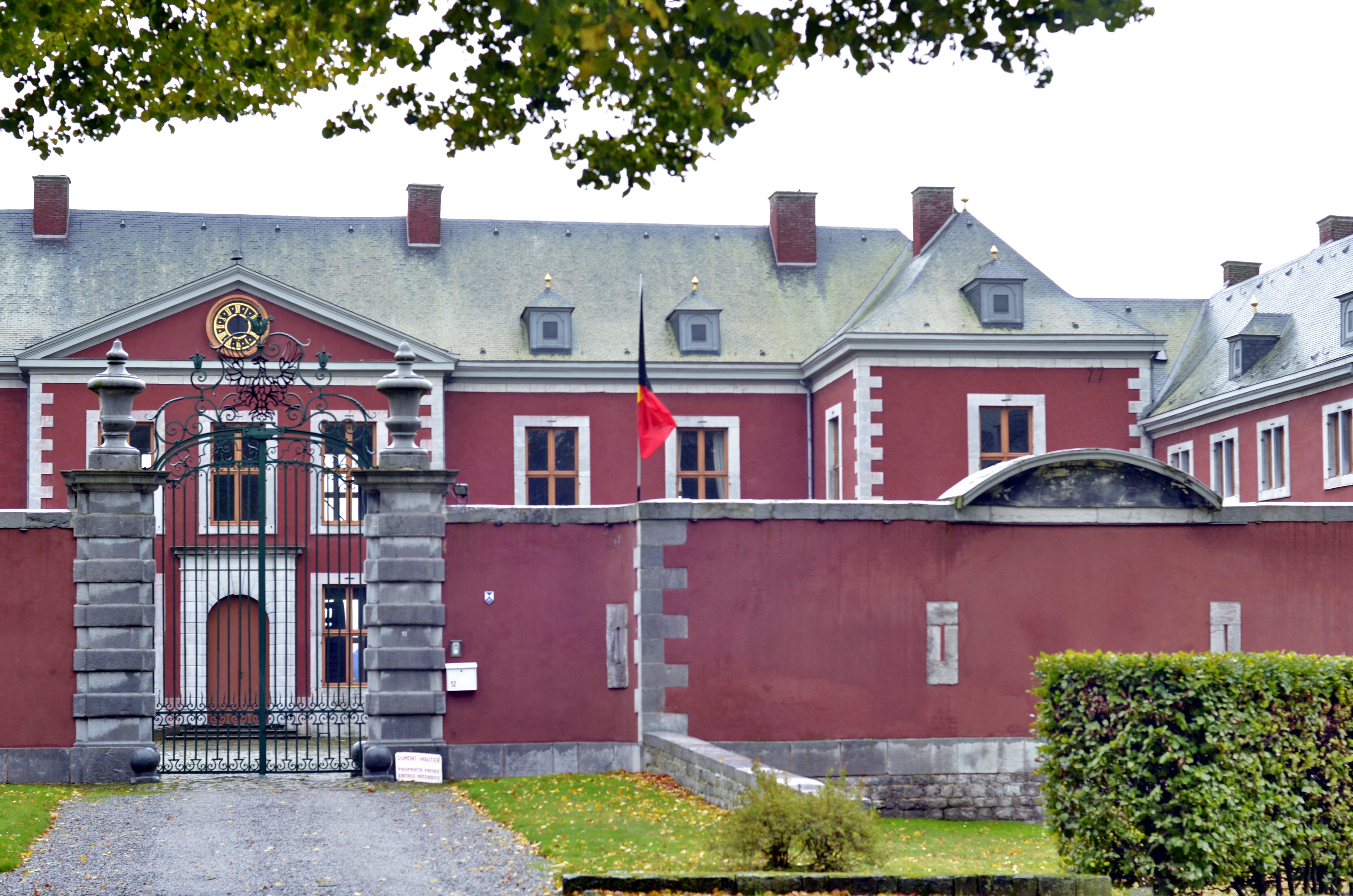
L'entrée du château d'Aigremont. On remarque la caractéristique architecturale des briques rouges.

L'architecture liégeoise se démarque par le style roman rhénan et le style mosan. Le château d'Aigremont en est un bel exemple, de style Louis XIV mais mêlant le style mosan avec les briques rouges qu'on retrouve au Grand Curtius, autre spécimen du style mosan.
Le quartier de Chokier possède un patrimoine architectural bien conservé de ce qui se trouve dans la plupart des villages importants de la Wallonie.
Les Trixhes représentent quant à eux un style architectural nouveau du XXe siècle, le style moderniste.

### Projets d'aménagements
La commune se projette dans l'avenir avec Flémalle 2030. Parmi les projets de revalorisation :
- Rénovation de la Grand'Route et ses deux projets[SC 5].

Le premier projet, celui de Flémalle-Centre, a pour but de revaloriser le parc communal, le poumon vert du centre de la commune, mais aussi la création d'un nouvel espace public au niveau de l'Athénée Provincial Guy Lang et de la polyclinique Tubemeuse (Hôpital du Bois de l'Abbaye), situés l'un en face de l'autre. Ce projet voit la création et la réorganisation de parkings, l'offre avant projet étant très réduite. Le tout permettra une valorisation du centre de la commune où se côtoient écoles, commerces, bibliothèque, pôle économico-social, les administrations communales, le poste de police de Flémalle-Centre, le parc communal et la caserne de pompiers.
Le second projet, concernant Flémalle-Grande, revalorisera la place S. Donnay, le centre commercial "Flémalle Shopping" et des parkings.
- Flémalle-Neuve

Ce projet à pour but de revaloriser une zone se trouvant derrière le Tubemeuse et consiste en la création de 238 logements (184 appartements et 54 maisons), une nouvelle école communale et de nouveaux bureaux ainsi que des PME. La zone sera dotée d'une nouvelle gare sur la ligne 125a en direction de Seraing et Liège ainsi qu'une passerelle piétonne au-dessus de la Meuse, à côté du pont ferroviaire.
Ce projet est actuellement en phase d'étude avec une étude sur la pollution du terrain. Il est estimé à quelque 72 millions d'euros.
- Modernisation des Trixhes

Ce projet de modernisation est censé requalifier la totalité du quartier, ce compris les différentes voiries et piétonniers, une meilleure offre commerciale, culturelle et sociale et une meilleure approche sur la demande élevée de logements que suscite Flémalle. Les voisinages de l'unité IV étant détruits depuis quelques années, les terrains restent vides mais urbanisables. Les XV Bonniers se verront dotés d'une trentaine de nouveaux logements.
- Écoquartier de Mons-lez-Liège

Depuis la destruction de l'ancienne école communale située Place Mottard, le quartier connaît une déstructuration malgré sa densification. Le projet à pour but de revaloriser cette place, avec la création de commerces et de logements mais aussi via une mobilité plus douce aux alentours de cette place. C'est en réalité tout un écoquartier qui va naître.
Plus loin sur la rue Jean-Louis Adam, non loin de la cité Beulers, les terrains de football du Royal Football Club de Mons-lez-Liège se voient totalement rénovés avec notamment la construction d'un nouveau hall omnisport. Ce projet est évalué à 4 millions d'euros.
- Terril du Hénâ

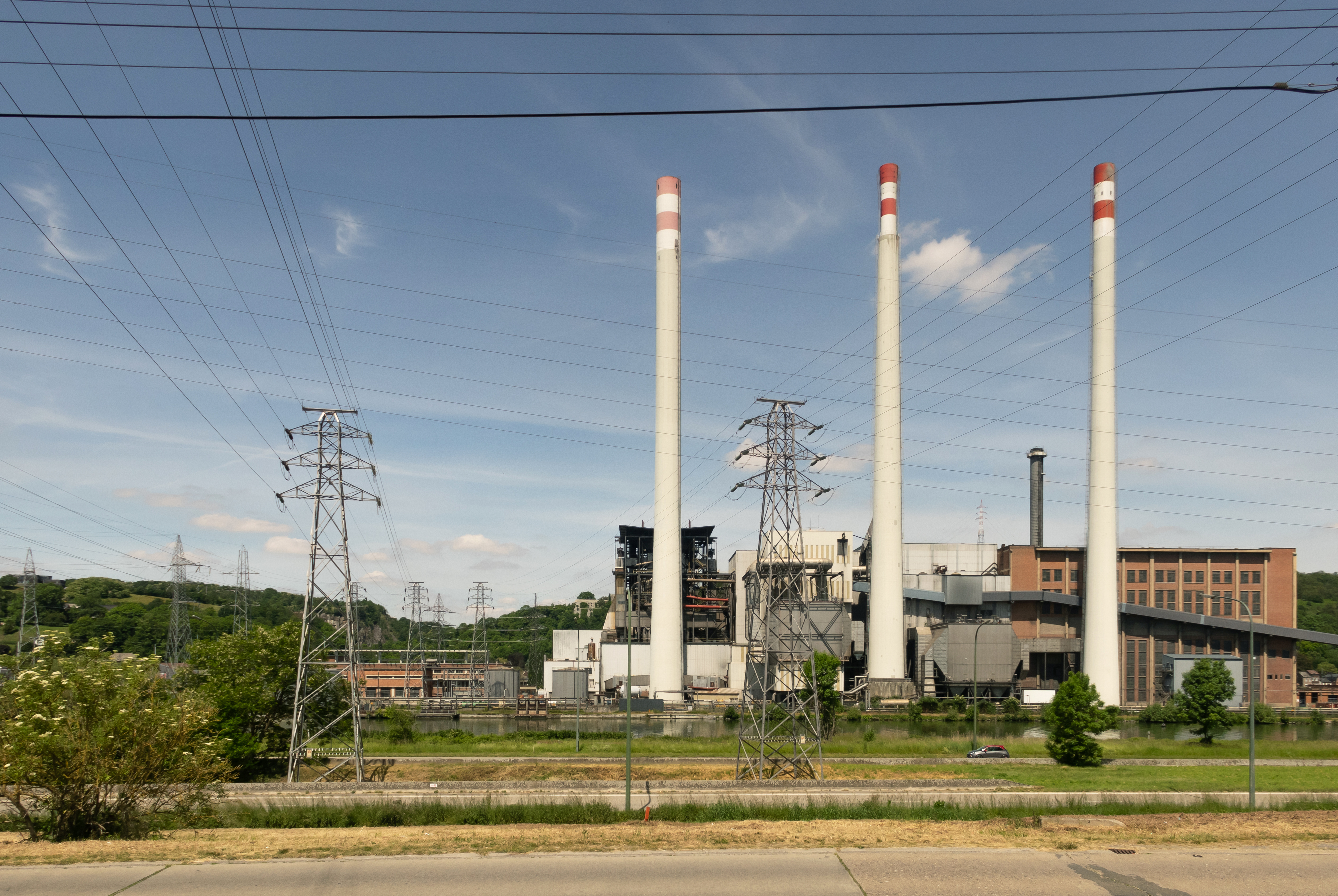
La centrale des Awirs qui est à l'origine du terril du Hénâ.

Le site était constitué de deux ruisseaux, celui du Hénâ dont il tire son nom et celui des Fagnes s'écoulant sur Engis. C'est à la suite de la combustion du charbon de la centrale électrique des Awirs que le terril fut composé de cendres,.
En 2002, à la suite de la conclusion de l'étude indépendante (DGATLP) sur la stabilité du terril, il est conclu que : « Le renforcement de la poutre et des ancrages existants n'est donc pas envisageables à long terme. Dans ces conditions, le terril du Hénâ ne présente pas une sécurité satisfaisante, à moyen et à long terme. L'enlèvement du dépôt des cendres volantes constitue la seule solution présentant une garantie de sécurité totale définitive. ».
Engie Electrabel réhabilite depuis plusieurs années le site industriel pour en faire un espace vert, ce qui en fait un chantier unique en Europe et en Belgique,. Le site, occupé de 1952 à 1972, a recueilli plus de 2,33 millions de tonnes de cendres volantes. Selon Engie Electrabel, le site est unique à plus d'un titre parce qu'il va retrouver son aspect d'origine; les cendres vont être recyclées grâce à un accord des cimentiers de la région et les riverains seront écoutés tout au long de l'aménagement du site. Ce chantier devrait durer au moins 15 ans. En mai 2020, le cap des 500 000 tonnes de cendres a été atteint, soit 20% du tonnage total des cendres sur le site et en août 2020, ce sont 25% des cendres. Le coût total du réaménagement devrait coûter 50 millions d'euros,,. C'est l'entreprise Eloy qui a construit les aménagements concernant l'exploitation du retrait des cendres.

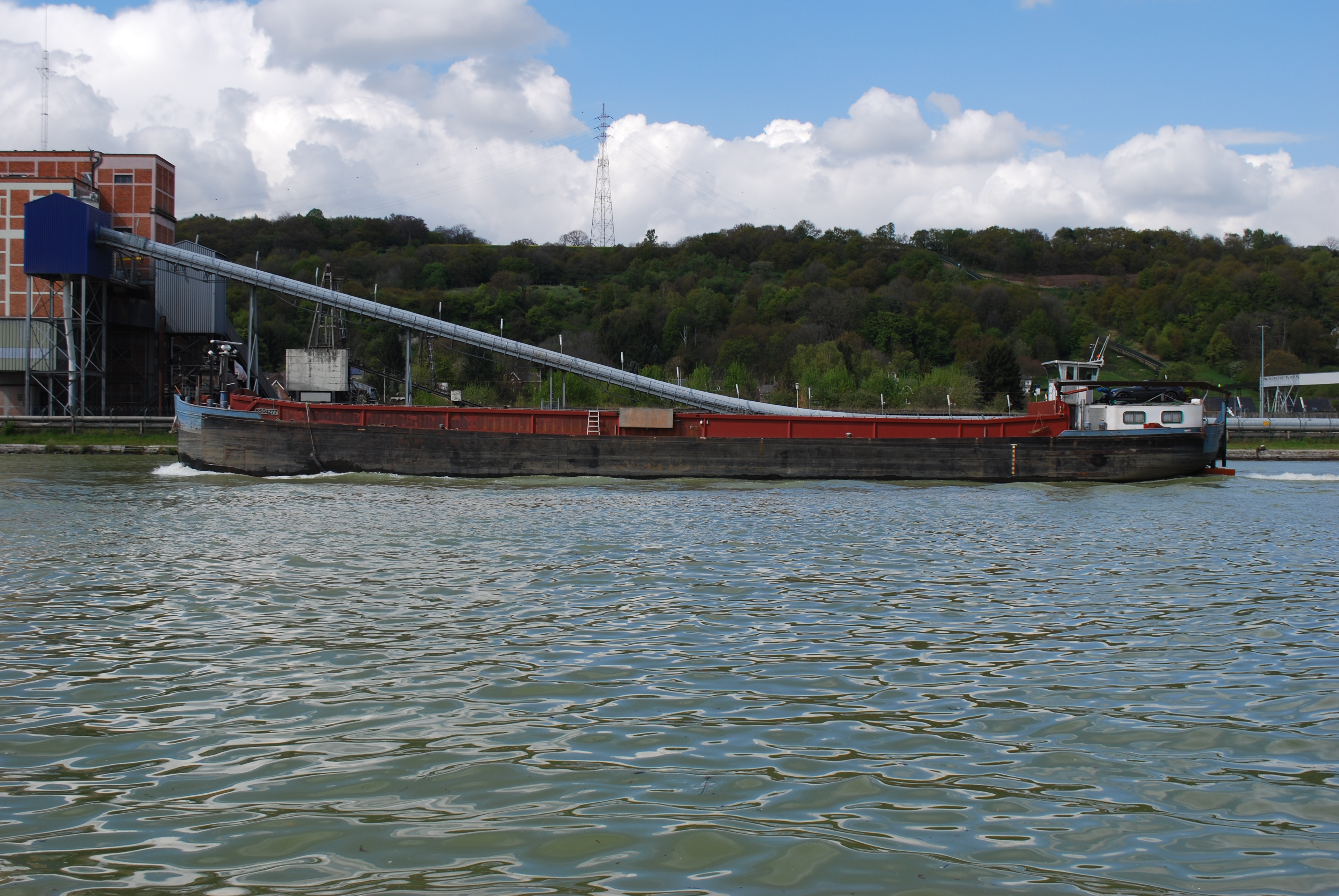
Le site portuaire des Awirs. Le point de chargement se trouve à l'extrême gauche de la photographie.

En ce qui concerne le transport des cendres vers les cimentiers, liégeois, Engie Electrabel a opté pour le transport fluvial. En comparaison, 4 400 tonnes de cendres peuvent être transportées dans 250 camions, dans 125 wagons ou dans un convoi fluvial, le choix fut alors vite fait. Pour transporter les cendres du terril jusqu'au port fluvial de Chokier, Engie Electrabel a construit une bande transporteuse de plus d'un kilomètre de long (1,7 km pour être précis) prenant des allures de montagnes-russes car descendant le terril jusqu'à la vallée du ruisseau des Awirs puis remonte une falaise de carrière jusqu'au plateau du château d'Aigremont avant de redescendre jusqu'au port.
Lors de l'enlèvement des cendres, Engie a trouvé de l'amiante et a donc désamianté le site. Cette découverte avait ennuyé les riverains qui ont eu peur des conséquences possibles sur leur santé, mais des analyses ont montré que l'amiante était peu présente et ne présentait aucun risque. Cet amiante est traité et les terres saines sont séparées des terres amiantées.
Le bourgmestre d'Engis, Serge Manzato, participe aux réunions du Comité d'Accompagnement. En effet, le site du Hénâ se situe juste à côté de la commune d'Engis.
En mars 2016, 50 % de la première phase du chantier était réalisé. En avril 2016, la bande transporteuse commence à être construite (un hélicoptère fut présent pour quelques manœuvres du chantier de grande envergure) et des contrôles de la qualité de l'air débutent et seront réalisés tout au long du projet. En mai 2017, 2 % des cendres ont été évacuées, cela représente 20 péniches. En octobre 2017, 4 % des cendres furent enlevées et 63 péniches sont parties vers les cimentiers. En janvier 2018, ce sont plus de 5 % des cendres qui furent évacuées qui ont rempli 100 péniches. En juin 2018, 170 000 tonnes ont été évacuées. En mars 2019, ce sont 285 000 tonnes qui furent évacuées. En novembre 2019, ce sont 420 000 tonnes qui furent évacuées, soit 18 % des cendres pour 285 péniches parties rejoindre les cimentiers liégeois.

### Risques industriels et pollution
En 2009, aucun site SEVESO se trouvait sur la commune. Le Registre des rejets et transferts de polluants européen (E-PRTR) recensait quatre sites : ArcelorMittal Steel Belgium S.A. Eurogal (traitement de surface de métaux) ; ArcelorMittal Steel Belgium S.A. Flémalle Ramet (galvanisation) ; Electrabel Centrale des Awirs (combustion) ; Segal S.A. (galvanisation de tôles d'acier au trempé à chaud). En 2004, deux zones nucléaires étaient réparties sur le territoire communal.
En 2007 et 2009, il y avait un site à réaménager (SAR) dont l'assainissement était reconnu prioritaire (Cokerie Flémalle), cinq dépotoirs dont trois non réhabilités, et cinq stations service dont le sol est potentiellement pollué sur 12 stations service.

### Voies de communication et transports

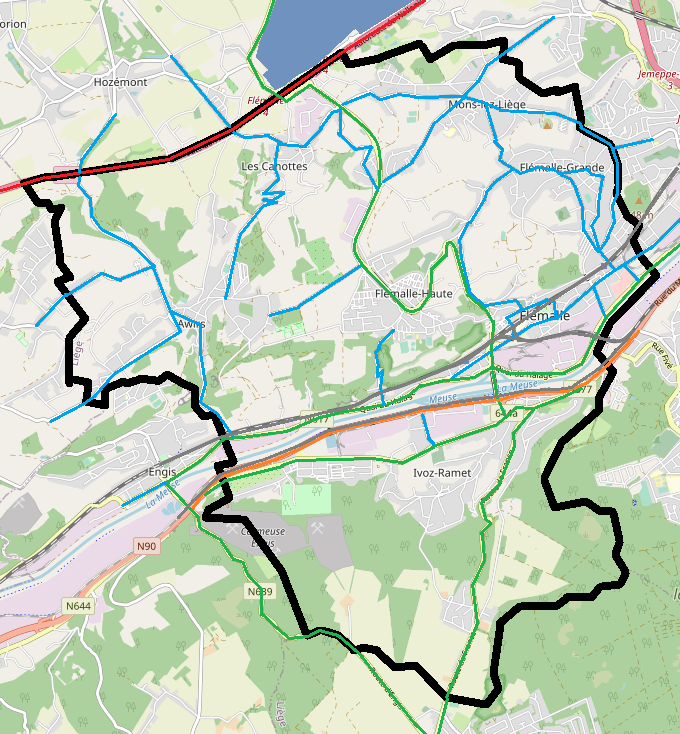
Le réseau routier et ferroviaire de Flémalle:
Limites de Flémalle
Autoroute
Grande nationale
Réseau primaire
Réseau secondaire
Chemins de fer

Flémalle est une commune située à quelques kilomètres de Liège et de Seraing, située dans un pôle urbain et économique important. On a au nord de la commune la route européenne 42, qui sépare la commune de l'aéroport de Liège, au centre, les quais aménagés de la Meuse et au sud une nationale reliant les communes condrusiennes entre elles.

#### Réseau routier
Le réseau routier de Flémalle est assez particulier. Les principales liaisons vont d'ouest en est, on trouve quelques routes principales allant de la rive gauche de la Meuse jusqu'au nord et une seule allant de la Meuse au sud de la commune. Le reste du réseau, tertiaire comme secondaire, s'articule autour des différents pôles urbains et économiques de la région. On trouve à l'est du territoire un réseau secondaire et tertiaire plus complet car plus urbanisé du fait de sa proximité avec Seraing.
L'autoroute de Wallonie fait office de frontière avec Grâce-Hollogne. La nationale 677 permet de relier toute la commune à l'autoroute, via la sortie 4 (Flémalle), qui permet également de passer sous l'autoroute pour rejoindre l'aéroport et Horion-Hozémont. Cette même nationale permet de desservir Mons-lez-Liège et Les Cahottes par un carrefour giratoire, Les Trixhes et le centre de Flémalle et continue jusqu'Ivoz-Ramet en passant par le pont-barrage. Elle remonte le sud de Flémalle, alors connue sous le nom de Route de France, en passant par le Gros-Chêne. Elle prend fin à l'intersection avec la Route du Condroz (N63) juste après le centre de Neuville-en-Condroz. Un tunnel en 2x2 bandes permet de passer sous le Thier des Trixhes.

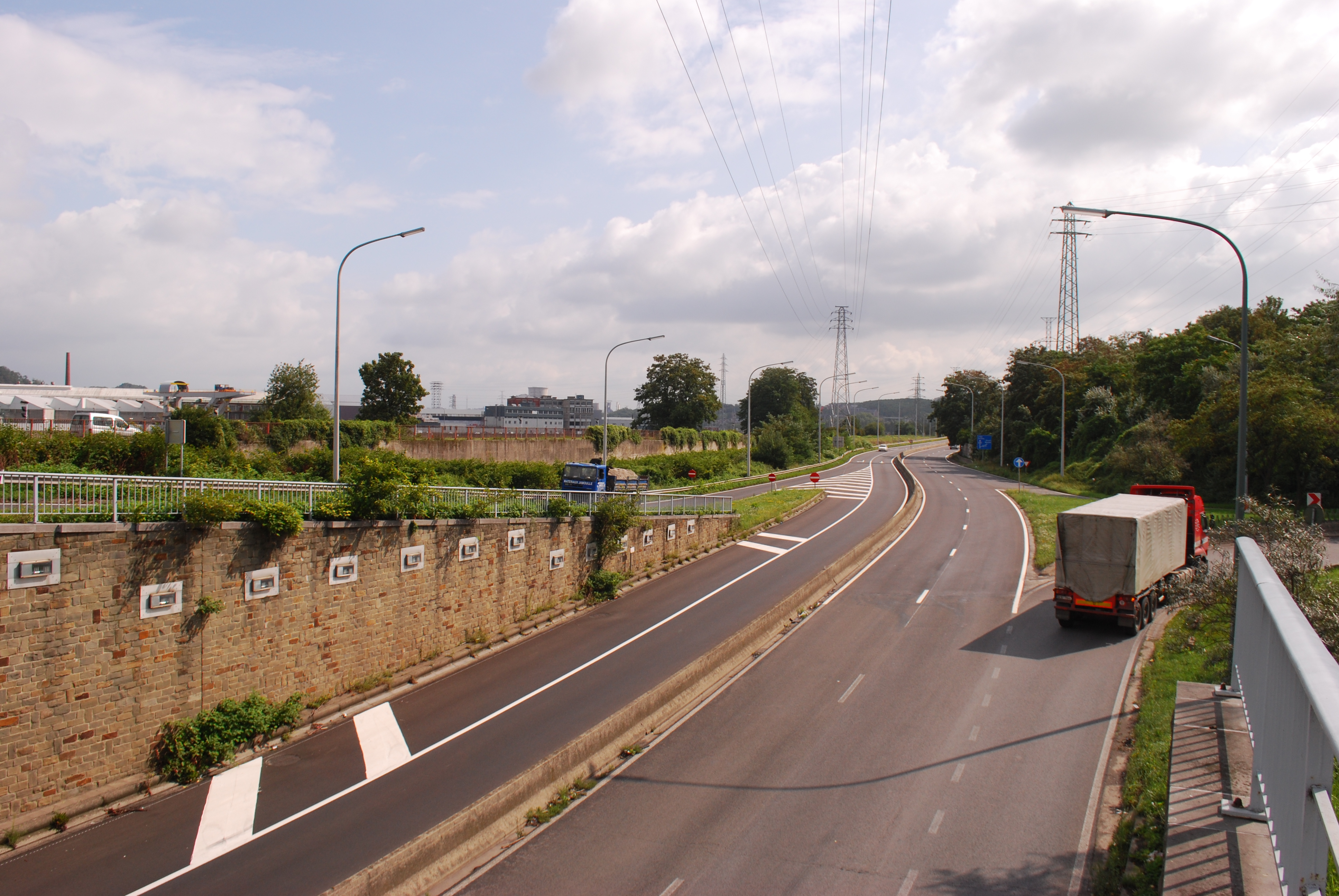
La route nationale 90 depuis la route nationale 677, au-dessus de la trémie, en direction de Liège.

La nationale 90, qui relie Huy à Liège, longe la rive droite de la commune. Elle relier Engis au site d'ArcelorMittal de Ramet, à Ivoz, jusqu'au centre de Seraing et à Liège. La Route nationale 617 permet quant à elle de faire la liaison entre Engis et Jemeppe-sur-Meuse, en passant par le site Tubemeuse du groupe ArcelorMittal, c'est le quai du Halage. Avec cette nationale et la nationale 90, la Chaussée de Ramioul, en continuité avec celles de Ramet et d'Ivoz, suit elle aussi une direction d'ouest en est et permet de relier Engis à Ramioul, Ramet et Ivoz jusqu'au Val Saint-Lambert, à Seraing.

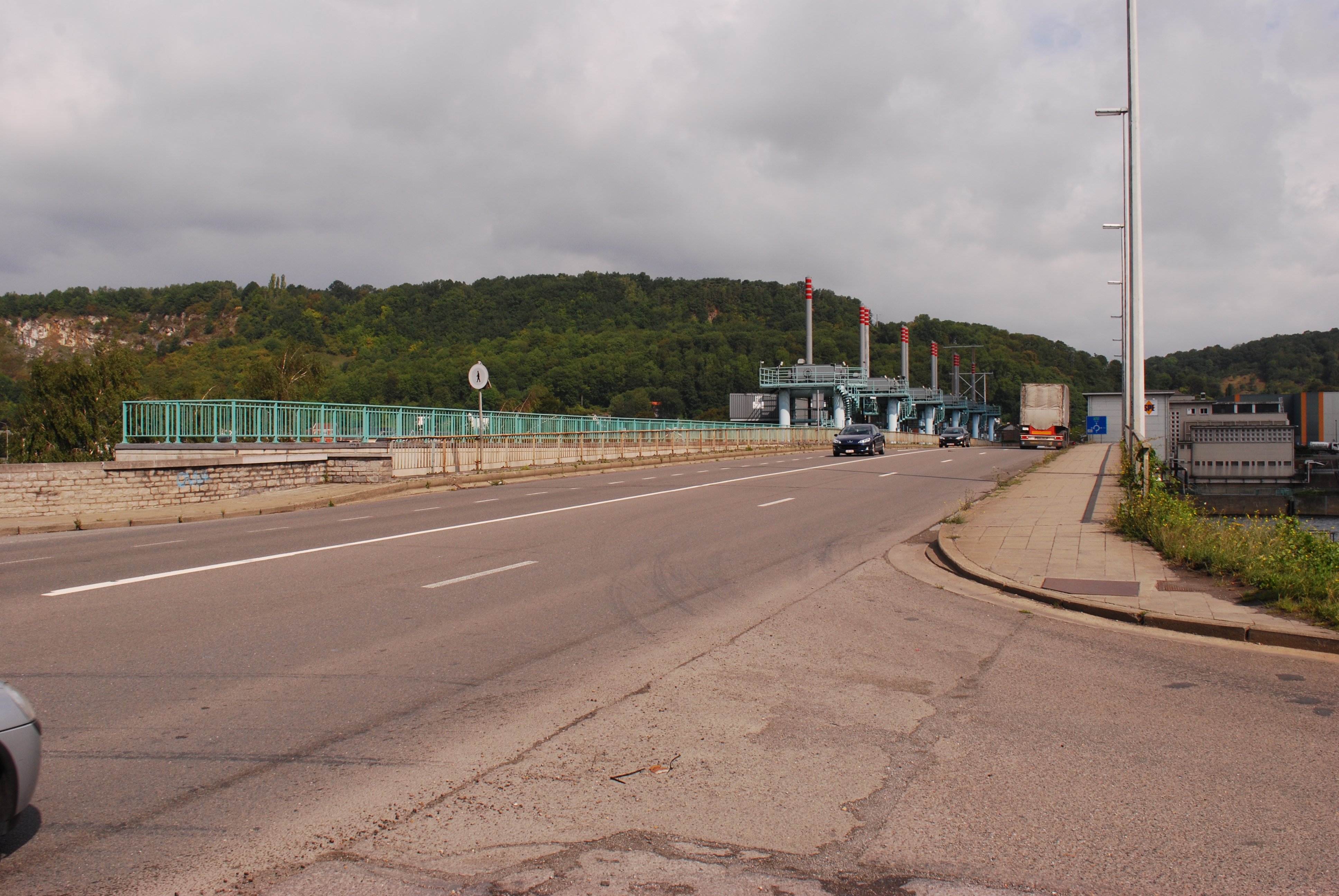
La route nationale 677 sur le pont-barrage d'Ivoz, en direction de la route européenne 42.

Les autres axes ayant une certaine importance sont la rue des Awirs (qui relie Engis au Awirs jusque Hozémont en passant par Gleixhe sous l'autoroute), la rue d'Otet (reliant Les Trixhes aux Awirs), les rues de l'Alouette, Jean-Louis Adam, E'Tiyou, Harckay (reliant la sortie 4 à Jemeppe en passant par Mons-lez-Liège), la rue du Thier Saint-Léonard (reliant Mons-lez-Liège à Hollogne-aux-Pierres), les rues de Flémalle-Grande et de la Fontaine (formant un grand rond point en sens unique reliant le bas de Flémalle-Grande à Profondval), la Grand'Route (desservant tout le centre de Flémalle).
| Catégorie         | Territoire communal | Territoire communal | Wallonie         |
| Catégorie         | Longueur (km)       | Densité (km/km2)    | Densité (km/km2) |
| ----------------- | ------------------- | ------------------- | ---------------- |
| Autoroutes        | 2,5                 | 0,07                | 0,05             |
| Routes régionales | 25,6                | 0,70                | 0,45             |
| Routes communales | 251,2               | 6,85                | 2,86             |
| Total             | 279,3               | 7,61                | 3,36             |

La ville de Flémalle a commandé au sculpteur Robin Vokaer une pièce magistrale, Le Cœur en acier, installée à la sortie 4 de l’autoroute E42. (Coordonnées GPS: 50°37’28.5″N 5°25’46.2″E). 

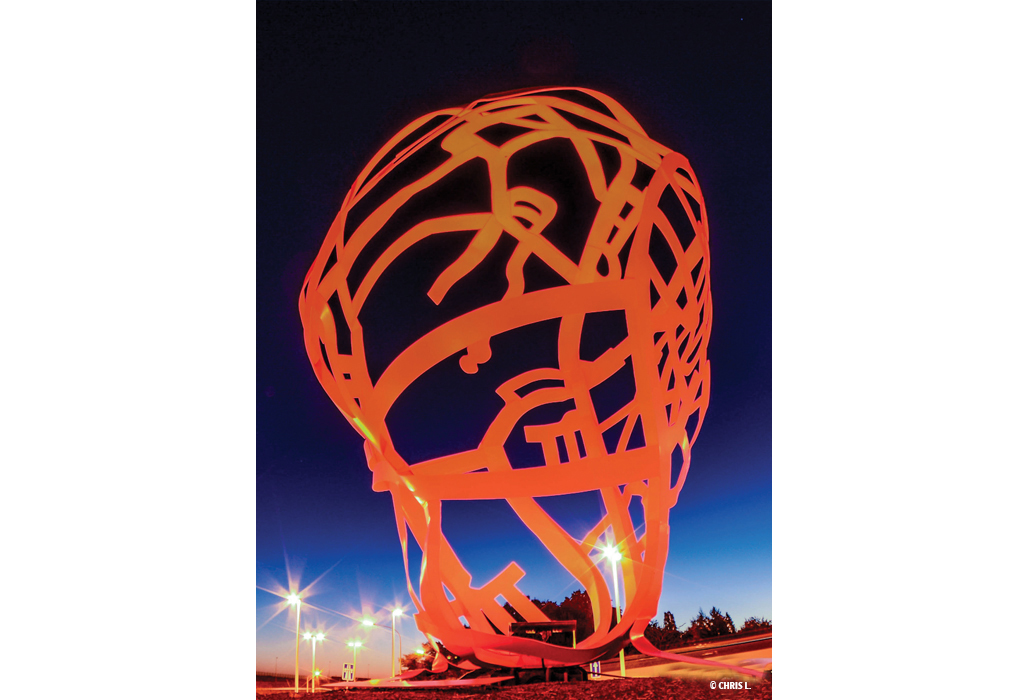
Le cœur, réalisé pour la commune de Flémalle. Sortie 4 de l’autoroute E42. Coordonnées GPS: 50°37’28.5″N 5°25’46.2″E

#### Ponts

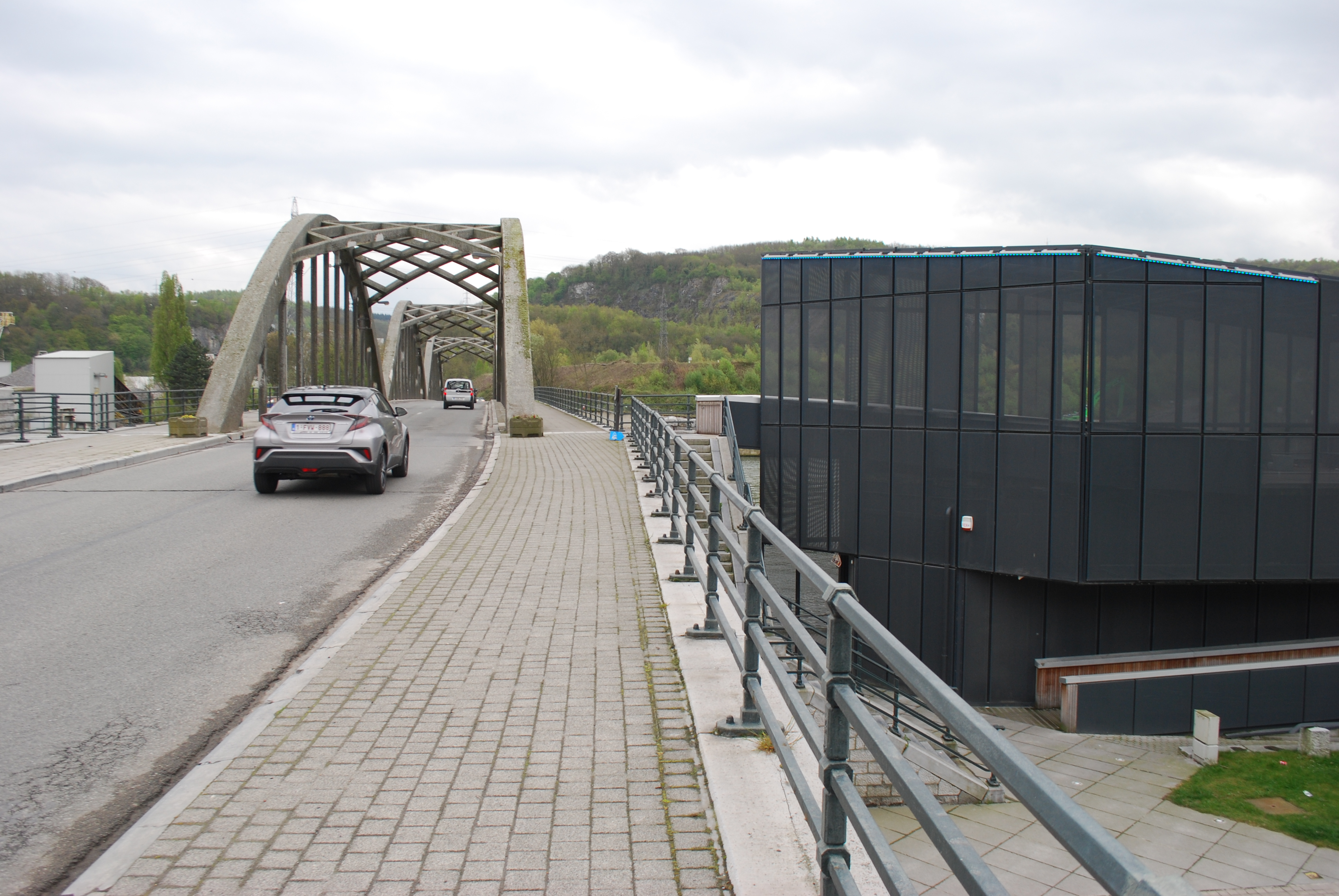
Le pont d'Engis avec sa cage d'escalier à droite, en direction du sud de Flémalle.

Malgré une largeur raisonnable de la Meuse, seulement deux ponts enjambent le fleuve sur le territoire flémallois: le pont-barrage d'Ivoz-Ramet et un pont ferroviaire. Un autre pont, celui du Val Saint-Lambert, enjambait la Meuse mais il fut détruit. Une passerelle piétonne devrait être mise en service après la construction du nouveau quartier de Flémalle-Neuve. Outre ces ponts, on peut citer celui d'Engis, à un peu plus de 500 mètres à l'ouest de la commune.

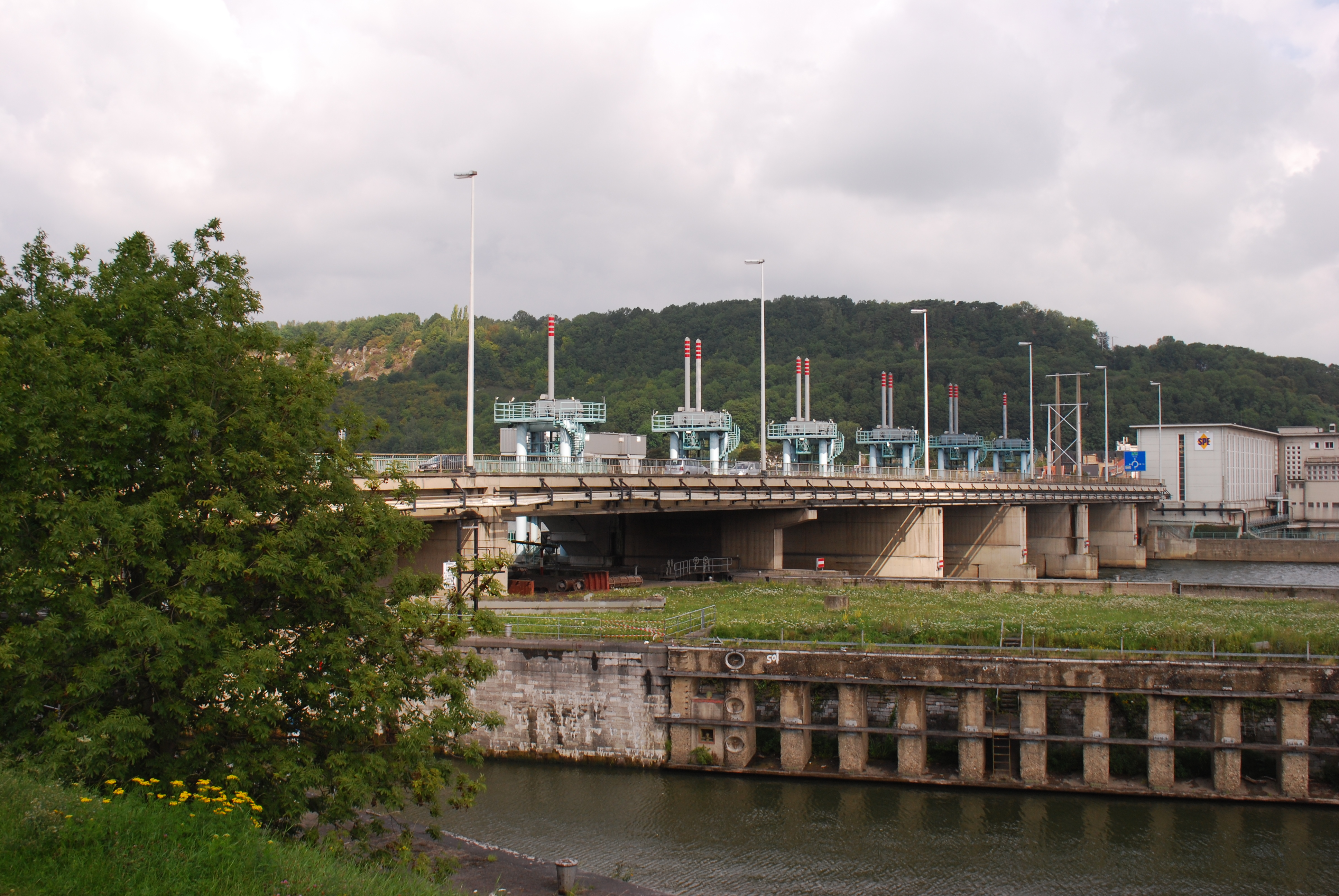
Le pont-barrage d'Ivoz-Ramet depuis la rive droite de la Meuse. Au fond, à droite, la centrale hydroélectrique.

Le pont-barrage d'Ivoz-Ramet est un ouvrage construit entre les années 1960 et 1980, les prémices du pont furent détruits durant la seconde Guerre mondiale. Le pont-barrage n'était pas encore un pont mais munit seulement d'écluses. Sur la rive gauche de la Meuse, une centrale hydroélectrique alimentée par le barrage. C'est l'ouvrage hydraulique le plus fréquenté du réseau navigable wallon. Entre 2010 et 2014, il est réaménagé pour permettre le passage d'un trafic fluvial de plus en plus important.
Le pont ferroviaire se partage un trafic de marchandises et un trafic de passagers. Le pont passe au-dessus de la Meuse et du Quai du Halage, en direction du site Tubemeuse d'ArcelorMittal, des gares de Flémalle-Haute et de Leman, en direction de Flémalle, et de la gare de Seraing, en direction de Seraing.
Le pont du Val Saint-Lambert était un pont en pierre construit par la Compagnie du Nord Belge en 1846. Le pont était ferroviaire avec une particularité, un péage pour les piétons le traversant pour aller travailler aux Cristalleries.
Le seul pont carrossable de la commune est séparé en distances orthodromiques de 4,1 km du pont d'Engis et de 4,5 km de celui de Seraing.

#### Réseau ferroviaire

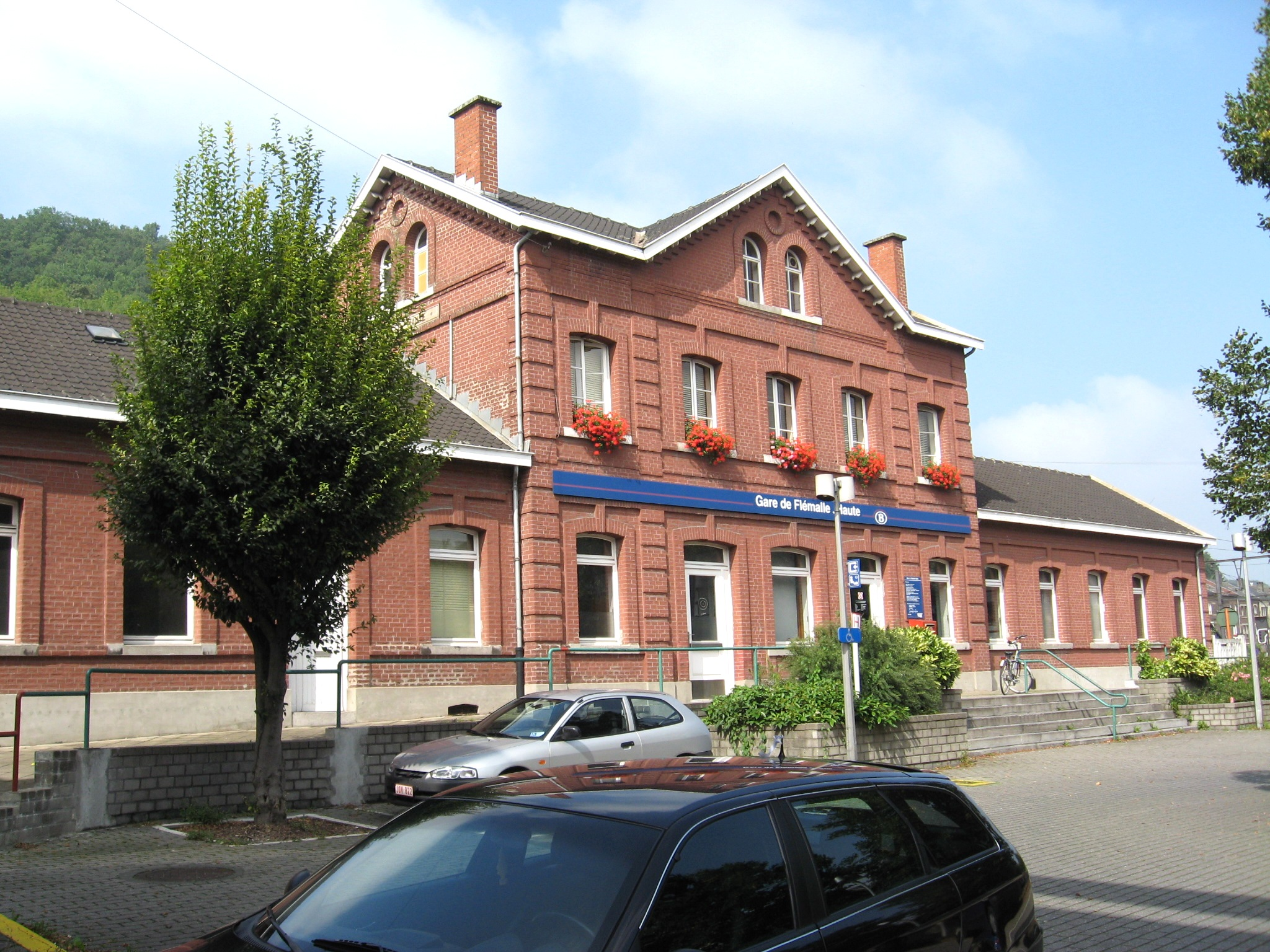
La gare de Flémalle-Haute, le seul exemplaire de ce style architectural en Belgique.

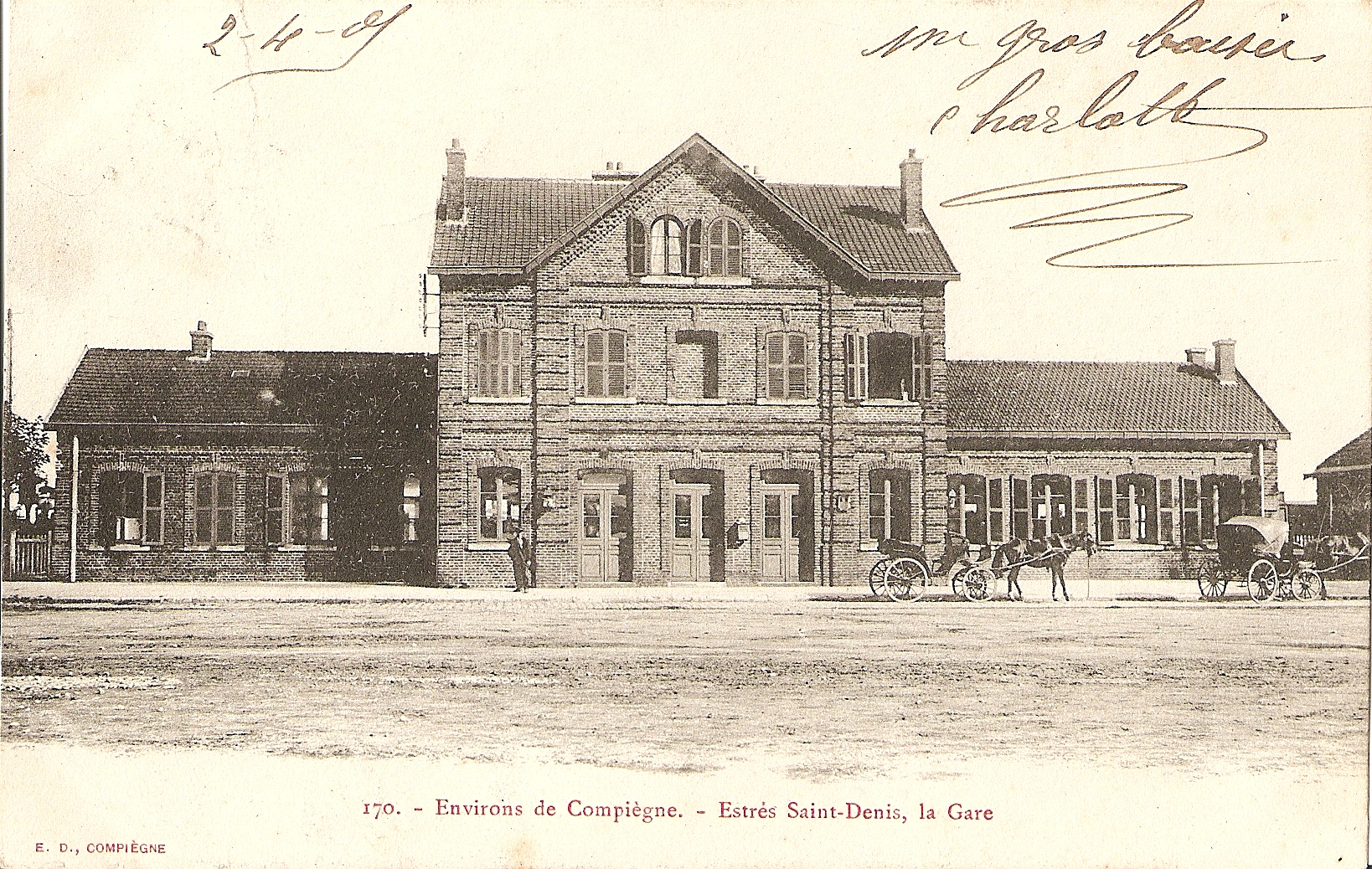
La gare d'Estrées-Saint-Denis sur une carte postale, copie conforme de la gare de Flémalle-Haute.

Flémalle est à la jonction des lignes ferroviaires de Namur à Liège et de Liège à Flémalle. La gare de Flémalle-Haute est la seule gare de la ligne Flémalle-Liège tandis que la ligne Namur-Liège compte trois gares flémalloises. Entre 2003 et 2005, 1 292 voyageurs en moyenne transitaient par les gares flémalloises, en 2006, ils étaient 1523.
La gare de Flémalle-Haute est régie par la Société nationale des chemins de fer belges (SNCB) et est desservie par les trains InterCity (IC), Suburbains (S), Omnibus (L) et d'Heure de Pointe (P). Le bâtiment des voyageurs est le seul de ce type en Belgique, bien qu'il en existe des semblables dans certaines régions de France (la gare d'Estrées-Saint-Denis). Elle est mise en service le 18 novembre 1850. Le bâtiment étant vide depuis quelques années, un projet urbanistique a vu le jour et des logements devraient être prévus.
La gare de Leman, quant à elle, est desservie par des trains omnibus (L) et d'Heure de Pointe (P). Elle est située au point kilométrique (PK) 10,0 de la ligne de Liège à Namur, juste après la gare de Flémalle-Haute. Elle est nommée Leman en hommage au général Leman, héros liégeois de la Première Guerre mondiale.
La gare de Flémalle-Grande est desservie par les mêmes trains que celle de Leman et est située au point kilométrique (PK) 9,3 de la même ligne que la gare la précédant. La gare qui la suit est celle de Jemeppe-sur-Meuse. La gare est située près d'un centre de commerces où se côtoient un Carrefour, un Krëfel, un Lunch Garden et d'autres magasins.
Dans le projet de la création de Flémalle-Neuve, une nouvelle gare verra le jour sur la ligne Liège-Seraing-Flémalle, ce qui en fera la quatrième gare de la commune sur 5,7 km de chemins de fer, soit une gare presque tous les 1,5 km.
Ces deux lignes permettent de rejoindre la gare des Guillemins de Liège en une dizaine de minutes. Cette gare étant un grand pôle ferroviaire du pays, on peut en conclure que les gares flémalloises sont bien desservies.

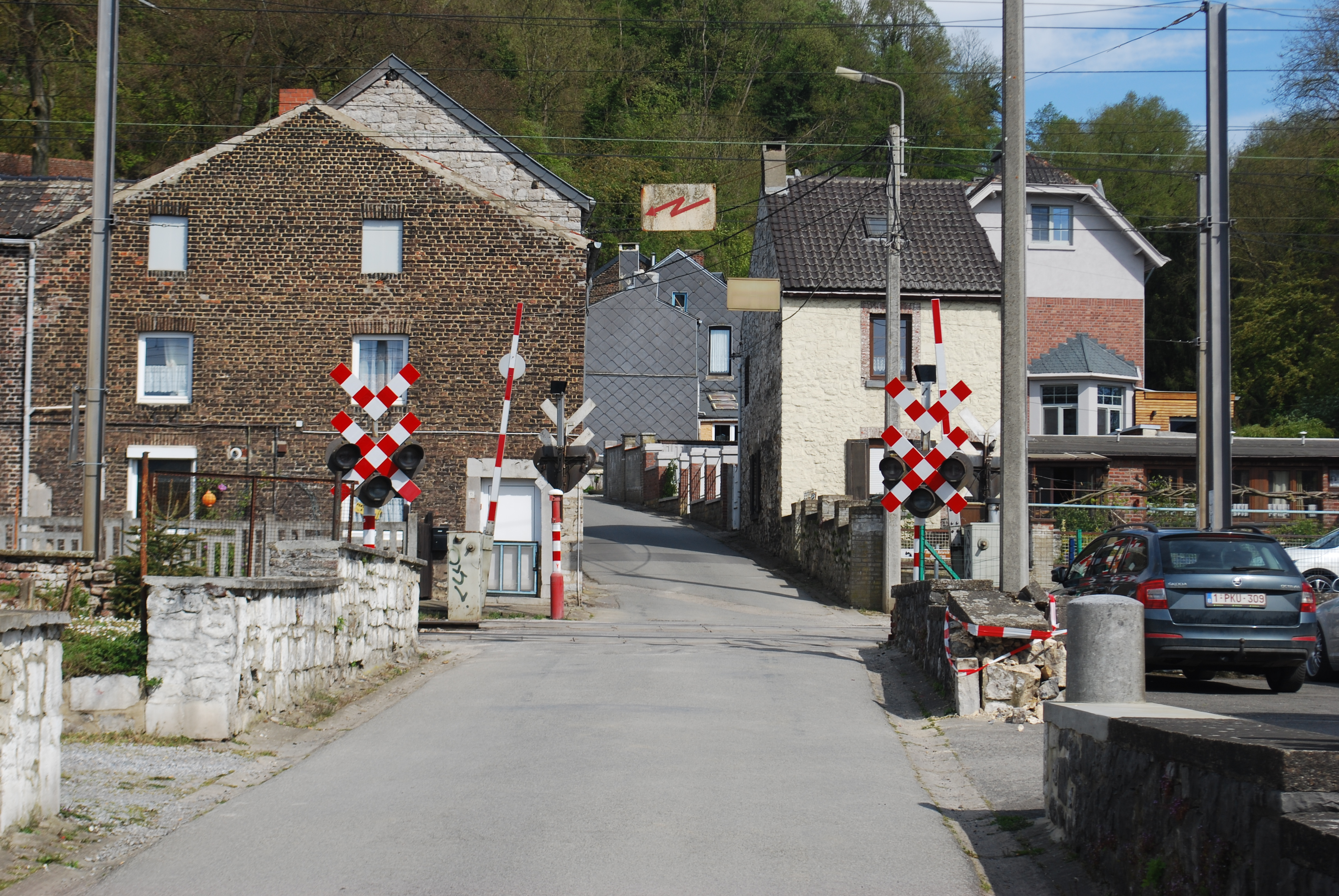
Le passage à niveau de Chokier, l'un des plus accidentogènes de Belgique.

La commune compte deux passages à niveau, un de petite importance, l'autre coupant Chokier en deux. Ce dernier pose problème. C'est le troisième passage à niveau de plus accidentogène en Belgique, sur les 10 dernières années, on y a dénombré quatre accidents, dont deux mortels. Infrabel, qui gère les infrastructures du réseau ferroviaire, souhaiterait supprimer le passage à niveau en créant un tunnel sous voies quelques centaines de mètres plus loin, mais la commune est défavorable à ce projet car la partie du village se trouvant du côté nord de la voie ferrée serait isolée du reste de la commune. La bourgmestre, Isabelle Simonis, dira que "la suppression du passage à niveau [...] semble être une solution radicale". La polémique concernant le passage à niveau remonte au dimanche 10 janvier 2016, date à laquelle une dame est percutée par un train. Cet accident mortel suscite un début de polémique étant donné que ce n'est pas le premier accident mortel. Le passage à niveau donne accès à la rue Houlbouse, fréquentée en tant que raccourci pour descendre le plateau des Trixhes.
| Catégorie               | Territoire communal | Territoire communal | Wallonie         |
| Catégorie               | Longueur (km)       | Densité (km/km2)    | Densité (km/km2) |
| ----------------------- | ------------------- | ------------------- | ---------------- |
| Lignes conventionnelles | 5,7                 | 0,15                | 0,08             |
| Lignes marchandises     | 8,5                 | 0,23                | 0,02             |
| Lignes TGV              | 0                   | 0                   | 0,01             |
| Total                   | 14,2                | 0,39                | 0,10             |

#### Réseau aérien
L'aéroport de Liège est situé au nord de la commune, à moins de 100 mètres, sur le territoire de Grâce-Hollogne. Principalement dans le transport des marchandises, l'aéroport assure quelques destinations touristiques qui ne font que décroître d'année en année. En effet, la place du fret prend une importance considérable à l'aéroport et devient ainsi le septième plus grand aéroport pour le transport de marchandises en Europe. Par sa position géographique entre Paris, Bruxelles, Anvers, Rotterdam, la région du Ruhr, le Luxembourg et la Suisse, l'aéroport devient une sorte de plaque tournante et est choisi par conséquent comme hub de référence pour l'Europe pendant la crise de la Covid-19 au printemps 2020 et est la même année récompensé du titre de « Meilleur Aéroport cargo au monde pour l'année 2020 ».
C'est par son importance économique que Flémalle en profite avec plusieurs zones économiques et industrielles, dont celle de l'Arbre Saint-Michel, à quelques centaines de mètres de l'aéroport, où s'établissent des entreprises de transport, de commerces en ligne et de grandes sociétés comme Mithra.
Outre le développement économique de la commune, certaines sections communales, comme Les Cahottes ou En Cowâ, subissent les nuisances sonores d'une part de l'autoroute mais d'une autre, celles de l'aéroport. Les conséquences sont visibles si on se promène dans les rues des Cahotes avec de nombreuses maisons abandonnées, rachetées par l'aéroport puis, pour certaines, démolies. L'une des conséquences les plus frappantes est sans doute l'abandon et la destruction du village de Rouvroy, à Grâce-Hollogne, situé de l'autre côté de l'autoroute.
Cette pollution sonore a tendance à faire partir les riverains de ces sections, pour certains, ce fut vers Donceel, mais le développement de l'aéroport a amené les nuisances jusque là.

#### Réseau fluvial

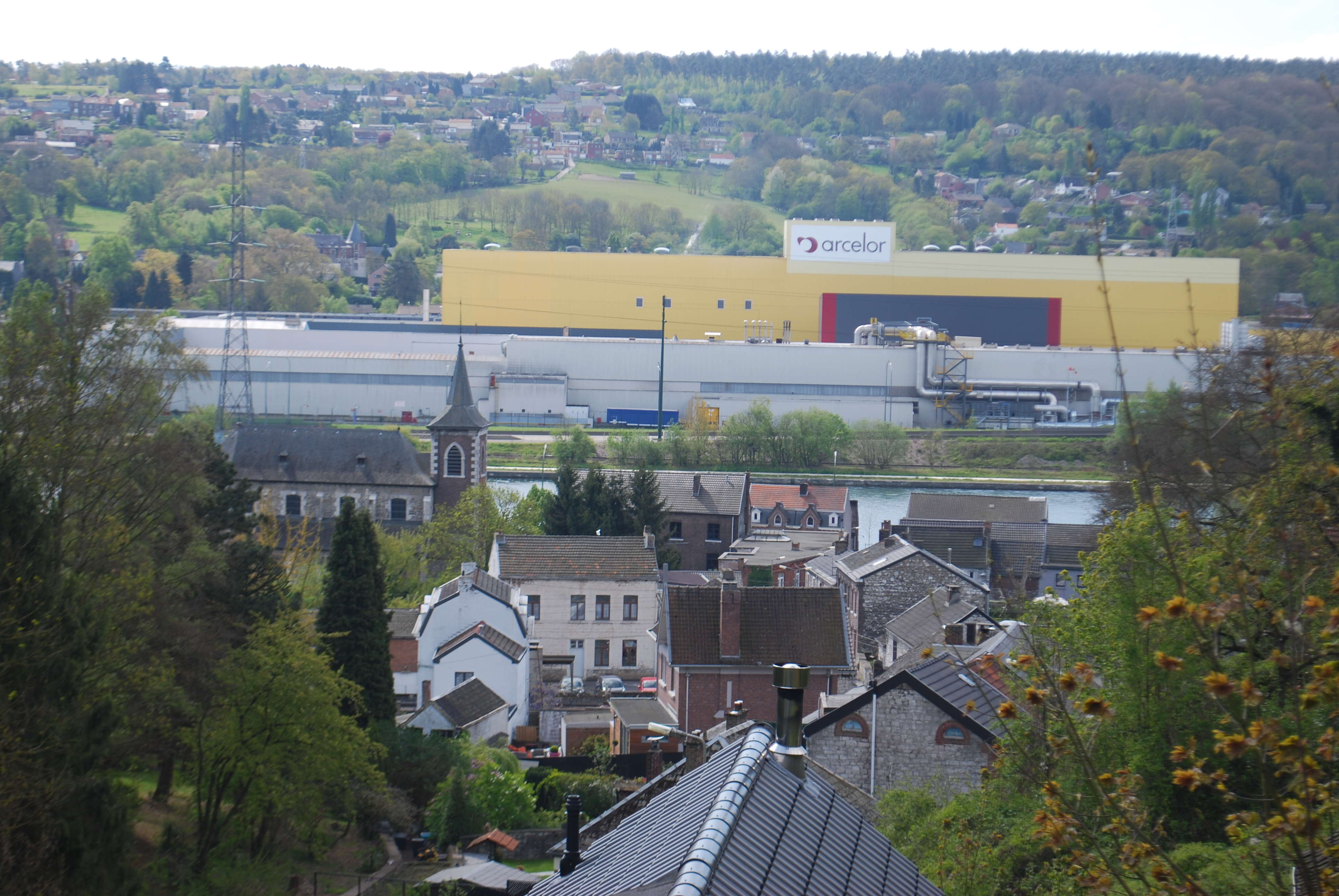
Vue du site d'ArcelorMittal près de la darse, le long de la Meuse et de la ligne ferrée de marchandises, depuis le dessus du village de Chokier.

Flémalle est traversée d'est au nord-est par la Meuse. Le fleuve a apporté à la commune dans le passé un fort attrait économique, avec les activités liées aux charbonnages, aux houillères, aux secteurs de la métallurgie et de la sidérurgie. En plus de ce passé riche pour la commune, elle connaît aujourd'hui une autre activité le long de la Meuse. En effet, le déclin des secteurs d'ArcelorMittal s'accélérant de plus en plus en Belgique, la commune s'est tournée vers le réseau du port autonome de Liège, le troisième port fluvial européen. C'est pourquoi des travaux d'aménagements furent réalisés entre 2010 et 2014 sur le pont-barrage d'Ivoz-Ramet, afin de fluidifier le trafic fluvial mais aussi de permettre le passage de bateaux de plus gros tonnage.

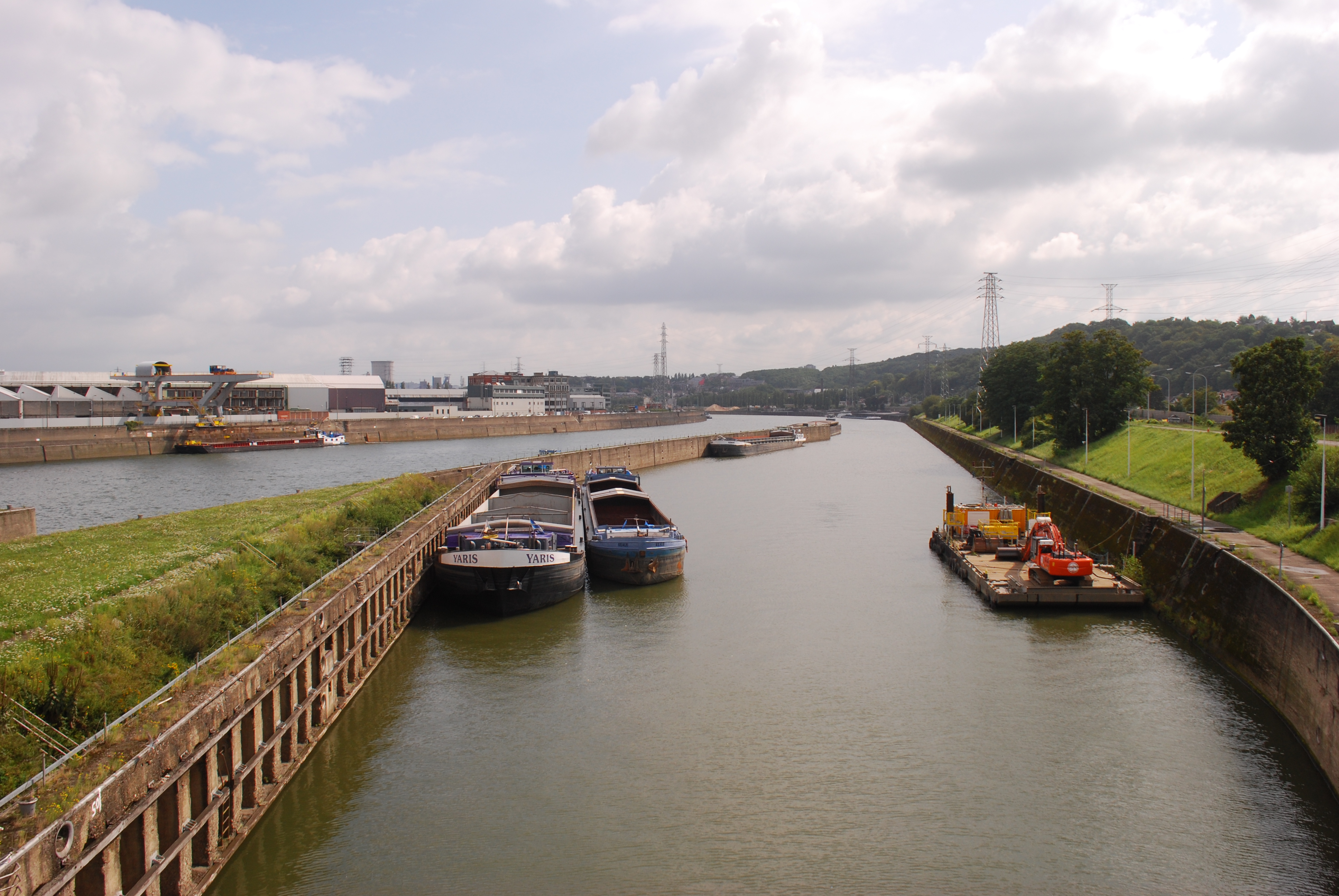
Vue des écluses du pont-barrage et du centre industriel, à gauche, en direction de Liège.

Les zones portuaires flémalloises attachées au port autonome de Liège sont le port des Awirs (rive gauche), le port de Flémalle (rive droite) et le port d'Ivoz-Ramet (rive droite) partagé avec Seraing.
La Meuse est longée sur les deux rives par les Routes nationales 617 et 90. D'amont en aval, on trouve le long de la Meuse la carrière Carmeuse Engis (le port est situé à Engis, l'exploitation de la carrière, sur les deux communes), la centrale électrique à biomasse des Awirs (sur la rive gauche, à l'arrêt pour être transformée en centrale au gaz), le Yacht Ski Club Flémalle (rive gauche), l'Association Intercommunale de Traitement des Déchets en Région Liégeoise (rive droite, le long de la darse), Segal, ArcelorMittal et Arceo (rive droite, près de la darse), Inter Beton (rive gauche), le pont-barrage d'Ivoz-Ramet avec les deux écluses et la centrale hydroélectrique (rive gauche), le groupe Arcelor et un centre économique avec plusieurs industries (rive gauche), le port d'Ivoz-Ramet (rive droite).
La Meuse est le seul cours d'eau navigable de la commune.

#### Réseau cyclable
Le réseau cyclable de la commune est très mal agencé du fait de la topographie de la commune. Seuls le bas, le plateau des Trixhes et le centre des Awirs seraient facilement praticables à vélo.
Le réseau du RAVeL est cependant présent sur la commune, avec la liaison RV8b, une liaison sur route passant derrière le chemin de fer au sud des Awirs, remontant sur la nationale 617 jusqu'à Chokier puis longeant de nouveau la ligne de chemin de fer jusqu'à Jemeppe en passant par les petites routes de la commune. Il y a aussi la liaison EV19, d'Engis jusqu'au pont-barrage en passant par Ramioul, Ramet et Ivoz. La piste cyclable la plus importante est celle du RAVeL de la Meuse, longeant en partie les quais jusqu'à Engis, reliant Namur à Liège. Ce RAVeL partage sa piste cyclable avec l'EuroVelo 3, reliant Trondheim (Norvège) à Saint-Jacques-de-Compostelle (Espagne).
Il existe plusieurs chemins goudronnés ou non sur tout le territoire de la commune, permettant une accessibilité relative pour des petits trajets.
Il existe plusieurs clubs de cyclisme en tout genre à Flémalle.

#### Réseau piétonnier
Il y a à quelques endroits de la commune des réseaux piétonniers. Ainsi, aux Trixhes, il y a un réseau particulièrement développé dans la cité, passant sous la nationale 677 pour rejoindre d'autres endroits proches de la cité. Il y a d'autres chemins en dehors des Trixhes reliant des cul-de-sac au reste de la voirie. Dans le projet de réaménagement du centre de la commune, une place importante est donnée aux piétons. Les trottoirs sont généralement bien entretenus.

#### Réseau de transports en commun
Flémalle est desservie par de nombreuses lignes de bus du TEC. Il existe cinq zones terminus: l'Arbre Saint-Michel, le centre culturel, les Chaffours, le Gros-Chêne et la Cité. Les lignes permettent de se rendre à Liège, Seraing, Boncelles, la gare routière de Jemeppe, le centre de Flémalle, Amay, Saint-Georges, Huy, les Fagnes (Engis), Verlaine, et d'autres hub de moyennes importances. Le territoire situé à l'est de la nationale 677, Les Trixhes, Chokier et Ivoz sont dans la zone 20, ce qui permet de transiter facilement vers Liège et son agglomération la plus peuplée tandis que le reste de la commune, c'est-à-dire ce qui se trouve à l'ouest de la nationale, Ramioul, Ramet et le Gros-Chêne, est situé dans les zones 30 et 37 du réseau. Toutes les lignes font partie de la filiale TEC Liège-Verviers. En 2009, 86 arrêts de bus étaient répartis sur le territoire.

### Anciens réseaux de transports en commun

#### Tramway vicinal de Liège
Le tramway vicinal était un ancien réseau de tramway qui reliait Liège et sa banlieue. La seule ligne qui passait par Flémalle était celle de Jemeppe-Hannut, qui passait par Mons-lez-Liège, à l'époque Mons-Crotteux. Elle fut mise en service entre 1905 et 1906 et supprimée le 13 septembre 1959.
La ligne passait entre autres par Fexhe-le-Haut-Clocher, Engis, Ampsin et Verlaine.
Une rue à Mons-lez-Liège se nomme rue du Vicinal et permettait d'accéder aux anciens charbonnages de l'Arbre-Saint-Michel. Un arrêt du vicinal se situait aux Cahottes.

#### Railways économiques de Liège-Seraing et extensions (RELSE)
La société anonyme des Railways économiques de Liège-Seraing et extensions fut créée en 1881 et disparait en 1961. La ligne entre Liège, Seraing et Flémalle est alors toute neuve puisqu'elle ouvre en 1941 et ferme 20 ans plus tard.
La ligne permettait de joindre la place de la République Française à la gare de Flémalle-Haute.

#### Trolleybus de Seraing
Flémalle fut desservie par deux lignes de trolleybus exploitée par la société des Railways économiques de Liège-Seraing et extensions (RELSE). Une ligne reliait le centre de Seraing jusqu'à la place François Gérard à Ivoz-Ramet, en face du pont-barrage, et une autre reliait la place jusqu'à l'usine de Prayon Rupel à Engis et Saint-Georges-sur-Meuse.
La ligne reliant l'usine Prayon Rupel passait le pont-barrage, passait devant la gare de Flémalle-Haute puis passait dans le village de Chokier.

## Histoire

### Préhistoire

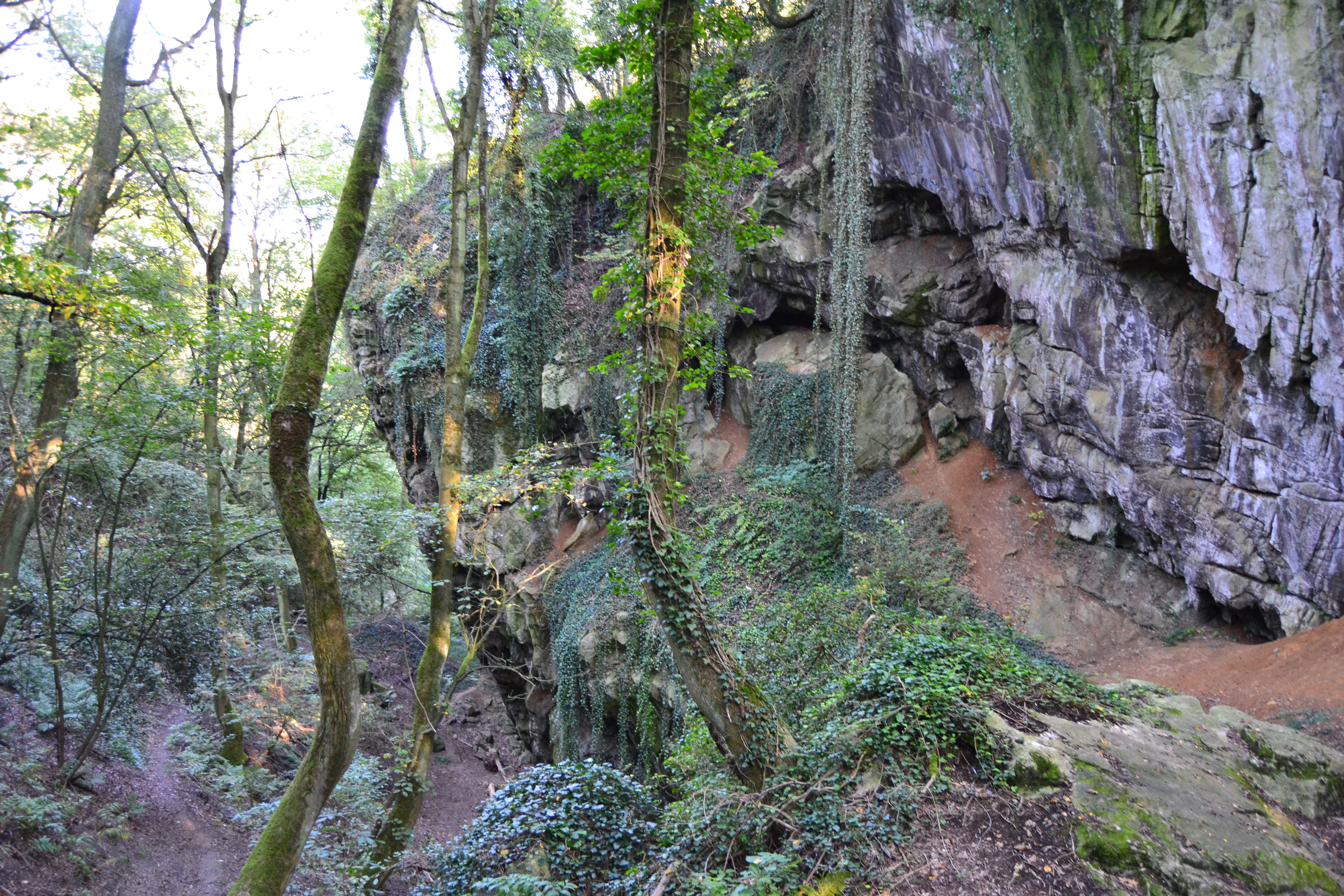
Les grottes Schmerling, non loin d'Engis, aux Awirs.

Les avancées préhistoriques et paléontologiques que nous connaissons aujourd'hui sur le territoire flémallois mais aussi dans le monde, nous les devons au docteur Philippe-Charles Schmerling, professeur liégeois à l'université de Liège, qui explora plusieurs grottes de la région liégeoise dont celles de Chokier et d'Engis.

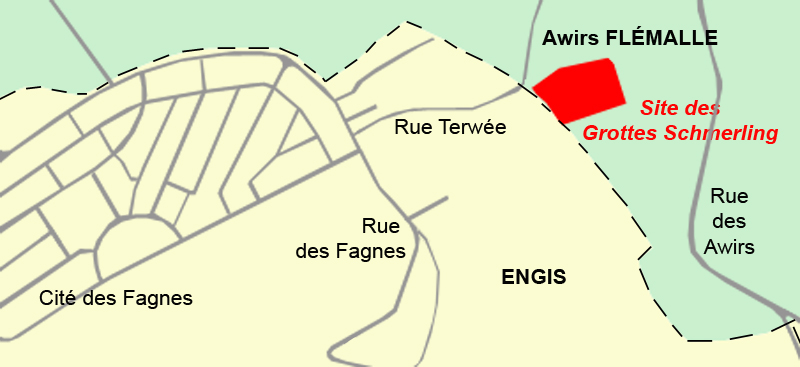
La situation des grottes Schmerling.

Elles étaient nommées "cavernes d'Engis" par Schmerling avant de porter son nom pour lui rendre hommage. Schmerling pensait que les grottes se trouvaient sur le territoire de la commune d'Engis. Elles sont connues dans le monde pour être l'endroit où l'on a découvert le premier os fossile de type néandertalien, Engis 2/ Il découvre aussi dans ces grottes le deuxième gisement fossile concernant des Homo sapiens. Les autres ossements de ce type n'ayant été trouvés qu'au pays de Galles, à l'époque.
Il existait une deuxième grotte mais elle s'est effondrée sur elle-même. Le site est classé sur la liste du patrimoine immobilier exceptionnel de la Région wallonne. La découverte des grottes Schmerling remonte à 1929.
L'autre grotte de la commune, située dans l'entité d'Ivoz-Ramet, est la grotte de Ramioul. Elle fut découverte en 1911 par Les Chercheurs de la Wallonie. Différentes fouilles y ont mis au jour plusieurs niveaux correspondant à des occupations successives entre -70 000 (Néandertaliens) et -2300 avec des vestiges aurignaciens et moustériens. La grotte appartient au Préhistomuséum, l'un des plus grands musées européens sur la Préhistoire.

### Antiquité
Lorsque, entre 57 et 50 avant notre ère, Jules César conquit la Gaule, la population de Flémalle et de ses alentours devinrent romaines. Cette conquête de la Gaule a permis à la Belgique de s'approprier les savoir-faire, mœurs et coutumes des romains.
Un document, une pierre d'autel païen, nous renseigne sur le culte de la divinité Mosea.

#### Diplôme romain
Le diplôme romain de Flémalle est un document archéologique d'une grande importance. Il date du règne de Trajan, de l'an 98. Il fut sorti du lit de la Meuse en 1880. Ce diplôme, appartenant à un soldat de Tongres (bien que remis en doute), nous apprend que le détendeur d'un tel document, un soldat romain, pouvait obtenir un congé pour rentrer dans son village. Seulement, ce document pose problème car bien des soldats se faisaient construire une villa là où ils faisaient leur campagne militaire.

### Moyen Âge
Quand l'Empire romain d'Occident prend fin, les Francs en profitent pour envahir les anciennes contrées romaines. La période historique qui nous intéresse ici est celle de la Principauté de Liège, née par le biais de malentendus et de guerres de succession après la mort de Charlemagne.

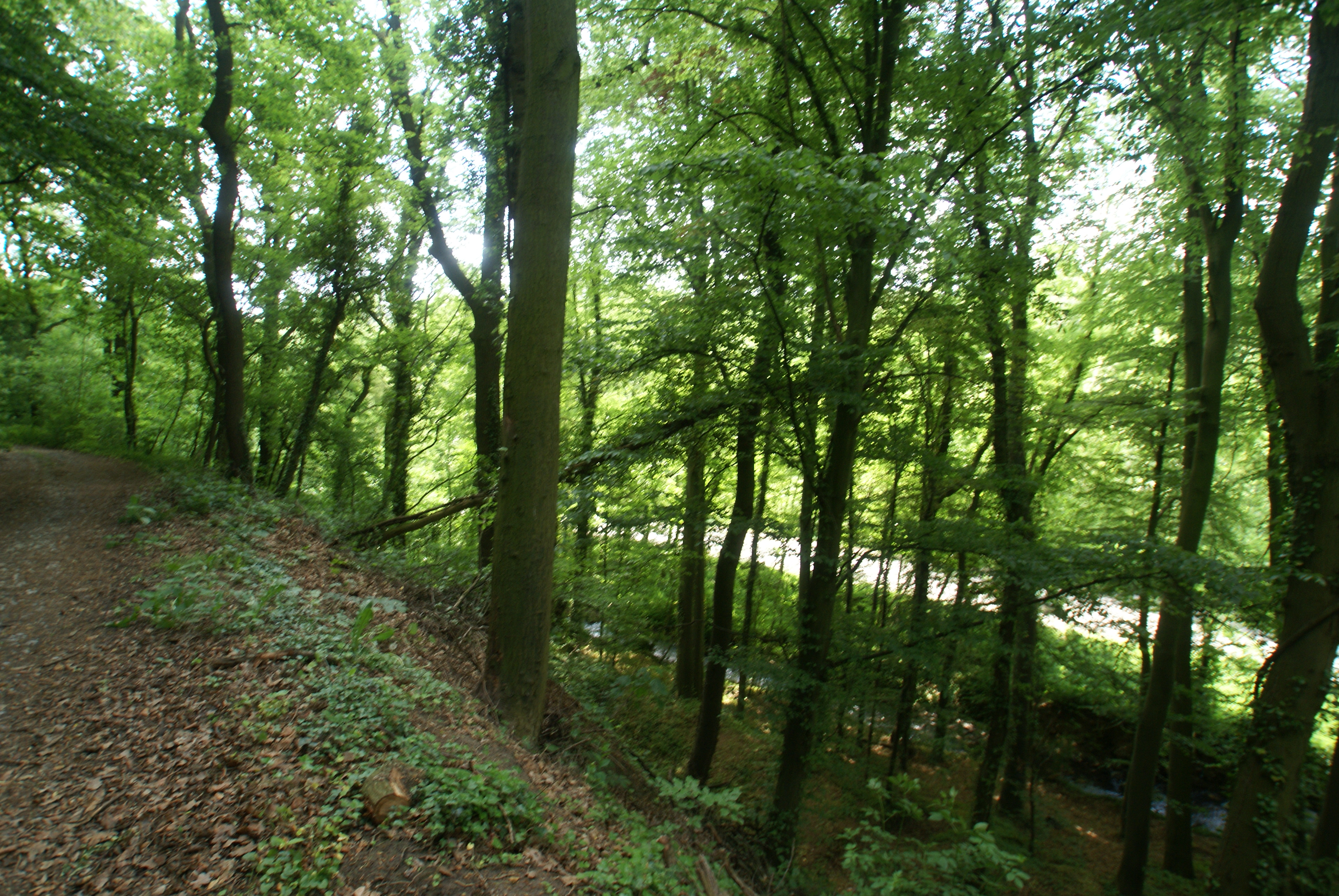
Le ruisseau des Awirs et ses alentours. Il est affluent de la Meuse. C'est à son embouchure et dans le village des Awirs que l'industrie alunière était la plus importante.

Le ruisseau des Awirs apporte à la localité une économie prospère avec des moulins, des mines de zinc et de plomb qui seront exploitées jusqu'au XVe siècle. Toujours aux Awirs, on peut noter la présence d'un monastère de cisterciennes.
Dans le village de Chokier, on peut penser que des fours à chaux étaient présents grâce à la charte de 1086 qui précise un échange de parcelle entre le village et l'abbaye Saint-Jacques. Cette parcelle se situait sous « Calchariae », qui signifie four à chaux.
L'industrie est déjà très présente car outre les fours à chaux de Chokier, on trouve une exploitation de la houille et de carrières remontant aux XIVe et XVe siècles. Cette exploitation durera dans le temps puisque le dernier charbonnage flémallois ferme en 1955.

#### Seigneuries
La Principauté est ainsi divisée en plusieurs quartiers dont La Hesbaye, dans lequel le territoire actuel était situé. Ce quartier était composé en comtés, dont celui de Hozémont auquel étaient rattachés les Awirs, la Gleixhe, Chokier et les deux Flémalle (la Grande et la Petite). Le concile de Hozémont joua un rôle important dans nos régions.
Flémalle, sous son territoire actuel, était divisée en plusieurs seigneuries :
- Seigneurie de Flémalle-Haute

À la fin du XIIe siècle, Flémalle et sa seigneurie appartiennent au chapitre de Saint-Pierre. En 1173, par la connaissance du chanoine Van den Berghe, on apprend que la seigneurie est donnée aux Templiers. Un autre seigneur possédait des terres flémalloises, dont le pape Honorius III en confirmait les possessions.
Au XIIIe siècle, Flémalle était partagée entre quatre seigneuries : le Chapitre Saint-Pierre, les Frères de Saint-Jean, l'Abbaye de Saint-Laurent et les Frères réguliers de Saint-Augustin du Val-Benoît.
- Seigneurie des Awirs[B 17]

Au XIIe siècle, les seigneuries des Awirs et d'Aigremont sont unies et appartiennent à un vassal de l'évêque de Liège. Au XIIIe siècle, les seigneuries sont détenues par la famille Limbourg et au XIVe siècle, par la famille La Marck. La seigneurie possédait sa propre cour de justice et le village de Chokier.
- Seigneurie de Gleixhe

Gleixhe, à l'époque Awirs-Notre-Dame, appelé ainsi par l'église de la seigneurie qui vouait un culte à la Vierge, se trouvait non loin de la seigneurie de Haute-penne, dont le château existe toujours. Elle possédait elle aussi sa propre cour de justice.
- Seigneurie de Chokier

La seigneurie était détenue par la famille de Hozémont avant de passer aux mains des Surlet puis des Berio. Tout comme les deux autres seigneuries citées plus haut, elle avait elle aussi une cour de justice.
- Seigneurie d'Ivoz

Elle fait partie de la commune d'Ivoz-Ramet qui comprend deux autres seigneuries. Elle appartenait au chapitre de la cathédrale Saint-Lambert et passe aux mains de l'abbaye du Val-Saint-Lambert en 1261. Elle possédait une cour de justice.
- Seigneurie de Ramet

Tout comme celle d'Ivoz, elle fait partie de la commune d'Ivoz-Ramet. On sait que c'était une seigneurie car plusieurs personnes entre le XIIe et le XIIIe siècle portent le nom de Ramet. Elle avait sa cour de justice.
- Seigneurie de Ramioul

Ramioul, avec Sart-Diable, appartenaient au duc de Basse-Lotharingie. La seigneurie passa aux mains de la collégiale Saint-Servais de Maastricht, c'est Godefroid de Bouillon qui en fit don. Elle passe ensuite à l'abbaye du Val-Saint-Lambert en 1236 puis appartient à André de Bincken et enfin aux Hemricourt.
- Seigneurie de Mons

Mons, tout comme Souxhon, Ruy et les deux Crotteux (Saint-Martin et Saint-Pierre), appartenait à la commune de Mons-lez-Liège. La seigneurie possédait sa cour de justice.

#### Guerre des Awans et des Waroux
Cette guerre débute en 1297 et dure 38 ans. Elle marque profondément l'histoire de La Hesbaye, qui ne se remettra jamais de cette guerre. Cette guerre entre seigneuries prit une ampleur importante car le prince-évêque de Liège était incapable d'y mettre fin.
La guerre opposa les seigneuries d'Awans, Bovenistier, Diepenbeck, Fermes, Fontin, Haneffe et Hozémont aux seigneuries de Waroux, Berloz, Hermalle, Horion, Jemeppe et Oborne. Cette guerre est fratricide, c'est-à-dire que les Awans et les Waroux descendent de la même lignée et se sont entretués. La guerre débute quand Adoule, une jeune serve, devant être mariée à un cousin des Awans, fut enlevée par un écuyer des Waroux. Cette guerre décima complètement la région et eut pour conséquences la montée en puissance de la bourgeoisie, la perte en puissance du prince-évêque de Liège et la destruction de plusieurs châteaux dont ceux d'Awans et de Waroux. C'est Jacques de Hemricourt, par sa chronique, qui nous renseigne cette guerre.
Le Chapitre Saint-Pierre, pendant la période de gérance de la commune, exerçait un pouvoir législatif et réglementaire, un pouvoir judiciaire (la commune avait sa propre cour de justice), et un pouvoir fiscal.

### Temps modernes
Au XVIe siècle, la petite chapelle du village de Chokier était dédiée à saint Marcellin. Elle deviendra église paroissiale en 1592. Sur le terrain du château de Chokier apparut au XVIIe siècle une ferme exploitant plusieurs hectares de vignes. Ce village connut l'exploitation de l'alun.

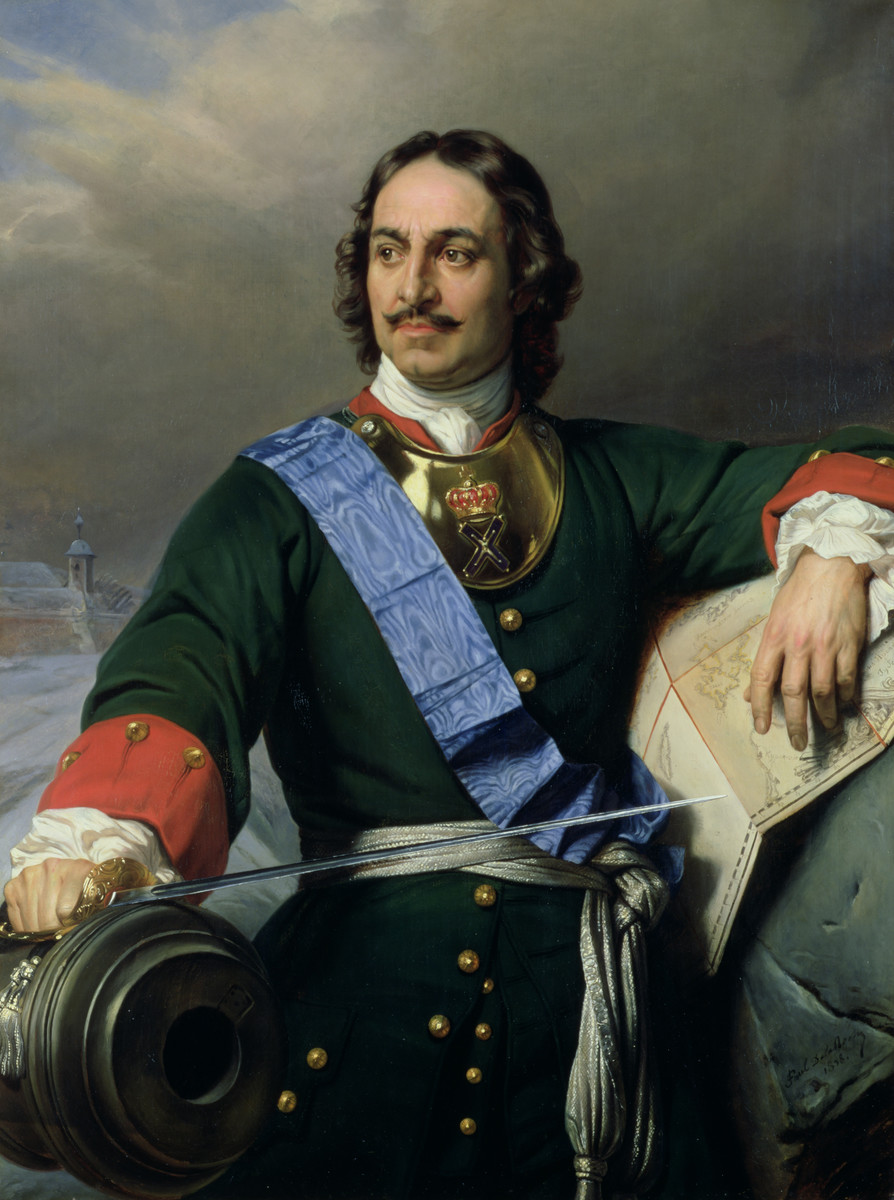
Pierre Ier le Grand, Tsar de Russie, en visite à Liège, Spa et Maastricht, fait une halte à Chokier.

En 1717, la Tsar Pierre le Grand fait halte à Chokier alors qu'il se rendait à Liège. Il fut accueilli par le bourgmestre avec des festivités.
Dans le bassin du ruisseau des Awirs, on trouve la présence d'alunières aux XVIIe et XVIIIe siècles. On retrouve cette activité de l'alun à Flémalle-Haute et Flémalle-Grande, avec des alunières exploitées du XVIe au XVIIIe siècle. Cet engouement à l'industrie est né au XVe siècle avec le chapitre Saint-Pierre qui exploita de nombreuses carrières. La paroisse de Saint-Mathias, en 1762, remplaça l'ancienne.
L'église située à Gleixhe et qui donna le nom d'Awirs-Notre-Dame à cette localité fut détruite durant le Moyen Âge. En 1779, elle est reconstruite et placée sous l'autorité de la cathédrale Saint-Lambert.

### Époque contemporaine
La dernière alunière des Awirs, précisément celle d'Aigremont, ferme en 1816, la dernière de commune, au XIXe siècle également. Toujours dans cette localité, des exploitations houillères voient le jour puis elle connaît une période industrielle prospère. Le dernier charbonnage des Awirs sera fermé en 1928. Cette industrie houillère se trouve dans la quasi-totalité du territoire. Le dernier charbonnage de Flémalle ferme en 1955.
En 1938 est inauguré le pont-barrage d'Ivoz-Ramet. Il sera dynamité deux ans plus tard en 1940 pour ralentir l'avancée de la Wehrmacht. Il sera reconstruit durant la Seconde Guerre mondiale.
Durant la Seconde Guerre mondiale, tout comme Liège, Flémalle fut bombardée. Un tunnel situé à Flémalle aurait servi de refuge à la population.

#### Première Guerre mondiale
En août 1914, la Belgique est envahie par l'armée allemande; la première ville touchée est Liège et sa région. Malgré les nombreuses fortifications entourant la ville, dont le fort de Flémalle, la ceinture fortifiée sera mise hors service. Les Pays-Bas, voisin d'à peine une dizaine de kilomètres depuis Liège, sont alors une destination des habitants de la région pour fuir la guerre, les Néerlandais n'étant pas impliqués durant cette guerre.
C'est pour cette raison de proximité avec la frontière néerlandaise et plus précisément la ville de Maastricht que l'Atlas V, un remorqueur blindé, quitte la ville dans la nuit du 3 au 4 janvier 1917 avec 107 personnes à bord. L'expédition en direction des Pays-Bas fut tumultueuse car sur le chemin, au niveau d'Argenteau, les Allemands ont commencé à poursuivre le bateau.
Parmi les quatre membres d'équipage, deux étaient flémallois, ils se nommaient Jean Job et Raoul Longueville, on compte un autre Flémallois parmi les passagers, Joseph Fagard. Le capitaine était Jules Hentjens.

#### L'accident du passage d'eau
Le 23 janvier 1918, vers 17 h 30, les ouvriers de l'usine Cedauville, installée sur la rive droite de la Meuse, résidant sur la rive gauche, à Jemeppe et à Flémalle-Haute, empruntent un bac d'un passeur d'eau pouvant contenir maximum 60 personnes. Ils étaient alors 80 à se précipiter sur le bac. Le passeur d'eau dut faire deux voyages et c'est durant cette seconde traversée que l'accident se produisit.
Le crochet qui guidait la barque du passeur sur le câble rompit. Pris de panique, les ouvriers se glissèrent à l'avant de la barque et cette dernière chavira et se retourna. Sur les 37 passagers, seuls 4 ont survécu.

#### Accident atmosphérique de décembre 1930
Cet accident atmosphérique est l'un des plus graves de l'époque en Europe et sert, encore aujourd'hui, d'exemple contre la protection de la pollution. Ce drame provoqua la mort de plus de 60 personnes quand bien d'autres, environ 300, seront blessés ou malades dans les jours à venir. L'accident a lieu à Engis, une commune voisine de Flémalle, à l'ouest. Elle est considérée de nos jours comme la commune la plus polluée de Belgique mais depuis 1930, des mesures ont été prises pour ne pas laisser un autre accident de ce genre se créer.
C'est seulement en 1968 que ces mesures seront mises en œuvre avec l'installation de plus de 200 stations de contrôles atmosphériques, contrôlant les taux de dioxyde de soufre et de particules noires.
Du 1er au 5 décembre 1930, un brouillard stagne sur la vallée mosane, s'étendant de Jemeppe à Huy. Cet accident se produit en partie à cause de la morphologie de la vallée. En effet, sur un à deux kilomètres de large, la hauteur de la vallée est de 60 à 80 mètres tandis que le haut de la vallée, c'est-à-dire les plateaux sur la rive droite et gauche, se situent à certains endroits à plus de 200 mètres de haut. Durant cette première semaine de décembre, la pression atmosphérique était fortement haute, autour de 1030 mbar et il y faisait froid (0 °C le jour et jusqu'à -10 °C la nuit) avec un vent d'est de faible intensité, on parle de un à trois km/h. On parle alors d'une inversion de température.
Cette dernière fait en sorte que la masse d'air la plus froide ne peut passer au dessus de la plus chaude, et le brouillard se situe dans la vallée, ce qui fait que la masse d'air froide ne peut s'en échapper. Les cheminées des 27 grandes usines de la vallée ne dépassant pas les 70 mètres, la pollution ne peut pas non plus s'échapper de la vallée, on se retrouve alors dans un cercle vicieux. Cet évènement est comparable au grand smog de Londres de 1952.
Le brouillard disparait le 5 et le 6 décembre et dure donc moins d'une semaine mais les dégâts sont là. Les malades sont atteints par une insuffisance respiratoire assez grave ainsi que de toux, d'insuffisance cardiaque, de nausées, vomissements et larmoiements. Outre le bilan humain, on déplore un bilan concernant le bétail encore plus lourd, on peut citer un éleveur de porcs qui abat ses bêtes une à une.
Les pertes humaines sont réparties sur les communes de Hermalle-sous-Huy, Engis, La Maillieu, Flémalle-Grande, Flémalle-Haute, Vierset, Ivoz-Ramet, Seraing, Jemeppe et Ougrée. Sur les 60 morts, 20sont réparties sur les anciennes communes de Flémalle.

#### Accident ferroviaire du1erdécembre 1946
La ligne de chemin de fer allant de Liège à Namur longe l'arrière du village de Chokier, en bas du promontoire où se situe le château. Ce château était muni à l'époque d'une terrasse donnant une vue sur la vallée de la Meuse. Le 1er décembre 1946, une paroi de roche s'effondre entraînant la partie ouest de la terrasse du château et s'écroule 80 mètres plus bas sur la voie ferrée. Cet accident ne fait aucune victime. Deux minutes plus tôt, un train transportant 400 ouvriers venait de passer tandis qu'un autre train a pris du retard. L'accident causa surtout des dégâts économiques car les roches obstruèrent la voie du 1er décembre 1946 au 15 janvier 1947. Pour répondre au besoin des voyageurs, des bus restèrent en permanence à la gare de Flémalle-Haute pour établir des liaisons.

#### Accident aérien de décembre 1989
En décembre 1989, Pieter Demuynck, lieutenant aviateur, effectue une mission à bord d'un Mirage. Un problème survenu sur l'appareil contraint le lieutenant à maintenir son Mirage en vol pour l'écarter des habitations, alors qu'il se trouve en vol au-dessus des Awirs. Il s'éjecte quelques instants plus tard mais ne survit pas. Il aura cependant évité un accident majeur : l'avion s'écrase en dehors du village et ne provoque que des dégâts mineurs. Une plaque commémorative se situe à l'endroit où le lieutenant est décédé.

## Héraldique
|  | La commune possède des armoiries qui lui ont été octroyées le 18 décembre 1991. La bande ondulante figure la Meuse qui traverse la commune. Le pic fait référence à l'importance de l'exploitation minière ancienne dans la région. Les six besants en pointe font référence aux six anciennes communes qui ont fusionné en 1969 et en 1977. Ils font aussi référence à une grappe de raisin, allusion aux vignobles locaux. Blasonnement : De gueules à la barre ondée d'argent accompagnée en chef d'un pic d'alunier et, en pointe de six besants d'or rangés 3, 2 et 1, le tout d'or. - Délibération communale : 18 juin 1991 - Arrêté royal : 18 décembre 1991 |

## Politique
Flémalle, telle que la commune existe depuis la fusion des communes de 1977, a eu quatre bourgmestres, trois hommes et une femme. Ces quatre bourgmestres étaient ou sont membres du Parti socialiste. En effet, Liège et sa région, y compris Flémalle, sont un bastion rouge, c'est-à-dire que la plupart de la politique s'axe sur le PS qui est majoritaire dans la quasi totalité des communes (10 communes sur 24 dans l'arrondissement administratif de Liège ne sont pas majoritairement PS: Aywaille, Chaudfontaine, Dalhem, Esneux et Neupré ont une majorité MR, Bassenge, une majorité cdH et MR, Comblain-au-Pont est majoritairement cdH bien que régie sous les IC comme Fléron, Juprelle et Soumagne). Ainsi, la banlieue de Liège est parfois qualifiée de Ceinture rouge.
Depuis quelques années, le Parti du travail de Belgique (PTB) connait un rebond des votes dans la commune et en Wallonie. Le Mouvement Réformateur (MR), bien que populaire dans certaines communes de l'arrondissement grâce à Didier Reynders, homme politique d'importance nationale né à Liège et membre du MR, n'a su avoir qu'un siège sur les 29 que compte la commune.
La commune est donc située à gauche sur l'échelle politique avec le PS en première position raflant plus de la moitié des sièges (17 sur 29) suivi de loin par le PTB (5 sièges), Écolo (3 siège), les IC (3 sièges) et le MR (1 siège).

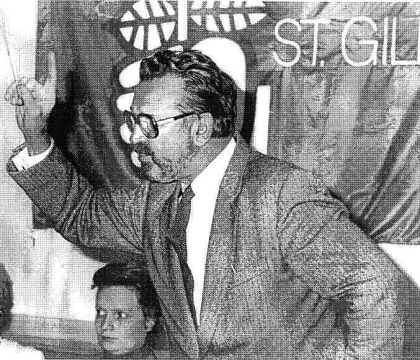
André Cools à la maison du peuple à Saint-Gilles est une figure emblématique de la commune, un monument dans le parc communal lui est dédié.

### Liste des bourgmestres
- André Cools, de 1965 à 1991[96]: André Cools est un homme politique né à Flémalle ayant occupé une place importante dans la politique belge, il fut ministre du Budget, vice-Premier ministre, président du Parti socialiste belge, président du Parti socialiste et président du Parlement wallon. Il fut bourgmestre de la commune depuis la fusion des communes jusqu'à son assassinat le 18 juillet 1991 à Liège.
- Jean Beulers, de 1991 à 2000 : Jean est le fils d'Hubert Beulers, un politicien socialiste wallon.
- Gilbert Van Bouchaute, de 2000 à 2006 : Gilbert van Bouchaute est un homme socialiste belge. Après avoir été bourgmestre durant six années, il s'éloigne depuis de la scène politique[97],[98].
- Isabelle Simonis, de 2006 à 2022 : Isabelle Simonis est d'abord députée wallonne. Durant sont mandat de bourgmestre, elle devient secrétaire d'État aux Familles et aux Personnes handicapées, Présidente du Parlement de la Communauté française et ministre de la Promotion sociale, de la Jeunesse, des Droits des femmes et de l'Égalité des chances de la Communauté française.
- Sophie Thémont, depuis 2022 : Première échevine, elle succède à Isabelle Simonis à la suite de son départ.

### Administration communale

#### Collège communal 2024-2030
Ci-dessous, le tableau des résultats des élections communales de 2024.
| Parti | Parti               | Voix (2024) | Voix (2018) | % (2024) | % (2018) | +/-    | Sièges  | +/- | Collège |
| ----- | ------------------- | ----------- | ----------- | -------- | -------- | ------ | ------- | --- | ------- |
|       | ECOLO               | 1.254       | 1.875       | 8,45%    | 12,09%   | 3.65 % | 1 / 29  | 2.0 | Non     |
|       | PS                  | 7.942       | 7.111       | 53,49%   | 45,87%   | 7.62 % | 18 / 29 | 1.0 | Oui     |
|       | MR-LES ENGAGES-UNIS | 4.540       | 1.127       | 30,57%   | 7,27%    | 23.3 % | 9 / 29  | 8.0 | Non     |
|       | LES INSOUMIS        | 1.113       | -           | 7,50%    | -        | 0.0 %  | 1 / 29  | 1.0 | Non     |
|       | PTB                 | -           | 2.773       | -        | 17,89%   | 0.0 %  | - / 29  | 5.0 | Non     |
|       | WI                  | -           | 290         | -        | 1,87%    | 0.0 %  | - / 29  | 0.0 | Non     |
|       | AC3                 | -           | 402         | -        | 2,59%    | 0.0 %  | - / 29  | 0.0 | Non     |
|       | I.C.                | -           | 1.736       | -        | 11,20%   | 0.0 %  | - / 29  | 3.0 | Non     |
|       | RCC                 | -           | 190         | -        | 1,23%    | 0.0 %  | - / 29  | 0.0 | Non     |
| Total | Total               | 14 849      | 15 504      | 100 %    | 100 %    |        | 29      |     |         |

| Collège communal   |                                |    |
| ------------------ | ------------------------------ | -- |
| Bourgmestre        | Sophie Thémont                 | PS |
| 1er Échevin        | Jérôme Dister                  | PS |
| 2e Échevin         | Laurent Léonard                | PS |
| 3e Échevine        | Véronique Passani              | PS |
| 4e Échevin         | Fabian Pavone                  | PS |
| 5e Échevin         | Frédéric Vandelli              | PS |
| Présidente du CPAS | Maria-Teresa Fernandez Navarro | PS |

#### Conseil communal
Pour la législature 2024-2030, le conseil communal est composé de la bourgmestre, des cinq échevins et de la présidente du CPAS mais aussi de 22 conseillers communaux (Claudia Bearzatto, PS; Canan Bekmezci, PS; Juliette Biesmans, Ecolo; Virginie Bigare, MR-Les Engagés-UNIS; Yasmina Bouaanani, PS; Muriel Brodure-Willain, PS; Loïc Demeulenaere, MR-Les Engagés-UNIS; Marc D'Joos, PS; Teresa Docquier, Les Insoumis; Marine Galloy, PS; Fiona Gentile, MR-Les Engagés-UNIS; Marc Godefroid, PS; Amir Hamidovic, PS; François Hubin, MR-Les Engagés-UNIS; Laurence Laruelle, MR-Les Engagés-UNIS; Kathy Ledent, PS; Stéphanie Monfort, MR-Les Engagés-UNIS; Jean-Marie Noville, MR-Les Engagés-UNIS; Valter Polese, PS; Martine Portier, MR-Les Engagés-UNIS; Lila Portier, MR-Les Engagés-UNIS; Joseph Tita, PS) et du Directeur Général (Pierre Vryens).

### Rattachements administratifs et électoraux
Au 1er janvier 2021, Flémalle appartient aux entités administratives, de la plus importante à la moins importante, du royaume de Belgique (11 507 163 habitants), de la Région wallonne (3 645 107 habitants), de la province de Liège (1 107 937 habitants), de l'arrondissement de Liège (623 673 habitants), et de la commune de Flémalle (26 366 habitants).
En ce qui concerne le judiciaire, elle appartient à l'arrondissement administratif et judiciaire de Liège et au canton administratif et judiciaire de Grâce-Hollogne.

### Organismes associés à la commune
- AIDE

Flémalle fait partie de l'Association intercommunale pour le démergement et l'épuration des communes de la province de Liège (AIDE). C'est le conseiller communal Dominique Perrin qui assiste au conseil d'administration en tant que membre. Avant elle, c'était la première échevine Sophie Thémont qui occupait ce poste (elle était aussi membre du bureau exécutif). Flémalle est sociétaire du démergement de l'intercommunale tout comme Herstal, Liège, Oupeye, Saint-Nicolas, Seraing, Visé, la province de Liège et la SPGE.
Au 31 décembre 2019, un dossier d'investissement était en cours d'étude pour différentes infrastructures situées sur Flémalle et concernant l'AIDE pour un montant d'1 750 300 euros. Des projets, à la même date, étaient en cours sur la commune pour un montant d'1 579 632,96 euros. Une grosse partie permettant la mise en place de collecteurs lors de l'aménagement de la Grand'-Route. D'autres projets en cours d'étude concernant des collecteurs, une station de pompage à Chokier ou des reprises des eaux (13 projets) représentent un coût de 11 960 000 euros. D'autres projets en cours de réalisation à la date du 31 décembre 2019, concernant l'extension en amont du collecteur des Awirs et le collecteur du ruisseau des Bobesses, la station de pompage de Donmartin et une conduite de refoulement ainsi qu'un nouveau réseau de fibre optique coûteront 4 208 425,46 euros.
Des travaux sur la station de pompage de Jemeppe ainsi que d'autres travaux divers sur Flémalle ont quant à eux coûtés 9 962 413,72 euros.
Après la mise en service des stations de pompage de Sur-les-Bois et de Broussous (Saint-Georges-sur-Meuse et Flémalle), il a fallu démanteler celle de Stockay.
- CHBA

Le Centre Hospitalier du Bois de l'Abbaye (CHBA), dont le site principale si situe à Seraing, comprend un site situé à Flémalle. Le site propose des rendez-vous concernant la cardiologie, la médecine physique, l'imagerie médicale et la dentisterie.
- CHR

Flémalle est associée à l'intercommunale du Centre Hospitalier Régional (CHR) de la Citadelle, avec quinze autres communes.
- CILE

La commune est membre de la Compagnie Intercommunale Liégeoise des Eaux (CILE). Elle est créée le 27 décembre 1913.
- ECETIA

Le 28 mai 1985, la commune de Flémalle, avec celles d'Amay, Dison, Grâce-Hollogne, Huy, Liège et Seraing ainsi que la province de Liège, créent la Société Liégeoise de Financement et d'Economies d'Energie (SLF). ECETIA Intercommunale en est dépendante et permet aux communes associées d'obtenir de l'aide concernant la location immobilière et le leasing immobilier.
- ENODIA

Enodia, ancienne intercommunale Publifin, est une intercommunale pure de financement (IPF). La commune est associée parmi 73 autres communes, la province de Liège et la Région wallonne.
Cette intercommunale est surtout connue pour son scandale politico-financier. Cette affaire apparait au grand public par des révélations de Le Vif/L'Express. Ce journal nous apprend que des mandataires de l'intercommunale sont payés pour assister à des réunions alors qu'en réalité, ils n'y assistent pas. Les mandataires étaient alors payés 500 euros la minute pour des réunions auxquels ils n'étaient pas présents.
Catherine Magali, une personnalité politique flémalloise du PS, à quant à elle touché 111 997 euros pour six réunions.
À la suite de cette affaire, l'actuelle bourgmestre de Flémalle, Isabelle Simonis, a dû remettre son mandat fédéral.
- IILE-SRI

La zone de secours Liège 2 IILE-SRI est l'Intercommunale d'Incendie de Liège et Environs (IILE-SRI). Cette zone de secours couvre 21 communes et comprend une caserne centrale et six postes avancés (des casernes de pompiers) dont un des postes se situe à Flémalle.
Flémalle a rejoint l'intercommunale le 1er janvier 2010 avec Crisnée.
- INTRADEL

Flémalle fait partie d'Intradel depuis 2011. Cette intercommunale occupe une place de premier plan concernant l'environnement. Ainsi, à partir du 1er janvier 2021, les langes d'enfants devront être jetés dans la poubelle des déchets ménagers résiduels et non plus celle des déchets organiques comme c'était le cas.
Depuis le 1er décembre 2019, la commune se dote d'un nouveau sac-poubelle bleu pour la collecte des PMC. Ce système permet un meilleur recyclage des emballages en plastique.
En mars 2019, avec le soutien d'Intradel, les recyparcs de Flémalle 1 et Hannut test la récupération et la réutilisation d'objets en bon état. Cela permet de réduire son quota de déchets dans les recyparcs.
La commune dispose de deux recyparcs, un situé à Ivoz-Ramet, l'autre à l'Arbre Saint-Michel.
- SPI

L'intercommunale des Services promotion initiatives en province de Liège (SPI) existe depuis 1961.
L'espace Phenix, situé à Flémalle, appartient à l'intercommunale. Sur ce site, on retrouve 16 entreprises dont ArcelorMittal Liège SA. Ce site a été et doit encore être en partie réhabilité.
Il y a d'autres sites: celui des Cahottes compte 60 entreprises; celui d'Ivoz-Ramet compte 31 entreprises et celui de l'Arbre Saint-Michel.
Le SPI a participé également dans la construction du nouveau Préhistomuséum et dans la protection d'une partie des collections de l'ancien musée durant les travaux.
- Intercommunales diverses

Flémalle fait partie des intercommunales IMIO, INTERSENIORS, NEOMANSIO et RESA. Interseniors est responsable de plusieurs maisons de repos et soins de long ou court séjours sur la commune. Quant à Resa, c'est le gestionnaire de l'électricité de la commune.

### Jumelages

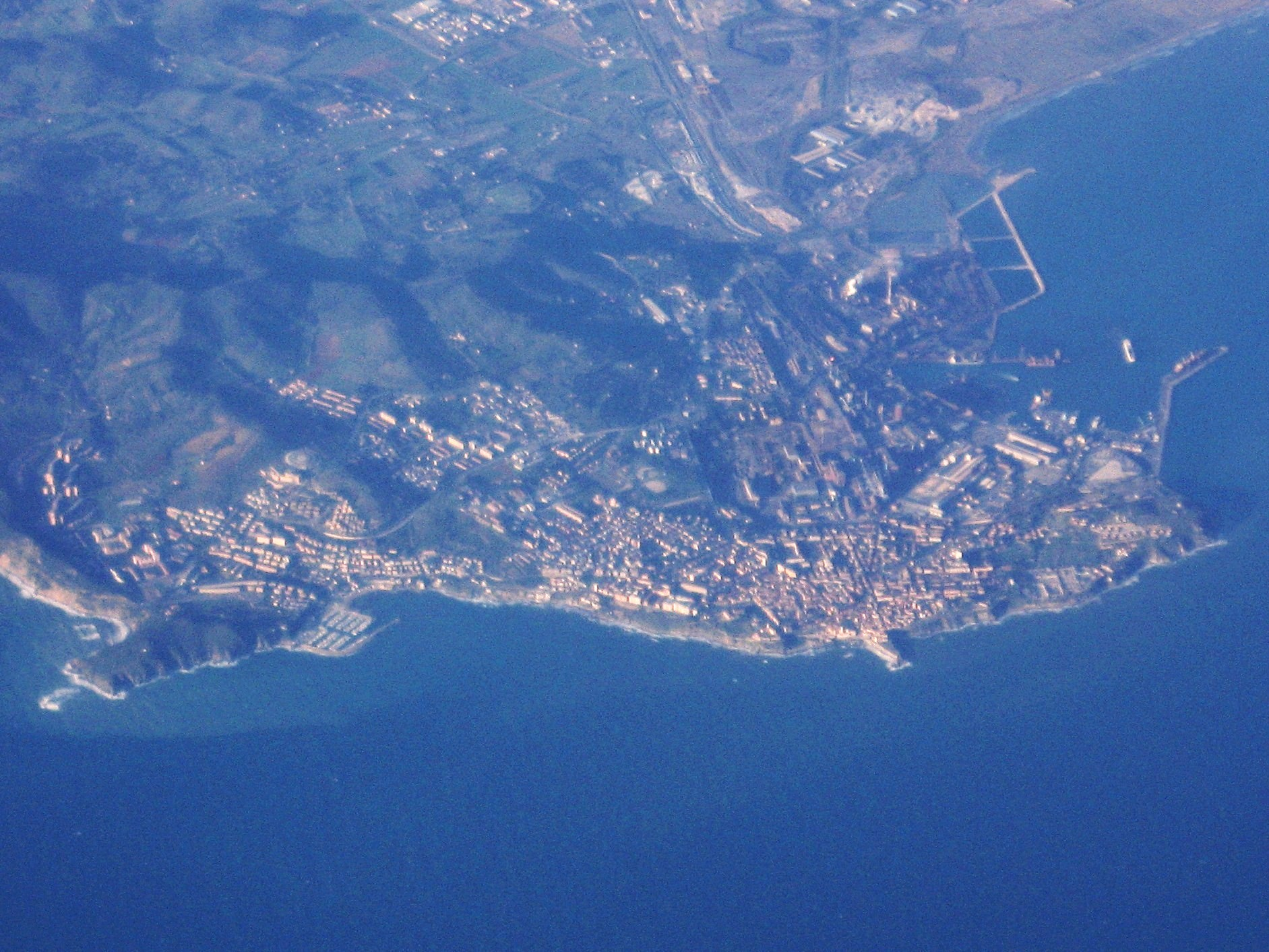
Piombino, premier jumelage de Flémalle.

La commune est jumelée à deux communes italiennes, Piombino en 1971 et Basiliano en 2017.
Elle s'est jumelée à Piombino sous l'initiative d'un Piombinais venu s'installer à Flémalle. Ce projet fut accepté par le bourgmestre de l'époque, André Cools. Ce jumelage était basé sur des échanges touristiques et culturels entre la commune toscane et la commune mosane. Les 40 ans du jumelage furent fêtés en 2011.
Le jumelage de Basiliano, commune de la Frioul-Vénétie Julienne, est quant à lui récent. Il est né sous l'initiative de plusieurs riverains organisant déjà depuis plus de 30 ans des échanges sportifs. La charte de jumelage fut signée le 7 décembre 2017.
La commune a créé un partenariat avec la commune de N'Djili en République démocratique du Congo dans le cadre d'un programme de Coopération Internationale Communale (CIC).

## Démographie et société

### Démographie
En 2024, la commune était la 101e la plus peuplée de Belgique. En 2024, elle était la 26e la plus peuplée de Wallonie et la 5e de la province de Liège.
En tenant compte des anciennes communes entraînées dans la fusion de communes de 1977, on peut dresser l'évolution suivante :
Les chiffres des années 1846, 1900 et 1947 tiennent compte des chiffres des anciennes communes fusionnées.
- Source : DGS - Remarque : 1831 jusqu'à 1981 = recensement ; depuis 1990 = nombre d'habitants chaque 1er janvier[1]

On constate que depuis 1995 jusqu'à 2008, la population flémalloise n'a fait que décroître et a ainsi perdu presque 2 000 habitants sur cette période tandis que de 2008 à 2020, la population n'a fait que croître. Cette croissance se remarque surtout de l'année 2008 à l'année 2014. Ce phénomène de croissance démographique ce constate sur le territoire de la Belgique en général. De 2008 à 2014, la population belge a ainsi augmenté de 484 000 habitants contre 325 000 habitants pour la période de 2014 à 2020. La période de croissance de la population de 2014 à 2020 a en effet été stagnante, avec une légère décroissance sur l'année 2015.
Des pays frontaliers à la Belgique, le Luxembourg est le seul à avoir connu une croissance pareille, voire plus grande encore. Si cette croissance démographique est anormale et exceptionnelle, c'est parce qu'en 2008 a lieu la crise économique mondiale de 2008. La plupart des habitants de l'union européenne sont touchés par cette crise et la plupart des pays connaissent une baisse de la fécondité,, notamment l'Allemagne qui voit même sa population décroître.
Cependant, avec tous les projets d'aménagements du territoire et la rénovation de certains immeubles, la population à Flémalle devrait croître de façon importante dans les années à venir.
On constate cependant au 1er janvier 2021 une baisse de la population, cela s'explique entre autres par la pandémie de coronavirus de 2019.

#### Perspectives démographiques
En 2010, la population flémalloise était de 25 016 habitants contre 604 062 pour l'arrondissement de Liège et 3 498 384 habitants pour la Wallonie, soit 4,14 % de la population de l'arrondissement (un peu moins que la moyenne d'habitants de l'arrondissement étant de 25 169 habitants en 2010) et 0,72 % de la population de la Wallonie. L'INS nous donne une source sur la solde de population de 1978 à 2010, la commune ayant perdu 3 340 habitants, suivant l'arrondissement qui a perdu 13 528 habitants tandis que la Wallonie en a gagné plus de 274 000. Ce solde de population reste dans la même optique pour la période 2001-2010 avec une perte de 534 habitants pour la commune alors que l'arrondissement en a gagné 19 664 et la Wallonie 151 927.
Selon le Bureau fédéral du Plan, il a été estimé en 2010 que la population flémalloise devait augmenter de 758 habitants en 5 ans (2015), de 1 559 habitants en 10 ans (2020), de 3 257 habitants en 25 ans (2035) et de 5 164 habitants en 50 ans (2060). Alors que le Bureau estimait donc une population de 26 575 habitants en 2020, la commune est en réalité habitée à cette date de 26 408 habitants. Certes l'estimation n'a pas été atteinte mais reste proportionnée en comparaison de la perspective démographique suivant la tendance 2001-2010 qui prévoyait une population de 24 435 habitants en 2020, soit une baisse de 581 personnes en comparaison à l'année 2010.
Le solde des naissances et des décès est inégal. La commune connait en effet plus de décès que de naissances, et ce depuis 2011. En 2010, il y avait 309 naissances pour 305 décès contre 285 naissances en 2019 pour 364 morts, soit un solde de -79. Les perspectives démographiques sont donc basées sur une migration extérieure vers la commune.

#### Population étrangère
La population étrangère flémalloise est composée en grande partie d'Italiens (46,3 %, soit 930 habitants), suivis d'une communauté française (9,2 %, soit 184 habitants), d'une communauté d'Espagnols (5,3 %, soit 107 habitants), et d'une population marocaine représentant 3,9 % de la population étrangère, soit 78 habitants. Les 35,3 % de la population étrangère restante se répartissent entre Roumains, Néerlandais, Guinéens, Congolais (RDC), Polonais et d'autres nationalités.

#### Pyramide des âges
L'espérance de vie à la naissance pour les femmes à Flémalle, sur la période 2010-2014, est de 79,9 ans alors que la moyenne provinciale est de 81,8 ans. Elle est ainsi, avec les communes d'Amay (79 ans), Braives (79,2 ans), Huy (79,4 ans), Awans (79,7 ans), Dison (79,8 ans), Herstal (80 ans), Seraing (80,4 ans) et Liège (81,1 ans), l'une des neuf communes présentant une nette infériorité à la moyenne provinciale.
La pyramide qui suit ci-dessous provient des données de statbeljunior.
| Hommes | Classe d’âge | Femmes |
| ------ | ------------ | ------ |
| 2      | 100 ou plus  | 4      |
| 13     | 95 à 99 ans  | 28     |
| 69     | 90 à 94 ans  | 165    |
| 169    | 85 à 89 ans  | 325    |
| 304    | 80 à 84 ans  | 432    |
| 327    | 75 à 79 ans  | 469    |
| 597    | 70 à 74 ans  | 723    |
| 707    | 65 à 69 ans  | 760    |
| 789    | 60 à 64 ans  | 877    |
| 851    | 55 à 59 ans  | 930    |
| 860    | 50 à 54 ans  | 916    |
| 936    | 45 à 49 ans  | 885    |
| 779    | 40 à 44 ans  | 826    |
| 821    | 35 à 39 ans  | 890    |
| 885    | 30 à 34 ans  | 917    |
| 786    | 25 à 29 ans  | 810    |
| 693    | 20 à 24 ans  | 700    |
| 756    | 15 à 19 ans  | 720    |
| 803    | 10 à 14 ans  | 797    |
| 821    | 5 à 9 ans    | 793    |
| 730    | 0 à 4 ans    | 723    |

5 558 habitants ont moins de 18 ans en 2020 contre 20 831 qui ont plus de 18 ans. Selon la même source, l'âge médian à Flémalle est de 42 ans. La pyramide des âges de la commune est presque comparable à celle de la Wallonie et de la Belgique, c'est-à-dire qu'on a un creux dans la population de 15 à 24 ans et que la population la plus nombreuse est comprise entre 45 et 55 ans.
Dans la tranche d'âge de 50 ans ou plus, les femmes sont plus nombreuses que les hommes, cette différence se remarque surtout pour la tranche des 75 ans et plus.
La population flémalloise, en 2008, était l'une des plus vieilles de Wallonie. Pour la tranche des 65 ans et plus, la moyenne régionale était de 16,4 % contre 17,7 % pour l'arrondissement et 19,2 % pour la commune, soit une différence de presque 4 % par rapport à la région.

#### Ménages
La majorité des ménages de la commune sont composés d'une personne (35,7 %), les couples mariés sans enfant représentent 1 893 habitants (16,1 %) et les couples mariés avec enfant(s) représentent 1 866 habitants (15,9 %), le reste des ménages sont, dans l'ordre d'importance, des familles monoparentales (13,7 %), des couples non mariés avec enfant(s) (10,6 %) et des couples non mariés sans enfant (6,1 %). 1,8 % des ménages représentent d'autres types de ménages.

### Mortalité
La première cause de mortalité à Flémalle est due à des tumeurs, elles représentent 23,8 % des décès (87 habitants). La deuxième cause de mortalité est due à des maladies liées à la circulation sanguine et représentent 27,9 % des décès (102 habitants). Le reste des décès est dû à des maladies respiratoires, des maladies nerveuses, des examens non classés et d'autres maladies (ou accidents).

#### Accidents de la circulation
En 2019, il y a eu 71 accidents de la circulation (hausse de 11 % par rapport à 2018) faisant 95 victimes (morts, blessés graves et légers confondus) (hausse de 10 % par rapport à 2018). Sur les 95 victimes, 55 sont liées à un accident de voiture, 9 à un accident impliquant un piéton, 9 impliquant un cyclomoteur, 7 impliquant une motocyclette, le reste se répartissant entre des accidents impliquant un vélo, un autobus, une camionnette ou un autre véhicule.
Les accidents mortels équivalent à 1,6 % des victimes, soit 2 morts. Ce sont les samedis et les dimanches qui sont les jours les plus dangereux. Des radars-préventifs ont été installés sur la commune. La police locale installe notamment des Lidars durant quelques jours pour dissuader les conducteurs de rouler vite.
Malgré une hausse des accidents de la circulation, Flémalle s'éloigne des statistiques nationales. Ces statistiques montrent une baisse des accidents de la route et des victimes, respectivement de 2 % et de 3,2 % mais le nombre de tués à quant à lui augmenté, passant de 604 tués en 2018 à 646 en 2019, soit une hausse de 7 %.
Les routes wallonnes sont les plus dangereuses du pays. La Flandre paie le plus lourd tribut avec 315 tués mais en comparaison de la population, la Wallonie se classe première avec 311 tués en 2019 contre 273 en 2018, soit une hausse de 13,9 %.

### Socio-économie

#### Revenu moyen
En 2018, le revenu moyen par habitant des communes voisines étaient, dans un ordre croissant et en euros, de 14 275 pour Seraing, 15 645 pour Grâce-Hollogne, 15 907 pour Engis, 18 182 pour Saint-Georges-sur-Meuse et 24 855 pour Neupré. Les flémallois gagnent quant à eux 16 553 euros et se placent ainsi entre Engis et Grâce-Hollogne alors que la moyenne nationale est de 18 768 euros, Neupré étant la seule à dépasser cette moyenne et très largement.
Cette socio-économie est comparable à d'autres régions urbaines du pays où généralement, les personnes gagnant moins d'argent habitent en banlieue urbaine, comme Seraing ou Grâce-Hollogne, et les populations plus aisées voulant se trouver en dehors de la ville se placent sur les hauteurs, c'est le cas de Neupré et de Saint-Georges-sur-Meuse. Ce phénomène socio-économique se remarque également dans Seraing où la population la plus pauvre se situe dans le bas de la commune, c'est-à-dire le centre, Ougrée et Jemeppe-sur-Meuse tandis que la population plus aisée habite Boncelles.
La différence entre Neupré et Flémalle est de 8 302 euros tandis que la différence avec Seraing est de 2 275 euros. Le revenu moyen par habitant à Flémalle a augmenté de 3 % par rapport à l'année 2018 et augmente d'année en année depuis 2005.

#### Prix de l'immobilier
En 2018, il y avait 12 197 bâtiments à Flémalle, soit 22,5 % du territoire qui est bâti. Parmi ces bâtiments, des appartements, des maisons de type fermé et demi-fermé et des maisons de type ouvert pour un prix médian de 158 000 euros (235 000 pour le type ouvert, 158 000 pour les appartements et 150 000 pour le type fermé ou semi-fermé).
La moyenne nationale étant, pour le type fermé ou demi-fermé de 216 500 euros et pour le type ouvert de 315 000 euros. Le prix de l'immobilier est ainsi inférieur à la moyenne nationale. Cela s'explique par un prix de l'immobilier très bas en Wallonie par rapport à la Flandre et à la Région Bruxelles-Capitale.

## Enseignement
La commune compte 7 écoles de l'enseignement maternel et primaire libre:
- école Maurice Carême (maternelle)
- école Notre-Dame (maternelle et primaire)
- institut du Sacré-Cœur[142] (maternelle et primaire)
- école Saint Jean-Baptiste (primaire)
- institut Saint Joseph (maternelle et primaire)
- école Saint Louis de Gonzague[143] (maternelle et primaire)
- école Sainte Thérèse[144] (maternelle et primaire)

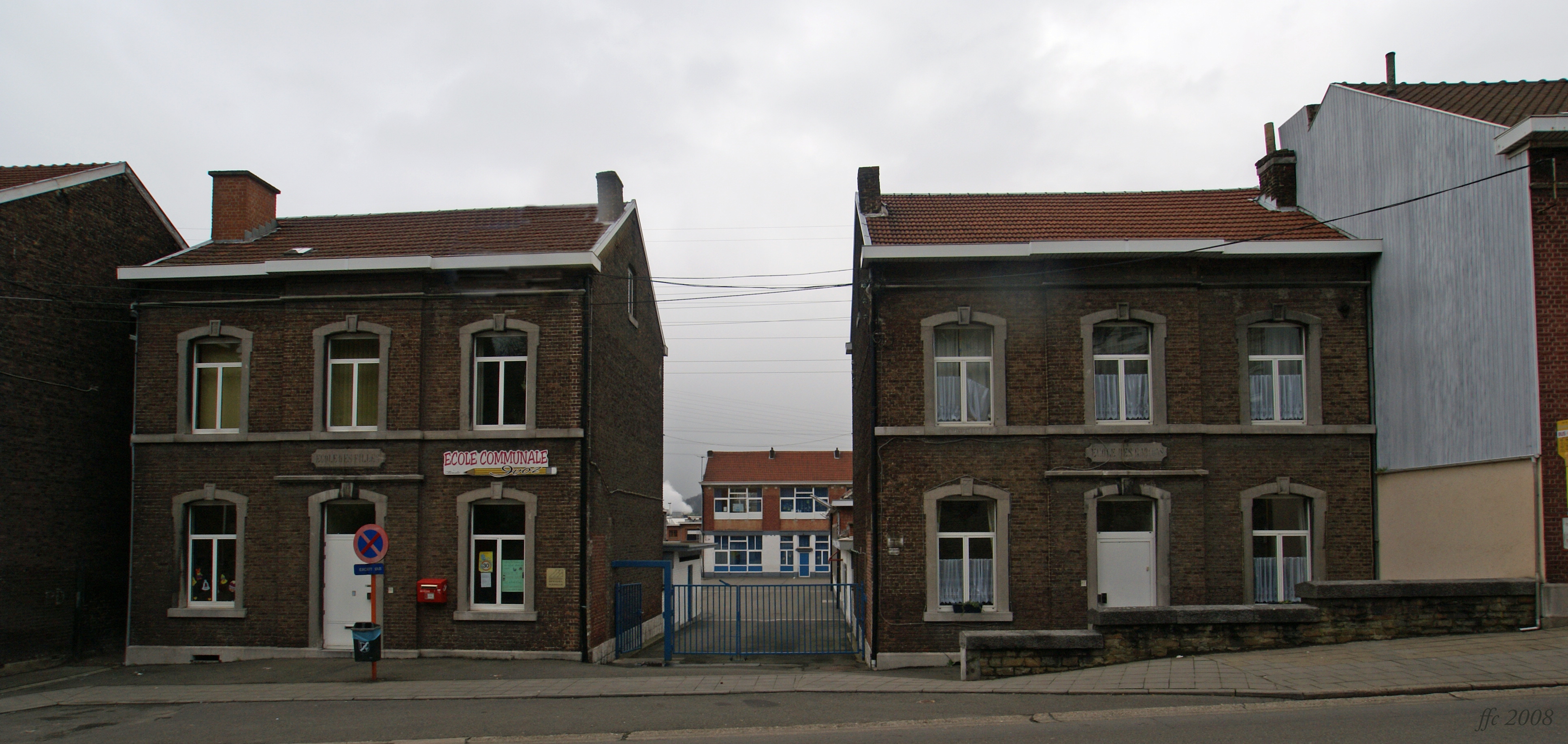
École communale d'Ivoz, dans les anciens bâtiments scolaires avec une école pour garçons et une école pour filles.

La commune compte 18 écoles de l'enseignement maternelle et primaire communal:
- école des Awirs (primaire de degré moyen et supérieur)
- école des Cahottes (maternelle et primaire)
- école de la Cité Beulers (maternelle)
- école de la Fontaine (maternelle et primaire)
- école du Gros-Chêne (maternelle et primaire)
- école du Houlbouse (Sportive Régis Genaux) (maternelle et primaire)
- école d'Ivoz (maternelle et primaire)
- école Jean Beulers (primaire)
- école maternelle autonome de Mons (maternelle)
- école Jean-Marie Léonard (maternelle et primaire)
- école du Parc (maternelle et primaire de degré inférieur)
- école de Ramet (maternelle et primaire)
- école de Ramioul (maternelle et primaire)
- école Reine-Marie Braeken (maternelle et primaire)
- école Sart d'Avette 1 (maternelle et primaire de degré inférieur)
- école Sart d'Avette 4 (maternelle et primaire de degré inférieur)
- école Vinck (maternelle)
- école des XV Bonniers (maternelle et primaire de degré inférieur)

La commune compte un seul établissement de l'enseignement secondaire (provincial) qui est le seul Athénée Provincial de Wallonie, l'Athénée Provincial de Guy Lang.
La commune compte un établissement de l'enseignement spécialisé de la Communauté française qui enseigne les types 1, 2 et 8 en maternelle, les types 1, 2 et 8 en primaire et les types 2 en secondaire. Le type 1 correspond aux enfants qui ont des difficultés scolaires ou des problèmes spécifiques, le type 2 correspond aux enfants qui souffrent d'un handicap mental ou d'un retard important et le type 8 correspond aux enfants du primaire qui ont des troubles d'apprentissages comme la dyslexie, la dyscalculie et d'autres troubles. Cette école se nomme L'Envol.
Une académie, Académie Marcel Désiron, se situe à Flémalle.

## Santé
La commune compte un site hospitalier du Centre Hospitalier du Bois de l'Abbaye, situé dans le centre de Flémalle. La commune compte aussi un service de Santé Mentale (SSM) qui est composé de logopèdes, de psychologues, d'assistants sociaux et de thérapeutes corporels.

## Sports

Logo du R.O.C. Flémalle, l'ancien club de handball flémallois.

Flémalle a été une des grandes communes du handball belge. Ce sport d'équipe s'installe en 1921 dans la province de Liège et le ROC Flémalle en a été un des principaux représentants avec ses 11 titres de champion de Belgique et 3 Coupes de Belgique,. En plus de la section homme, il est à noter que la section dame du ROC Flémalle a également évolué quelques saisons parmi l'élite belge, sans pour autant s'illustrer.
Dans les autres sports, on peut noter que dans le basket-ball féminin, deux clubs flémallois réussirent à atteindre la division 1, l'Alliance Flémalle et l'ISC Flémalle sans pour autant y briller. Les Flémalle Flames sont une ancienne équipe sportive de football américain ayant fusionnée avec les Liège Red Roosters.

### Clubs sportifs
Flémalle compte 79 clubs sportifs : arts martiaux (6), athlétisme (1), basket-ball (1), billard (2), boxe (1), cyclisme (5), dressage canin (2), équitation (4), escalade (1), football (6), gymnastique (10), handball (1), kick power (2), lutte (1), marche (2), mini foot (11), motocyclisme (2), motos anciennes (1), nautisme (2), pêche (1), pétanque (3), tennis (1), tennis de table (6), tir (1), volley-ball (2), yoga (4).

#### Arts martiaux
6 clubs d'arts martiaux sont situés à Flémalle : tai-chi-chuan, ju-jitsu, judo et karaté. Le Jiu-Jitsu Club Flémalle enseigne de ju-jitsu à l'école communale Jean Beulers.
Le Karaté Club Flémalle enseigne le karaté, il fut fondé en 1995. Thomas Doret est l'un des instructeurs du club et détient la ceinture noire en tant que 1re Dan. Il se situe à la salle omnisports des Trixhes (André Cools).
Le Karaté Mushin Mons-lez-Liège est dirigé par Victor Tatarevic qui fut membre de l'équipe nationale belge de karaté de 1969 à 1973. Il reçoit deux médailles de bronze lors des championnats d'Europe par équipe en 1969 et en 1972 pour les moins de 68 kg.

#### Athlétisme
Le Flémalle Athletic Club (F.A.C.) est un club d'athlétisme important dans la région liégeoise. Il fut fondé le 10 octobre 1970. Avant la création du club, les coureurs appartenaient au R.F.C. Liégeois et ils couraient sur une piste cendrée, située non loin de la salle omnisports André Cools, inaugurée en 1952 par Gaston Reiff, un grand sportif ayant remporté le 5 000 mètres aux Jeux Olympiques de Londres en 1948. Cependant, le club s'est doté d'une piste en tartan qui est praticable depuis les années 2000.
Les crossmen belges apprécient particulièrement le circuit du site situé sur le plateau de la réserve naturelle, notamment Karel Lismont, Willy Polleunis, Emiel Puttemans, Leon Schots et d'autres.
Le club organise dès lors d'importants championnats : en 1985, le championnat de cross de la L.B.F.A. ; en 1989, le championnat de Belgique de cross pour cadets et scolaires ; en 1990, les championnats de Belgique de cross Juniors/Seniors ; en 1992, le championnat L.B.F.A. de cross ; en 1996, le championnat de Belgique de semi-marathon ; en 1999, 2000 et 2002, le championnat de Belgique du 10 000 mètres ; en 2002, 2004 et 2006, le championnat de Belgique de Cross Masters.
Paul Roekaerts est l'une des entraineuses du club. Colin Glesner détient les records Benjamins du 1 000 mètres (2003), de la longueur (2003) et du poids 1 kg (2003), jamais battus par le club depuis. Dans les Records Cadets, on peut citer Philippe Goffin qui détient depuis 1979 le record du club du javelot 600 grammes. Il détient également le record du club du javelot 700 grammes pour les Scolaires hommes depuis 1980 ainsi que le record du club de javelot 800 grammes pour les Juniors hommes depuis 1983.

#### Boxe
En 2020, Madani Rahmani, champion du monde de kick-boxing K1 chez les poids mi-lourds, a ouvert son école de boxe reprenant le rôle de son ancien entraîneur Fabian Pavone (échevin des sports de Flémalle).
Deux championnats du monde de kick-boxing se sont déroulés à Flémalle. Il y avait en plus de Madani, Frédéric Sinistra.

#### Football
Le premier club de football flémallois fut le Cahottes-Sportif, cependant les Cahottes faisait à l'époque partie de la commune d'Horion-Hozémont, celui-ci obtient le matricule 154, par la suite viennent le Trixhes Football Club qui obtient quant à lui, le matricule 399 et le Flémalle Football Club, le matricule 586. On peut également citer l’Alliance FC Flémalle, club de Flémalle-Grande et qui fusionna en 1993 avec l’Entente Engissoise.
Mais aucun des clubs flémallois n'accéda en nationales, en effet ceux-ci restèrent cantonner aux séries provinciales, c'est devant ce triste constat que les trois clubs flémallois décidèrent de s'unir pour afficher de plus grandes ambitions, c'est comme ça qu'en 2013, le Royal Mons Football Club (matricule 2874) et le Royal Flémalle Football Club (matricule 2884) décide d'unir leurs forces mais le Royal Football Club Skill d'Ivoz-Ramet (2925) se rajouta à la fusion. La nouvelle formation prit le nom de la Royale Union Flémalle, la RUF, et garda la matricule de Mons, le plus ancien.
En 2020, des travaux de construction commencèrent sur le terrain de Mons pour la construction d'un hall omnisports et de nouveaux terrains de football. Les travaux devraient prendre fin en 2022.
Parmi quelques footballeurs passés dans un club flémallois ou venant de Flémalle, on retrouve respectivement Landry Mulemo et Sébastien Pocognoli.

#### Handball
Fondé en 1924 par Joseph Demaret, l'Olympic Club Flémallois est un des tout grand nom du sport flémallois. Obtenant le matricule 6, les mauve et blanc deviennent la référence du handball belge dès la création d'une compétition officielle. Premier Champion de Belgique et premier vainqueur de la Coupe de Belgique. Flémalle a dominé outrageusement les compétitions belges au début des années 1960. Ainsi, en Championnat l' OCF aligne 115 matchs sans défaite ni partage, puis 137 matchs sans défaite. Champion sans discontinué entre 1958 et 1964, le ROC remporta trois derniers titres respectivement en 1969, 1970 et 1976.
Tous ces sacres permis aux Flémallois de disputer la Coupe des clubs champions. Une compétition dans laquelle le club ne réussit jamais à réaliser des performances. Au cours de laquelle, Flémalle rencontra le Frisch Auf Göppingen, le FC Porto, l'ASPOM Bordeaux, le HB Dudelange, le BM Granollers ou encore le SK Rapid Vienne.
Les années 1980 et 1990 seront synonymes de descente aux enfers pour le club liégeois qui dégringole de plusieurs niveaux. Finalement, emmené par Thierry Herbillon, Flémalle put retrouver le plus haut niveau belge à la suite de trois montées successives, passant de la D1 LFH (4e niveau) à la Division d'Honneur de 2003 à 2005. De retour au premier échelon national, le ROC Flémalle ne le quitta plus jusqu'à sa fusion en 2009 avec son voisin du VOO HC Herstal et la fondation de l'éphémère VOO HC Herstal-Flémalle ROC. Le ROC put néanmoins se targuer d'un dernier exploit, une finale de la Coupe de Belgique, perdue face au Sasja en 2007.
Après 85 années passées dans la commune de Flémalle, 32 saisons en Division 1, sept campagnes européennes, quatorze sacres nationaux, le matricule 6 déménage à Herstal.
À la suite de la disparition du club, d'anciens Flémallois décident de recréer un nouveau ROC Flémalle. Pour la saison 2022/2023, ce club évolue en D1 LFH (3e niveau) chez les hommes et en Division 2 (2e niveau) chez les dames.

#### Lutte
Le club de catch à Flémalle a été ouvert par Salvatore Bellomo, catcheur belge. C'est l'une des cinq écoles de la Belgian Wrestling School en Belgique, créée par Bellomo.

#### Mini foot
Flémalle compte de nombreux clubs de mini foot dont le MF AC Flemalle « Kids » et Futsal (vétérans). Le club s'inscrit à la RIL en 1983 et est aujourd'hui[Quand ?] inscrit à la LFFS sous le matricule 0432. Le club joue à la salle Louis Melin. Il décroche pour la saison 2014-2015 le titre de Champion en Division 2 Nationale et s'essaye à la D1 depuis lors.

### Infrastructures sportives
La commune compte deux salles omnisports: la Salle Omnisports "André Cools" et le Complexe Sportif "Louis Melin". En plus de ces salles, il y a le pavillon communal pour l'Alliance Billard Club Flémalle, le Fort de Flémalle pour le Centre Sportif de Tir Flémallois, la plaine de la Houillère pour le Royal Flémalle Football Club et l'Alliance Flémalle Basket, le complexe d'athlétisme en plein air pour le Flémalle Athletic Club, l'infrastructure de tennis près du hall omnisports André Cools pour le Royal Tennis Club Flémalle et l'infrastructure de pétanque pour le club Sous la Feuillée. Quatre autres infrastructures pour le football se situent à Flémalle (Ivoz, Trixhes, Mons-lez-Liège, Awirs) ainsi qu'un parcours de Santé "Vita" dans le bois Saint Paul.

## Médias

### Radios

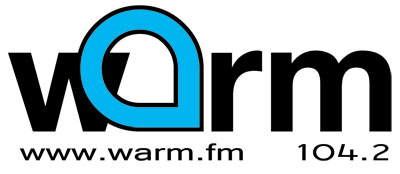
Logo de la radio Warm, qui émet depuis Ivoz-Ramet.

Une radio émet localement à Flémalle (Mons-lez-Liège) sous la fréquence 107,6. C'est la Radio Hit.alia. Radio Plus émet également à Flémalle sous la fréquence 106,1. Warm émet quant à elle à Ivoz-Ramet sous la fréquence 104,2, elle est créée en 2004.
D'autres radios locales et régionales diffusent des programmes locaux comme la Radio chrétienne francophone qui possède une radio locale à Liège, Maximum FM qui diffuse en province de Liège, mais aussi 48 FM, Equinoxe FM, Radio Plus et Warm.
Toutes les radios de la RTBF et des réseaux communautaires francophones sont diffusées à Flémalle.

### Presses écrites
Dans le cadre du plan d'actions en matière de communication et d'information écrite, Flémalle va systématiser l'information en temps réel par voie de communiqués de presse relatifs à l'actualité des organes de gestion de la commune et assurer une présence régulière de la commune dans la presse locale. Ce plan d'action aura comme budget 3 000 euros par an investis dans la presse locale.
La création de la cellule bien-être animal (BEA) rassemblera les données, informations et règlements relatifs aux animaux présents sur le territoire de la commune pour informer correctement la population (via le site internet de la commune, la page facebook, le Vivre à Flémalle et la presse écrite).
La commune édite son propre journal communal, Vivre à Flémalle.

## Vie militaire
Un des 12 forts qui composent la position fortifiée de Liège à la fin du XIXe siècle se situe à Flémalle, sur une grande plaine surplombant la vallée de la Meuse. Ce fort fut construit entre 1888 et 1892 selon les plans du général Brialmont en béton non renforcé. Pendant les deux guerres mondiales, il fut bombardé. Il sert actuellement de musée. Il fut construit différemment des autres forts liégeois; en effet, il est plus large que les autres et il est quadrangulaire, comme celui de Chaudfontaine et d'Embourg. C'est l'avant dernier fort à avoir résisté aux allemands en Belgique, suivit par celui d'Hollogne. Il résista aux attaques des Stukas en mai 1940.

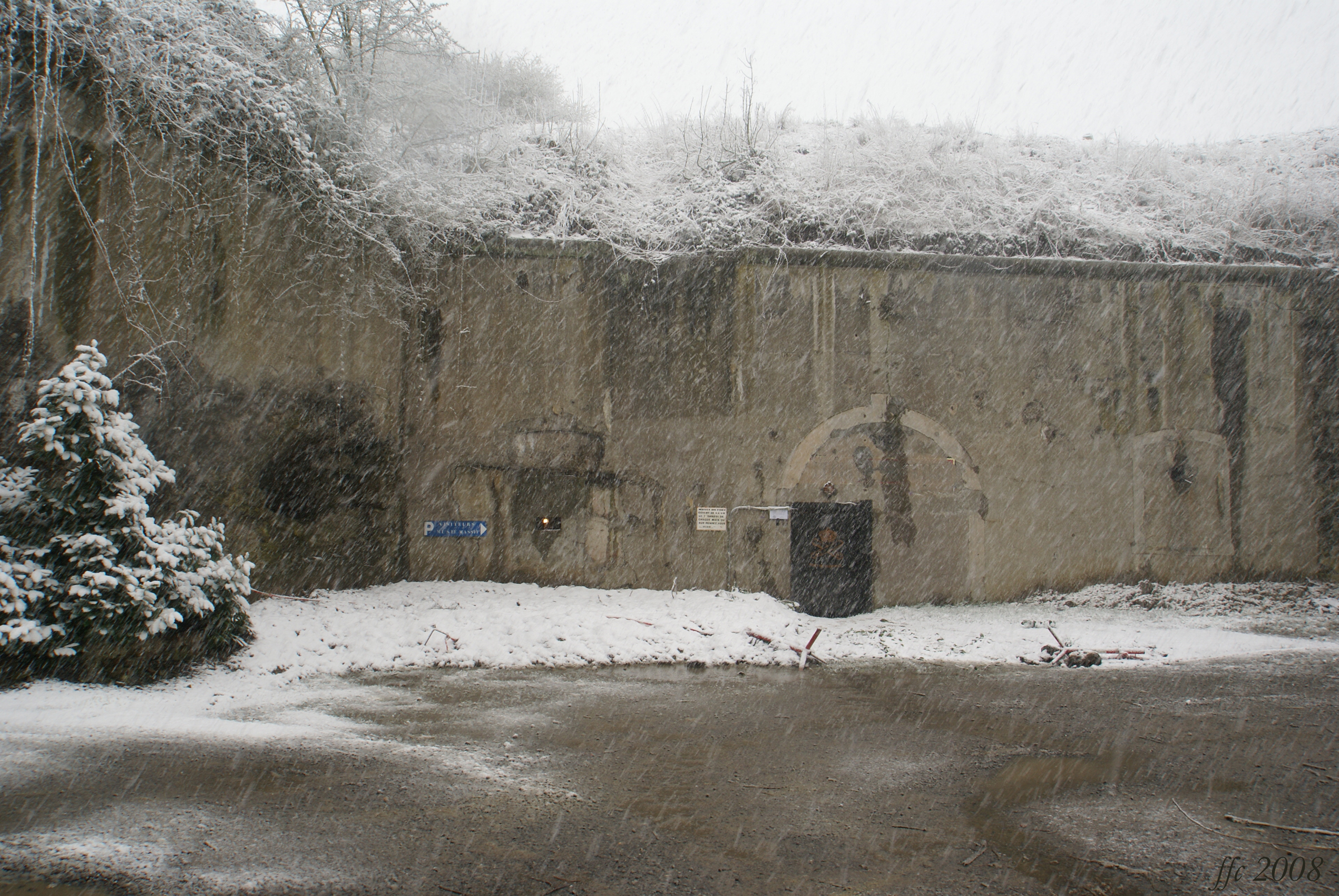
La cour intérieure du fort de Flémalle, là où se sont déroulés certains entraînements de l'armée belge.

Le fort est utilisé comme camp d'entraînement par l'armée belge à certaines occasions, comme en 2016 pour les militaires du 12e de Ligne Prince Léopold - 13e de Ligne, casernés à Spa,.

## Économie
Flémalle a une position particulière, entre la Meuse, l'aéroport de Liège, la route européenne 42 et la vallée industrielle mosane. Elle présente ainsi de nombreux atouts pour des différents aspects économiques. Il y a ainsi quatre zones d'activités économiques dont une aux Cahottes, tout près de l'aéroport de Liège et de la sortie 4 de la route européenne 42, une autre dans la lignée de la nationale descendant de la sortie de l'autoroute, entre la Meuse et l'aéroport, une autre le long de la Meuse sur la rive gauche et une autre rive droite, qui détient plusieurs places du port autonome de Liège et qui se situe également le long de la ligne de chemin de fer industrielle. Outre ces aspects économiques tournés vers l'industrie et le commerce, Flémalle présente des opportunités touristiques majeures avec le Préhistomuseum, inauguré récemment pour remplacer l'ancien Préhistosite mais aussi le village de Chokier qui est considéré comme l'un des plus beaux de Wallonie et les grottes Schmerling qui constituent un lieu d'escalade d'exception dans la région. Il y a aussi le sud de la commune qui est très boisé et la réserve naturelle "Aux Roches" ainsi que son fort.

### Développement territorial et économie locale
Avec son projet d'aménagement du centre « Flémalle Demain! », la commune s'est lancée dans de grands travaux entre la caserne de pompiers et le magasin Lidl, coupant ainsi des transports en commun et des voitures les commerces situés le long de cette portion de la Grand'Route et des services publics, notamment l'Athénée Provincial Guy Lang, la bibliothèque communale, le centre flémallois du centre hospitalier du Bois de l'Abbaye, le Delhaize, le Pôle Emploi, l'Hôtel communal, la station de police, le parc communal et de nombreux commerces locaux d'importances pour les citoyens comme l'imprimerie et la laverie.
Afin de dynamiser l'économie locale, Flémalle a lancé des chèques-commerces à valoir chez les commerçants locaux participants, c'est-à-dire près de 60 commerces.
Depuis 2016, la commune se sert de l'application BetterStreet pour contrôler les voiries, ainsi, tout citoyen pourra envoyer à la commune via l'application tous les nids-de-poule identifiés mais aussi des avaloirs bouchés ou des dépôts sauvages. Flémalle s'est dotée en 2018 d'un système d'alerte locale en cas d'urgence sur la commune comme des tempêtes, des inondations ou des fuites de gaz.

#### Zones d'activités économiques
- Parc d'activités économiques mixtes des Cahottes

En termes d’emplois, avec 615 emplois, c'est le second zoning de Flémalle mais deviendra dans les années à venir le premier. Ce zoning occupe une place de 14,9 ha s'articulant autour de la route nationale 677, de la route européenne 42, de la rue des Cahottes et de la rue Edouard Malherbe. Ce sont pas moins de 41 entreprises qui se situent dans le parc dont une grande majorité est en lien direct avec l'activité aéroportuaire de Bierset. Avec l'agrandissement de l'aéroport et le village de l'aéroport qui sont en cours d'aménagements, le parc devrait s'agrandir pour accueillir une cinquantaine d'entreprises et 700 emplois supplémentaires.
- Parc d'activités économiques mixtes de l'Arbre Saint-Michel

Ce site de 11,2 ha accueille principalement des entreprises à haute technologie de production tertiaire, comme Mithra. Il emploie environ 200 personnes pour 11 entreprises établies dans le parc. Il est situé le long de la nationale 677.
- Parc d'activités économiques mixtes de l'Espace Phénix

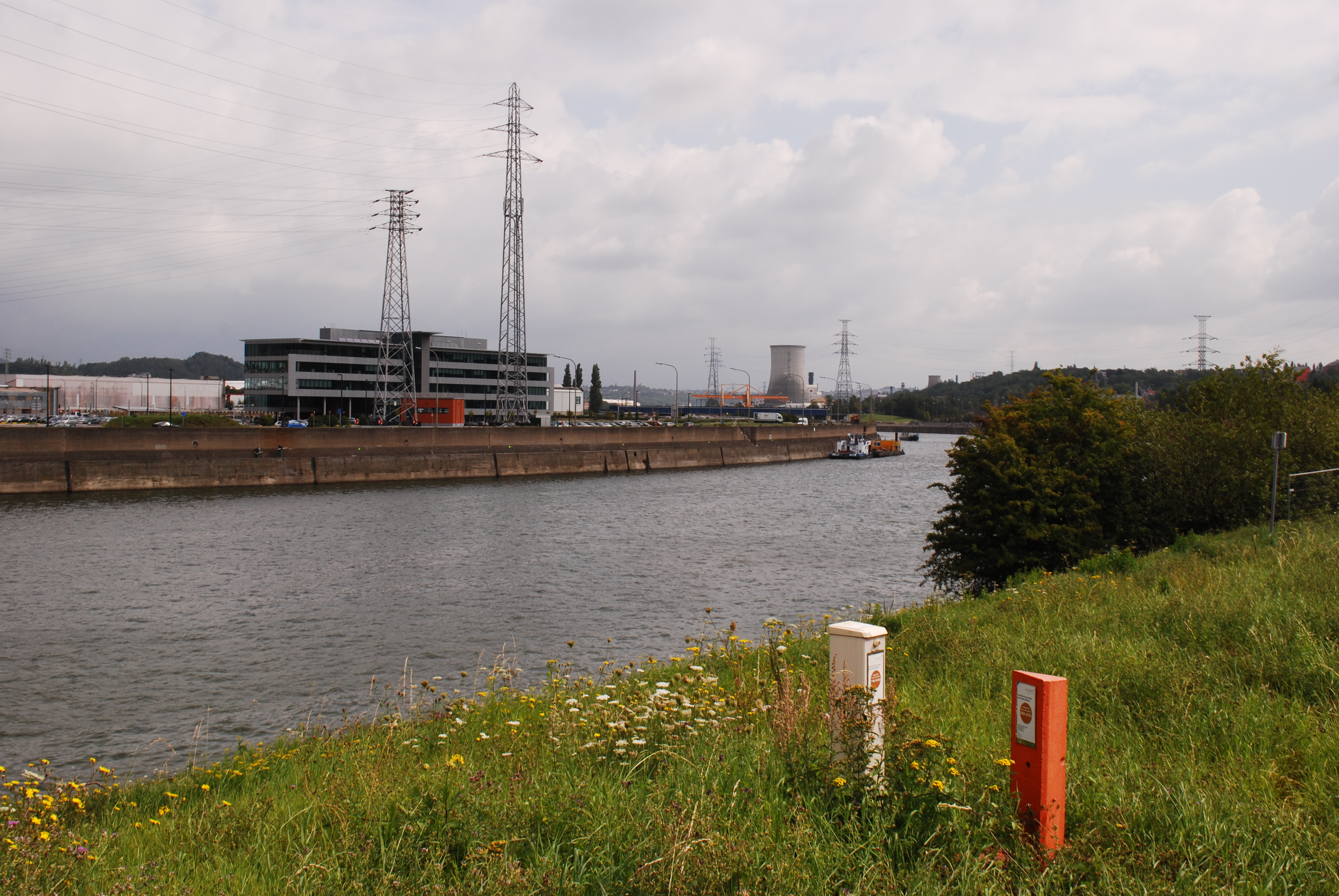
L'espace Phénix vu depuis Ivoz-Ramet. Au centre, les anciens bureaux du Centre Acier Flémalle d'ArcelorMittal qui appartiennent maintenant à Liberty House.

13 entreprises se situent dans cet espace employant pas moins de 450 personnes sur 12,55 ha dont seulement 4,2 ha sont occupés. Le parc se situe entre les quais de la Meuse, le centre acier d'ArcelorMittal et la ligne de chemin de fer allant de Seraing à la gare de Flémalle-Haute.
- Zone industrielle d'Ivoz-Ramet

La zone est créée en 1970 et est en grande partie rénovée en 2015 avec des nouveaux aménagements de voiries. Les industries et entreprises de la zone sont majoritairement spécialisées dans la transformation de matières premières ou semi finies, dans le stockage et dans la logistique. Ce sont plus de 800 travailleurs qui viennent travailler sur le zoning, faisant de lui le plus important des zonings flémallois en termes d’emplois, devant celui des Cahottes.
Cette zone se situe le long de la nationale 90, emboîtée entre cette dernière et la Chaussée de Ramet.

### Entreprises
(août 2021).
Le répertoire économique de Flémalle s'étend de l'administration et du judiciaire à la santé en passant par l'agriculture, les animaux de compagnies, le bien-être, la construction ou encore l'horeca. L'économie flémalloise est ainsi très diversifiée, notamment par rapport aux localités flémalloises où l'ouest est plus agricole, le sud forestier et le centre industrialisé.
On retrouve à Flémalle beaucoup de métiers différents, allant de l'avocat au graphiste, du professeur d'auto-école à l'opticien, de l'agriculteur au fleuriste, du chocolatier au garagiste et du cordonnier au nettoyeur canin.

#### Industries
- Aigremont S.A.

Aigremont S.A. est une margarinerie située aux Awirs, en contrebas d'Aigremont et de son château, créée en 1934. En 1956, c'est la première margarinerie de régime en Belgique. En 1978, c'est la première entreprise européenne à être équipée d'un Votator (nl) et en 1982, c'est le premier fabricant à empaqueter ses produits en lingots en Belgique.
C'est en 1990, alors déjà bien renommée, que la margarinerie se fera connaître à l'international via la visite du prince Albert de Belgique et reçoit la même année le Grand Prix de l'Innovation en Wallonie. En 2005, c'est un autre membre de la famille royale belge qui rend visite à l'entreprise, le futur roi de Belgique, le prince Philippe de Belgique.
En 2011, c'est le premier fabricant de margarine à être certifié RSPO. Depuis 2016, un agrandissement de l'entreprise a lieu.
C'est une entreprise de taille à Flémalle non pas par rapport aux emplois créés mais bien à sa valeur historique.
- Royale Lacroix

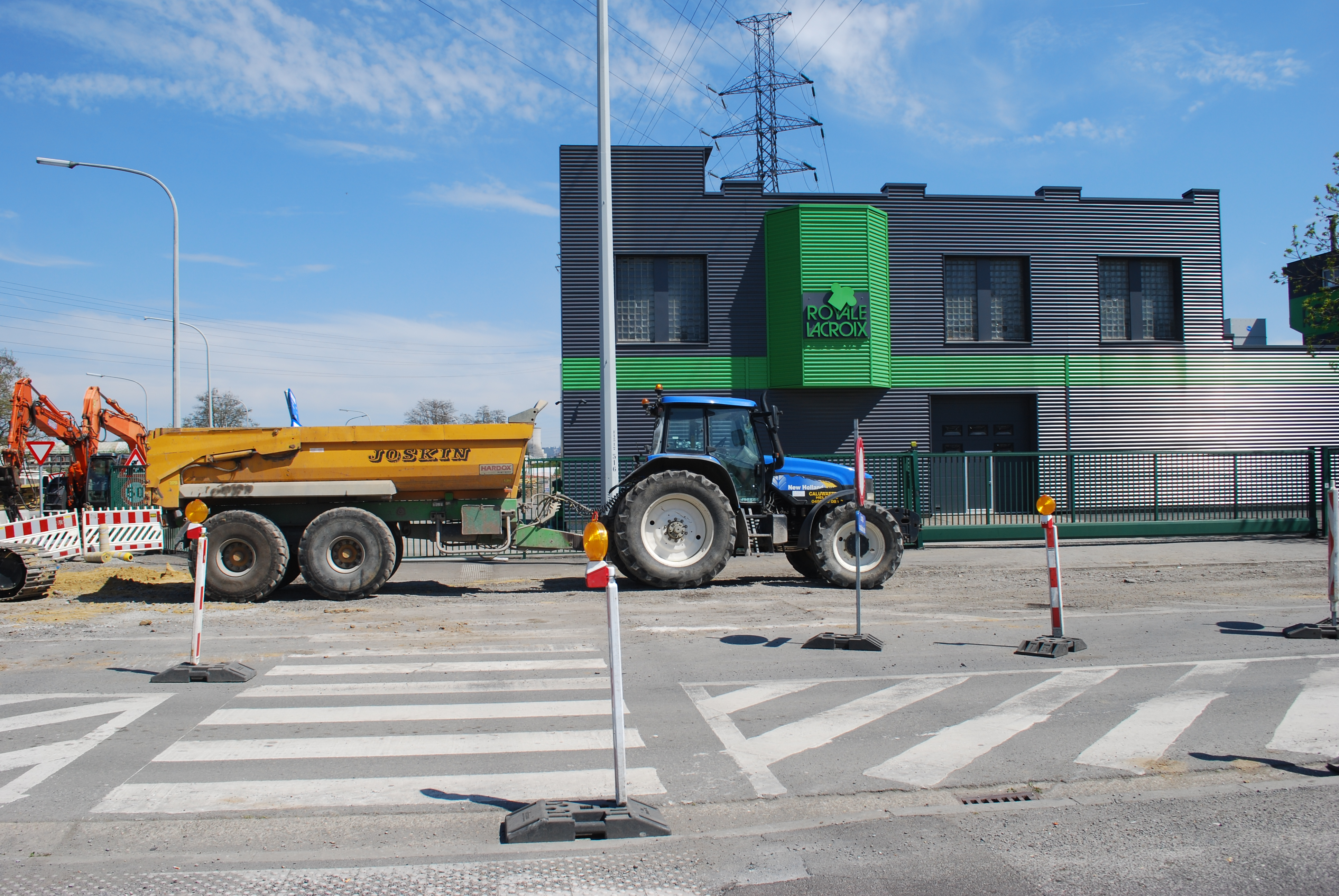
La margarinerie Royale Lacroix juste après le pont-barrage.

Royale Lacroix est une autre margarinerie située à Ivoz-Ramet, juste après le pont-barrage sur la rive droite de la Meuse. L'entreprise est construite en 1930 et l'idée avait déjà germé dans la tête de M et Me Lacroix en 1919 alors qu'ils travaillaient à Grâce-Hollogne. L'usine sera totalement détruite après le passage des Allemands et reconstruite plus tard sur le site actuel. En 1958 elle devient SPRL avant de devenir SA en 1988.
- Chirurgical Maintenance

Chirurgical Maintenance est le leader belge de la réparation et de la maintenance des instruments chirurgicaux. L'entreprise est créée en 1990 à Ans et Chênée, avant de déménager dans le zoning des Cahottes fin 2010.
- ArcelorMittal

ArcelorMittal est une entreprise de la métallurgie bien connue des Flémallois et des Wallons en général. Le bassin industriel wallon étant très orienté sur la métallurgie et la sidérurgie durant plusieurs dizaines d'années, la Wallonie a maintenant du mal à se reconvertir dans une économie. En effet, ArcelorMittal ralentit l'économie liégeoise en arrêtant une à une ses usines pour cause que la main d'œuvre est trop onéreuse et que les bâtiments se font vieux. ArcelorMittal appartient à un milliardaire indien.
L'arrêt des usines pose des problèmes économiques et écologiques majeurs en Wallonie; par exemple, les friches industrielles sont trop polluées pour pouvoir en faire quelque chose et les bâtiments trop vieux pour en faire une reconversion.
Une expérience pilote fut réalisée par l'Université de Liège, en 2013, sur le hall industriel de la zone Phoenix, le long des quais de la rive gauche à Flémalle, sur l'ancien site industriel de Magnetto. La pollution est alors très élevée:
« Vu la forte pollution des sols, nous devons d'abord commencer par une culture à l'intérieur, en étagères. »
ArcelorMittal a construit il y a une dizaine d'années l'un de ses plus grands centres administratifs en Belgique, à Flémalle, le long de la Meuse. L'industrie de la métallurgie ne faisant que décroitre dans la région, ArcelorMittal quitte les bureaux en 2018 moins de 10 ans après leur construction.
Le groupe met depuis quelques années les travailleurs en colère, à Flémalle mais aussi à Seraing, Tilleur et Marchin, où sur le site de ce dernier, seul un bâtiment, le HP5, est encore en service, les autres étant à l'arrêt.
En 2019, les bureaux sont rachetés par Liberty House qui achète 740 millions d'euros d'actifs à ArcelorMittal, ce qui représente trois lignes de production à Liège (les lignes de galvanisation 4 et 5 de Flémalle et du fer blanc à Tilleur) mais aussi à Galati en Roumanie, à Ostrava en République Tchèque, à Skopje en Macédoine du Nord, à Piombino en Italie et à Dudelange aux Luxembourg.
- Segal

Segal est une entreprise de galvanisation qui produit 600 000 tonnes par an et emploie 130 salariés dans la région. L'entreprise est fondée en 1983 et signifie Société Européenne de GALvanisation et est la première du genre en Europe. Elle nait sous l'association de trois entreprises concurrentes qui se partageront les parts de l'entreprise en trois, l'investissement pour un tel projet étant très risqué à l'époque. Ces entreprises sont Cockerill-Sambre, Arbed-Sidmar et Hoogovens. Segal a depuis développé un savoir-faire unique en Europe dans le domaine de la galvanisation. En 2003, toutes les parts sont rachetées par le groupe Corus et en 2007, le groupe est englobé dans le groupe indien TATA Steel.
En 2019, le groupe indien fusionne avec le groupe Thyssen Krupp mais selon les normes européennes, le groupe aurait un monopole sur la galvanisation et doit se séparer de plusieurs usines, Segal en fait partie et est mise en vente.
Les citoyens de Ramet qui se situent non loin de l'entreprise se plaignent de nuisances sonores et de vibrations constantes en provenance de l'usine.
- Mithra

Mithra est une entreprise pharmaceutique spécialisée dans la santé féminine. En 2016, le groupe inaugure son centre de développement et de production à Flémalle, dans le zoning de l'Arbre Saint-Michel. L'inauguration à lieu le 30 septembre 2016en présence de Jean-Claude Marcourt.
Ce centre sera spécialisé dans la fabrication de formes polymères, d'implants et d'injectables stériles. Ce centre créera dans la région 54 emplois initiaux et devraient dans les années à venir en créer de plus en plus. Le centre aura coûté 75 millions d'euros dont 20 auront été investis par les pouvoirs publics. François Fornieri, patron de Mithra, croit en son centre à Flémalle et songe d'y inventer plusieurs nouveaux produits dans les années à venir dont le premier est un anneau vaginal contraceptif hormonal. Marc Coucke, un homme d'affaires bien connu des Belges, sera le président du conseil d'administration du centre. Depuis la création du centre à Flémalle, le groupe aura bénéficié de 85 millions euros d'argent public.
En 2021, le centre de Flémalle est autorisé à enflaconner 10 à 25 millions de doses par an du vaccin allemand Curevac contre la Covid-19, en effet, le centre dispose d'une ligne d'injection stérile permettant de mettre le vaccin dans des flacons.
C'est toujours en 2021 que Mithra a obtenu la première autorisation de mise sur le marché pour son produit phare produit à Flémalle, la pilule contraceptive Estelle. Cette dernière est autorisée en mars au Canada, autorisation octroyé le jour du droit des femmes. Mithra attend toujours l'autorisation américaine et européenne de sa pilule.
- DPD

DPD est un groupe français détenu par La Poste. Quatre centres se trouvent en Belgique dont un à Flémalle qui a ouvert en 2011. Depuis quelques années, avec le développement du e-commerce, l'entrepôt flémallois est en pleine expansion, il se situe sur un point stratégique entre l'aéroport qui apporte des colis de partout dans le monde et des autoroutes reliant les grandes villes belges. Ainsi, son rayon d'action s'étend bien évidemment en province de Liège mais aussi dans une partie du Luxembourg, dans le Limbourg, en Brabant wallon et depuis quelque temps dans le Limbourg néerlandais,.
En 2015, 2 millions d'euros ont été investis pour agrandir le centre de tri de Flémalle créant de nouveaux emplois tant sur le site que des emplois externes comme les chauffeurs indépendants venant chercher des colis.

#### Horeca
La culture du café est très populaire en Belgique et plus particulièrement en région liégeoise où de nombreux habitants passent boire un verre en fin de journée ou y passent la journée les week-ends. Dans la commune, cette culture ne se perd pas et on y trouve de nombreux cafés, karaokés, brasseries et tavernes.
Les frites sont également un point fort de la culture belge, du savoir-vivre liégeois. On retrouve ainsi une dizaine de friteries et snacks sur la commune. En plus des friteries, une dizaine de pizzerias sont ouvertes également à Flémalle. Ce nombre important de pizzerias est significatif du fait de la population italienne ayant migré dans le bassin mosan au cours du XXe siècle pour remplacer la main-d'œuvre belge trop chère à payer dans les mines liégeoises.
Récemment, une des friteries s'est fait connaitre partout en Wallonie grâce à son nom jeu de mots. Elle se nomme Basic-Frites, en référence à la marque de salle de sport Basic-Fit. Ce propriétaire possède d'autres friteries dans la région qui se nomment Cofrit 19 ou encore Fritness.

#### Finance
Les banques flémalloises sont situées le long de la Grand'Route, l'artère économique principale de la commune avec tous ses petits commerces et grandes enseignes situées non loin de là. On retrouve ainsi dans le centre une banque Belfius, une BNP-Paribas Fortis, une Falemo, une Fintro, une ING, une NagelMackers et une Scazzi. Mais les banques flémalloises vont disparaitre peu à peu avec l'avènement du paiement électronique et des avancées technologiques. La crise de la Covid-19 nous l'a montré avec des rendez-vous uniquement via le téléphone ou en visio-conférence. L'électronique est ainsi sans doute l'avenir de la banque.

#### Commerce
La commune compte une dizaine de supermarchés spécialisés dans l'alimentation comme un Delhaize, un hypermarché Carrefour, un Lidl et un Spar.
Le Carrefour Market, qui se situe actuellement sur le plateau des Trixhes dans le nouvel aménagement du site le long de la nationale, se situait avant dans le centre, à quelques pas de l'hypermarché. La commune veut implanter dans les anciens locaux du Carrefour le Centre Culturel de Flémalle qui est peu connu des habitants car mal positionné et aménagé. Le bâtiment est actuellement en état d'abandon.

### Socio-économie

#### Prix des terrains
Le prix moyen des terrains à bâtir à Flémalle est de 25 euros/m2, elle se classe ainsi à la 520e place sur 589 des communes les plus chères de Belgique. En comparaison aux communes voisines: 39 euros pour Engis, 43 pour Seraing, 46 pour Saint-Georges-sur-Meuse, 53 pour Grâce-Hollogne et 75 pour Neupré.

#### Revenu annuel par habitant
Le revenu annuel moyen net par habitant en euro pour Flémalle était de 12 316 euros en 2005 et de 14 122 en 2009. Elle se classe ainsi à la 465e place, en 2009, des communes ayant le revenu le plus élevé. En comparaison aux communes limitrophes: 12 780 pour Seraing, 13 263 pour Engis, 13 503 pour Grâce-Hollogne, 14 616 pour Saint-Georges-sur-Meuse et 19 899 pour Neupré. Cette dernière est d'ailleurs en 2019 la 19e commune belge ayant le meilleur revenu annuel moyen net par habitant en euro.

### Tourisme
Le tourisme à Flémalle est très divers allant du Préhistomuséum aux églises ouvertes ou au fort. Plusieurs organisations, comités et passionnés aident au tourisme et à l'histoire flémalloise. Dans ces comités, il y a par exemple Les Amis Marcheurs d'Ivoz. Ce club de marche fait découvrir le village d'Ivoz et la verdure de la commune que les citoyens ont du mal à cerner, ne prêtant attention qu'au centre de la commune et à ses parcs économiques.
Au 31 décembre 2018, Flémalle comptait une dizaine de lits contre 281 lits en moyenne dans les communes wallonnes. Flémalle est l'une des communes comptant le moins de lits en Wallonie. En comparaison, La Roche-en-Ardenne en compte 3 465 et les communes limitrophes de Flémalle en compte: 0 pour Saint-Georges-sur-Meuse, 28 pour Engis, 15 pour Neupré, 132 pour Seraing et 0 pour Grâce-Hollogne. Cependant, ces chiffres sont à prendre avec des pincettes car un hôtel se situe sur le territoire de Grâce-Hollogne sur l'aéroport, ces chiffres donnés par WalStat (l'agence de statistique wallonne) sont inexactes.
En ce qui concerne le nombre d'établissements d'hébergement, Flémalle en compte deux tandis que la moyenne wallonne est de 14 établissements. C'est la commune de Durbuy qui en compte le plus, avec 154, contre 25 établissements pour Liège. Pour les communes limitrophes de Flémalle, on compte 0 établissement à Grâce-Hollogne, 7 établissements à Engis, 2 à Neupré, 1 à Seraing et 0 à Grâce-Hollogne. Toujours pour Grâce-Hollogne, les chiffres sont erronés car un hôtel se situe à l'aéroport.
Le nombre de nuitée est quant à lui inconnu. La Wallonie a compté 8 727 266 nuitées dont 484 034 pour Vielsalm. Pour les communes limitrophes de Flémalle, on connaît le nombre de nuitée pour deux communes: 2 824 à Engis et 0 à Saint-Georges-sur-Meuse.
Le nombre de visites touristiques sur la commune est inconnu. Selon le guide annuel Tourisme et attractions, Flémalle compte une attraction touristique. Bien évidemment, la commune compte d'autres attractions touristiques non répertoriées dans le guide.

#### Églises ouvertes
Les églises ouvertes, ou open churches, est un réseau touristique de Belgique, du Luxembourg et de nord-est de ma France exploitant le patrimoine historique et architectural de différentes églises. Dans la commune, elles sont au nombre de trois, l'église Saint-Lambert de Gleixhe, l'église Saint-Nicolas de Souxhon et l'église Saint-Matthias de Flémalle-Haute.

#### Chokier
Le village de Chokier est un point fort touristique de Flémalle. Son village est atypique tout comme son église et son château. Ce dernier brûla en partie lors d'un incendie ce qui déclencha une vague de tristesse chez les flémallois qui le voient tous les jours, surplombant la Meuse sur son promontoire rocheux.
Dans ce village, on peut retrouver des fours à chaux et des carrières. Sur le dessus du village, dans les champs derrière le château, on pense qu'une villa romaine est enfuie sous les terres.

#### Fort de Flémalle
Le fort de Flémalle est l'une des principales attractivités de la commune, situé sur une plaine surplombant la commune. C'est devenu un musée ouvert au public le premier samedi et troisième dimanche de chaque mois. Depuis quelque temps, le musée s'est modernisé et propose une visite du fort en réalité virtuelle.

#### Réserves naturelles
Deux réserves naturelles se situent sur la commune : Aux Roches et Rognac.

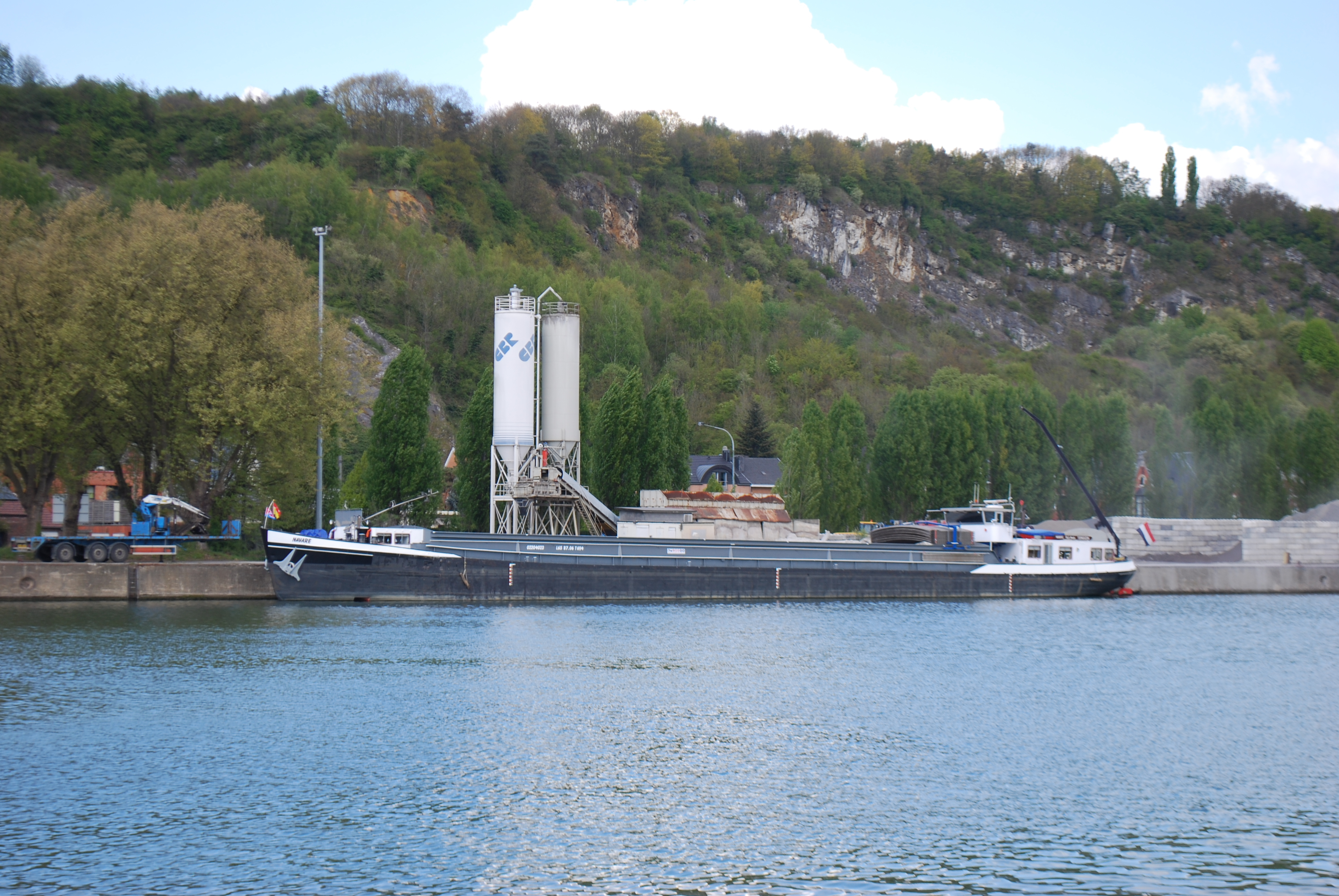
Les quais de Meuse. Au fond, la réserve naturelle « Aux Roches ».

La première, créée en 1996 par Natagora, est d'une superficie de 27,13 ha et présente un climat méditerranéen. Le site résulte de l'exploitation du calcaire dans le village de Chokier de l'époque romaine jusqu'au XXe siècle, on compte ainsi trois carrières dont la plus impressionnante était encore en activité dans les années 1950 ; c'est celle qu'on observe depuis le bassin de la Meuse. Parmi la faune et la flore qu'on peut y observer, on peut citer le faucon pèlerin, le grand-duc d'Europe, l'hélianthème des Apennins et l'hippocrépide en ombelle.
La seconde réserve, quant à elle, est créée en 1978 et a une superficie de 12,1 ha. Du côté de la faune et de la flore, on peut y observer l'autour des palombes, le martin-pêcheur d'Europe, la salamandre tachetée et l'épipactis à larges feuilles.

#### Terrils
En raison de son passé industriel et minier, la commune regorge de terrils qui au fil du temps sont devenus des biotopes intéressants.

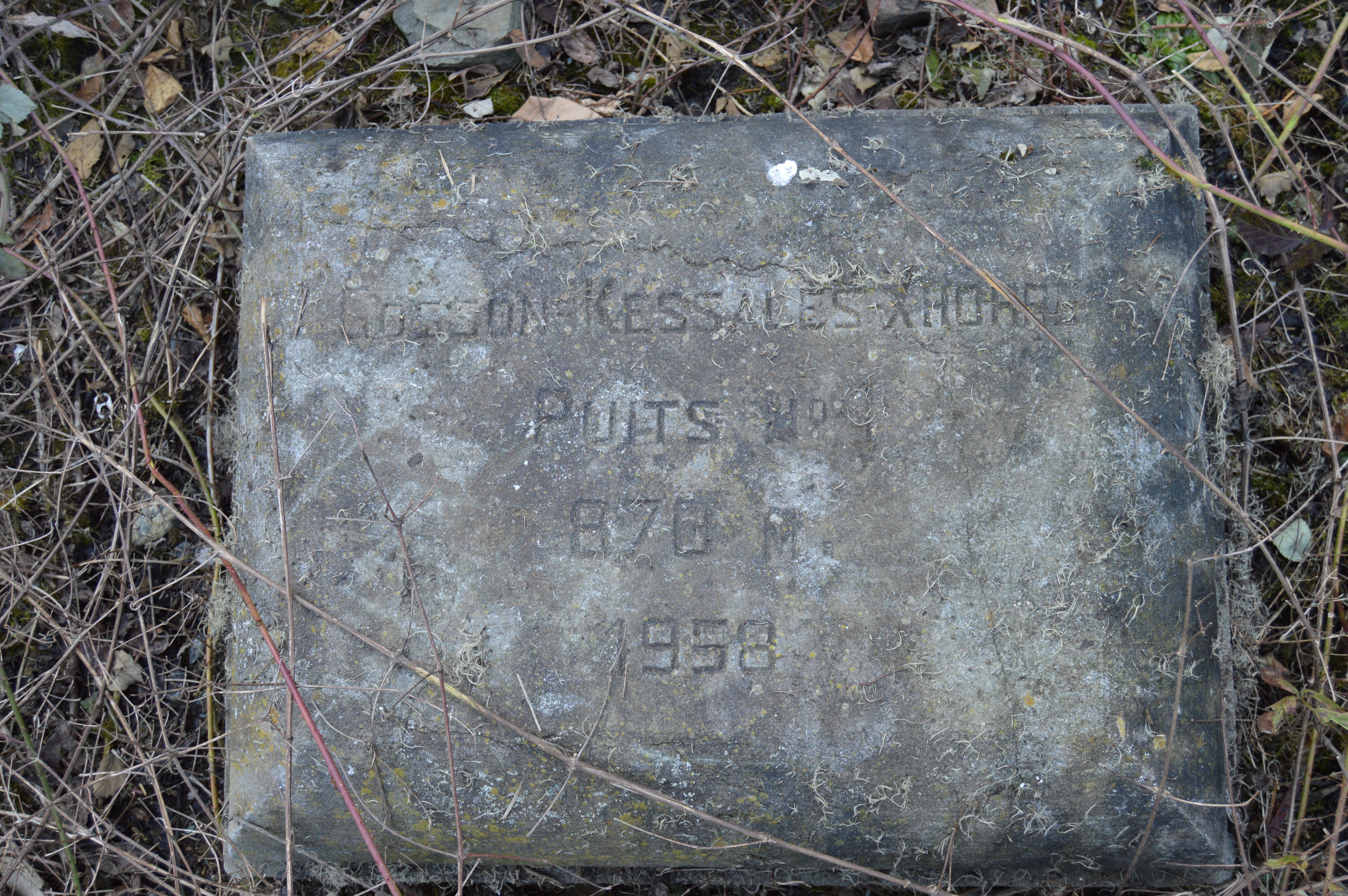
Une pierre située sur un des anciens puits du charbonnage du Xhorré.

Le plus grand terril flémallois est celui du Xhorré, classé Site de grand intérêt biologique (SGIB) par la Wallonie. Le terril est boisé mais présente aussi des pelouses thermophiles. Sa superficie est de 15,78 ha. En ce qui concerne la faune et la flore, on peut y observer l'orvet commun, le demi-deuil, le lucane, le conocéphale bigarré et le néflier.
Ce site est menacé par certaines activités humaines dont le motocross[réf. souhaitée].

## Cultes
Flémalle dispose en 2021 de paroisses catholiques, d'une chapelle apostolique, d'un culte protestant et d'une maison de la laïcité.

### Paroisses catholiques
Il existe 14 paroisses à Flémalle (avec une chapelle et deux offices dans les maisons de repos "Les Fougères" et "Le château de Ramioul"). Ces paroisses sont dirigées par trois curés qui sont en 2021 Monsieur le doyen Jacques Boever, Monsieur le curé Daniel Jacques et Monsieur le curé Fulbert Mujike.
- Église Saint-Étienne des Awirs

Cette église fait partie de l'unité pastorale d'Aigremont-Saint-Mathias et dépend du diocèse de Liège. L'église est entourée d'un cimetière, comprend une tour romane datant du XVIe siècle (pour son rehaussement) et l'église actuelle date du XIXe siècle. La tour de l'église est le dernier vestige de l'ancienne abbaye des Awirs qui a déménagé non loin de Bruxelles.
Le premier baptême dont on a la trace remonte au 29 juin 1637. La sépulture la plus ancienne remonte quant à elle au mois de septembre 1659 et la première sépulture enfantine, au 6 janvier 1770. Le premier mariage recensé remonte au 23 février 1656.
- Église Saint Matthias de Flémalle-Haute

L'église fait partie des open churches. Le bâtiment, en briques et en pierres, date de 1717 tandis que sa tour date de 1830. Le transept ainsi que le nouveau chœur datent de 1908. On remarque aussi un calvaire en bois. Les objets décoratifs à l'intérieur notables sont un maître-autel en bois de style Louis XIII et des statues en bois du XVIIIe siècle provenant de l'école de Jean Del Cour. Le buffet d'orgues quant à lui date de 1598 et compte parmi les plus anciens de la province. Un édifice funéraire armorié se situe dans l'église et appartient à Halin de Lambert, bienfaiteur de l'église.
Elle appartient à l'unité pastorale d'Aigremont-Saint-Matthias et du diocèse de Liège. C'est l'église principale de cette unité pastorale qui compte sept édifices. Un cimetière se situe à côté de l'église.
Le premier acte civil date du 9 février 1798, le premier baptême du 23 novembre 1762, la premier acte de décès du 27 novembre 1762, et le premier acte de mariage du 26 janvier 1763.
- Église Saint Remacle des Cahottes

L'église appartient à l'unité pastorale d'Aigremont-Saint-Matthias et au diocèse de Liège.
- Église Saint Lambert de Gleixhe

L'église appartient à l'unité pastorale d'Aigremont-Saint-Matthias et au diocèse de Liège.
Elle fait partie du réseau Open churches. C'est une église de style baroque et néoclassique datant de 1779. Contrairement aux autres églises, celle-ci ne se situe pas au centre d'un village mais à l'écart, à l'entrée d'un bois, entourée d'un cimetière et de quelques maisons. L'église fut achevée en 1783 et est une reconstruction d'un ancien édifice religieux détruit lors de guerres, notamment par le passage des troupes de Louis XIV. Sa tour avec sont cadran solaire furent rénovés en 2006.
L'intérieur de l'église est de style Louis XVI. On remarque également le tableau de L'Assomption de la Vierge peint en 1783 par Jean-Joseph Hanson. Les armoiries des ducs d'Arenberg sont présents dans l'église car elle fut reconstruite par ceux-ci, alors propriétaire de château de Hautepenne. La chaire de vérité date de 1665, la dalle funéraire de Marie de Gavre de 1565. Il y a aussi une base de fonts baptismaux du XIIe siècle ainsi qu'un banc de communion du XVIIe siècle.
- Église Saint Marcellin de Chokier

L'église date de la fin du XIIIe siècle et le culte était consacré à Saint-Pierre et Saint-Marcellin. Vers 1715, l'église est agrandie et prend la forme qu'elle a actuellement (excepté la tour qui est construite en 1838). Les vitraux du XVIIIe siècle furent soufflés en 1944 par l'explosion d'une fusée allemande V2. L'église et son mobilier sont classés depuis 1987.
L'autel de l'église est vieux. Le marbre qui s'y trouve a été placé en 1865 par l'abbé Frankinet. Le retable de l'autel est composé de panneaux sculptés représentant Saint-Marcellin et Saint-Pierre. Un tabernacle blanc et or datant de 1861 à également été placé sous l'abbé Frankinet. Une cloche provenant de l'ancienne abbaye de la Paix-Dieu à Amay se trouve dans l'église.
L'église ne comprend pas de transept. Du côté gauche, on trouve un autel en marbre qui sert de mausolée à la famille de Berlo, anciens occupant du château de Chokier. Une des meilleures toiles du peintre Englebert Fisen se trouve dans l'église. Elle représente la Vision de Saint Antoine. En 2000, un groupe de voleurs pilla l'église en emportant la statue en bois polychrome de saint Marcellin datant du XVIe siècle. Elle fut retrouvée en 2001.
Un cimetière emmuraillé datant de 1714 ainsi qu'un jardin aménagé datant de 1999 se trouve autour de l'église.
L'église appartient à l'unité pastorale d'Aigremont-Saint-Matthias et au diocèse de Liège.
- Chapelle Notre-Dame de Bon Secours des Trixhes

La chapelle appartient à l'unité pastorale d'Aigremont-Saint-Matthias et au diocèse de Liège.
- Église Saint Nicolas de Souxhon

L'église date de 1745 et est entourée de deux cimetières. Deux luminaires situés dans le chœur de l'église sont en argent massif et datent pour celui de gauche de 1868 et pour celui de droite de 1869. Ils proviennent d'une chapelle castrale flamande qui a été détruite durant la seconde guerre mondiale. Toujours dans le chœur, il y a une croix de procession placée sur une croix de gloire en laiton qui date du XVIIe siècle.
Le banc de communion en fer forgé date quant à lui de 1786. Il fut ramené du Limbourg et rénové par les ateliers d'art de l'abbaye de Maredsous. Des panneaux sculptés représentent l'Ancien Testament. Les bancs des fidèles datent eux de 1746.
Les cloches de l'église furent enlevées (sauf une) par les Allemands durant la seconde guerre mondiale. En 1951, on décide d'en ajouter des nouvelles. En 1955, la cloche qui ne fut pas enlevée par les Allemands fut fondue pour en fabriquer 6 nouvelles qui composeront le carillon nouveau. C'est ainsi la seule église de la commune à posséder un carillon.
Les vitraux actuels furent placés par monseigneur Zuylen en 1955.
L'église appartient à l'unité pastorale d'Aigremont-Saint-Matthias et au diocèse de Liège.
- Église Saint-Jean-Baptiste de Flémalle

L'église appartient à l'unité pastorale Saint Roch et au diocèse de Liège.
L'église fut construite entre 1878 et 1882 et fut consacrée le 23 mai 1882. Elle fut d'abord placée sous le patronage de Sainte-Marie avant de l'être sous celui de Saint-Jean-Baptiste. Cette église est depuis plusieurs années dans un état délabré à la suite d'une désaffectation du site.
Entre le 6 et le 21 juillet 2015, plusieurs vols sont commis au sein de l'église. Deux flémallois déroberont ainsi les tuyaux de l'orgue datant de 1596, qui était dite "inestimable", et les revendront sur un site de vente en ligne pour une petite somme d'argents.
- Église Saint-Lambert de Mons-lez-Liège

L'église appartient à l'unité pastorale Saint Roch et au Diocèse de Liège.
La première mention d'un lieu de culte à cet endroit est une chapelle à nef unique qui fut élargit avec une seconde nef. Au XIe siècle, on y ajoute une tour et au XIIe siècle un chœur circulaire, mais aucune source fiable ne le prouve.
En 1568, elle fut détruite puis reconstruite en 1587 puis de nouveau détruite en 1637 avant d'être reconstruite en 1672 mais fut de nouveau détruite en 1704 avant d'être reconstruite en 1750.
La tour de l'église, de style roman, date du XIIIe ou du XIVe siècle mais aucune source fiable ne le prouve. Le reste de l'église, de style néo-roman, date de 1952, reconstruite après la destruction de l'église à la suite de l'affaissement du terrain minier se trouvant sous l'église.
- Église de la Vierge des Pauvres de Profondval

Elle appartient à l'unité pastorale Saint Roch et au Diocèse de Liège.
Cette église est moderne, en comparaison des autres églises flémalloises. Elle fut construite vers 1959 par L. Bertrand et dédiée à la Vierge des Pauvres. Il fut construit en pierre et en ciment.
- Église Saint-Joseph d'Ivoz

Elle appartient à l'unité pastorale d'Engis et au diocèse de Liège.
L'école fondamentale libre de Saint-Joseph y est attachée.
- Église Saint-Pierre-et-Paul de Ramet

L'église appartient à l'unité pastorale d'Engis et au diocèse de Liège.

Elle fut construite au XVIIIe siècle en brique et calcaire harpée d'angle. Un cimetière emmuraillé et désaffecté jouxte l'église.

Les églises flémalloises
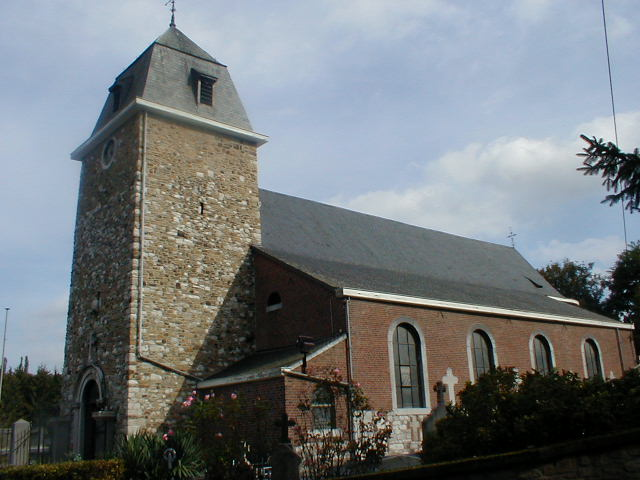
L'église des Awirs avec sa tour reconnaissable.
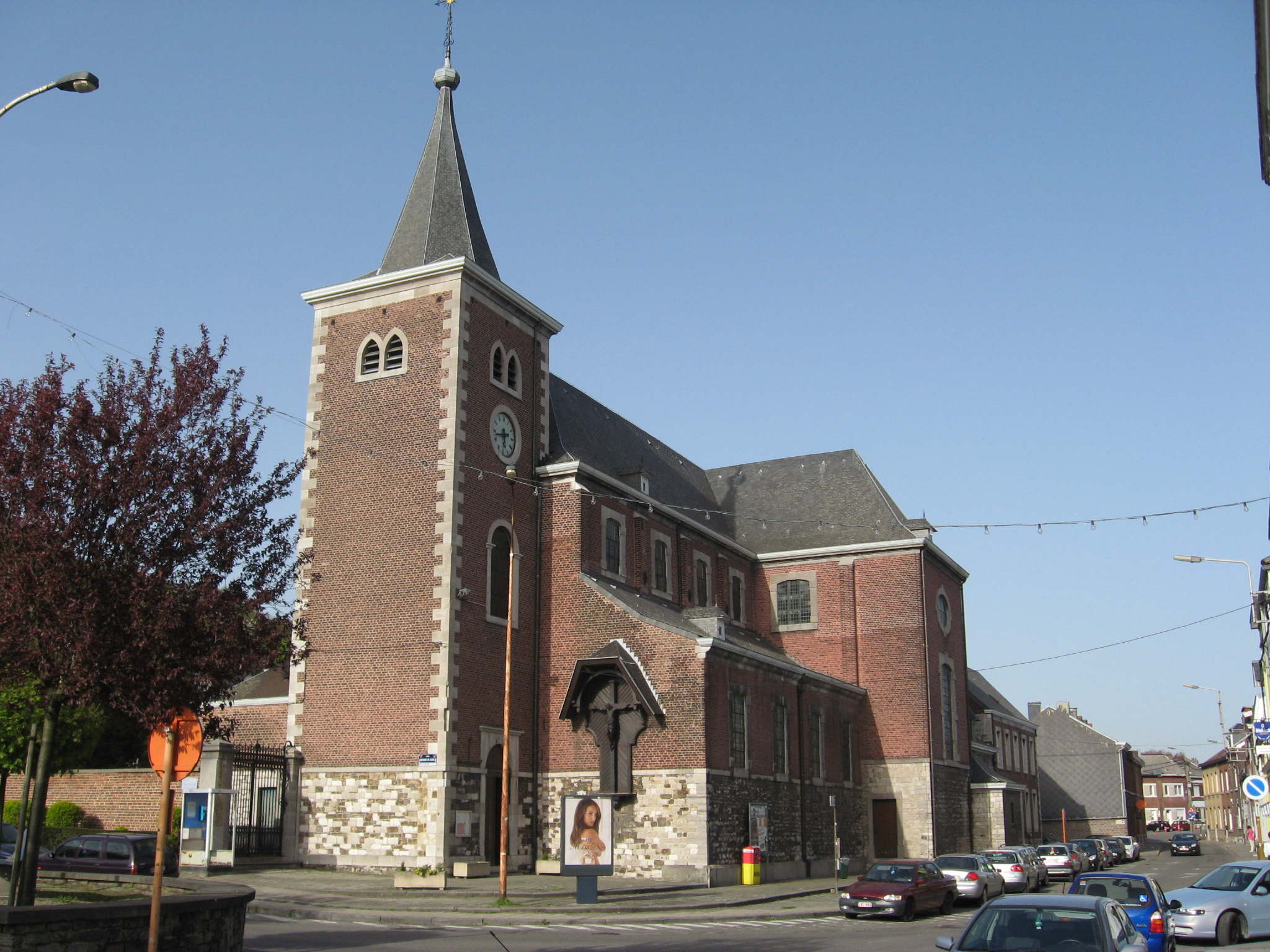
L'église Saint-Matthias de Flémalle-Haute.
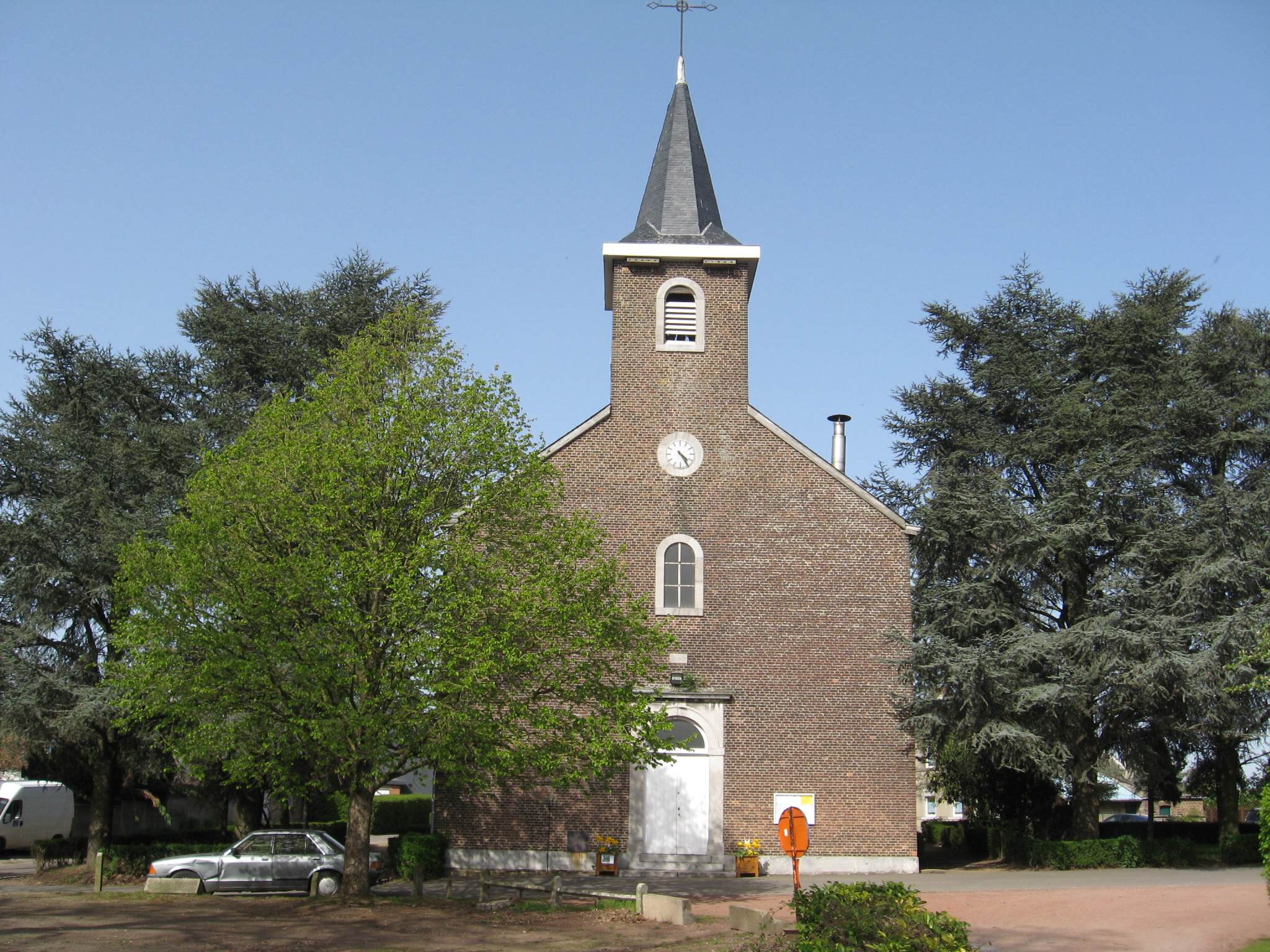
L'église Saint Remacle des Cahottes, reconnaissable à sa façade.
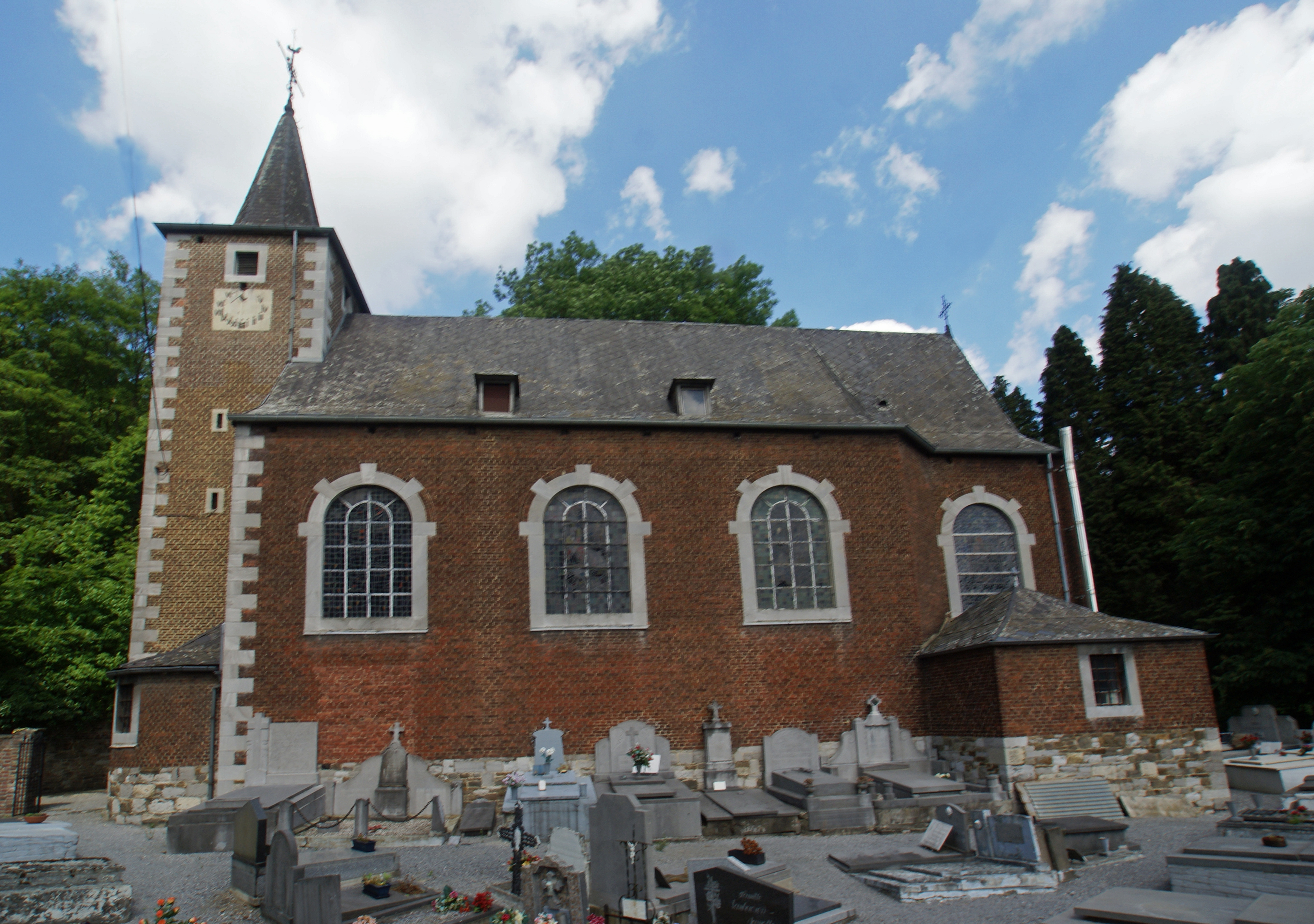
L'église Saint Lambert de Gleixhe.
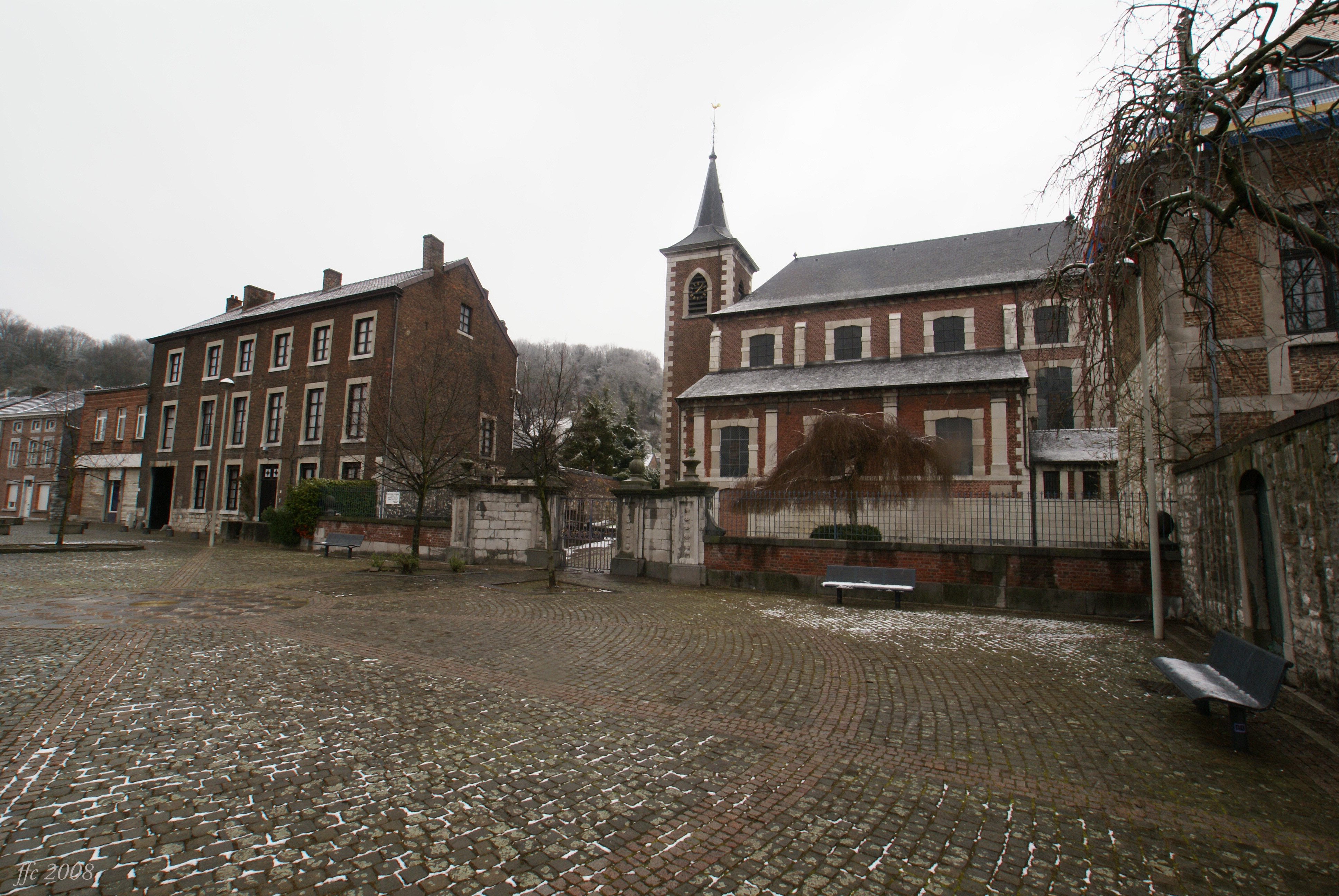
L'église Saint Marcellin de Chokier.
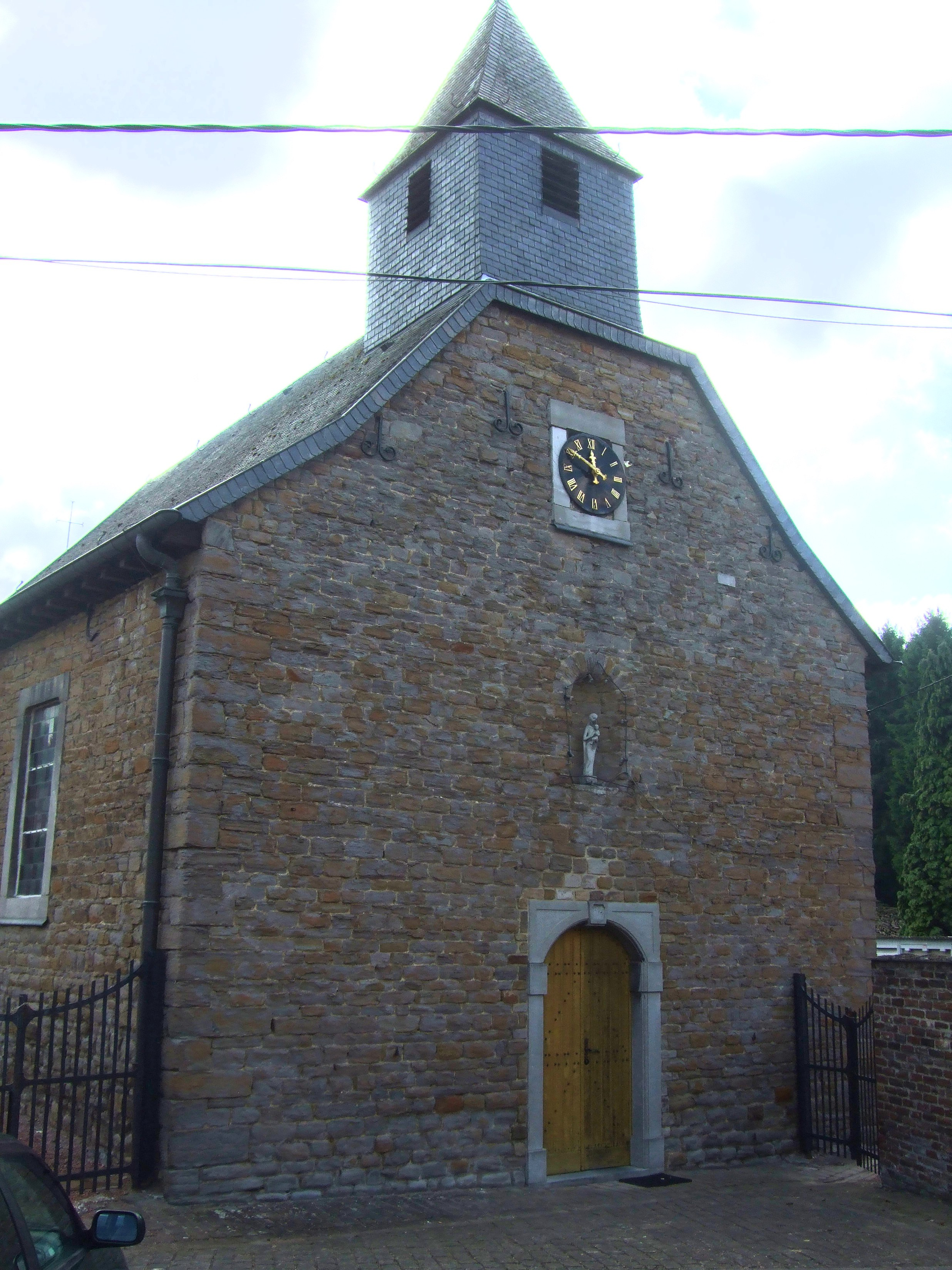
L'église Saint Nicolas de Souxhon.
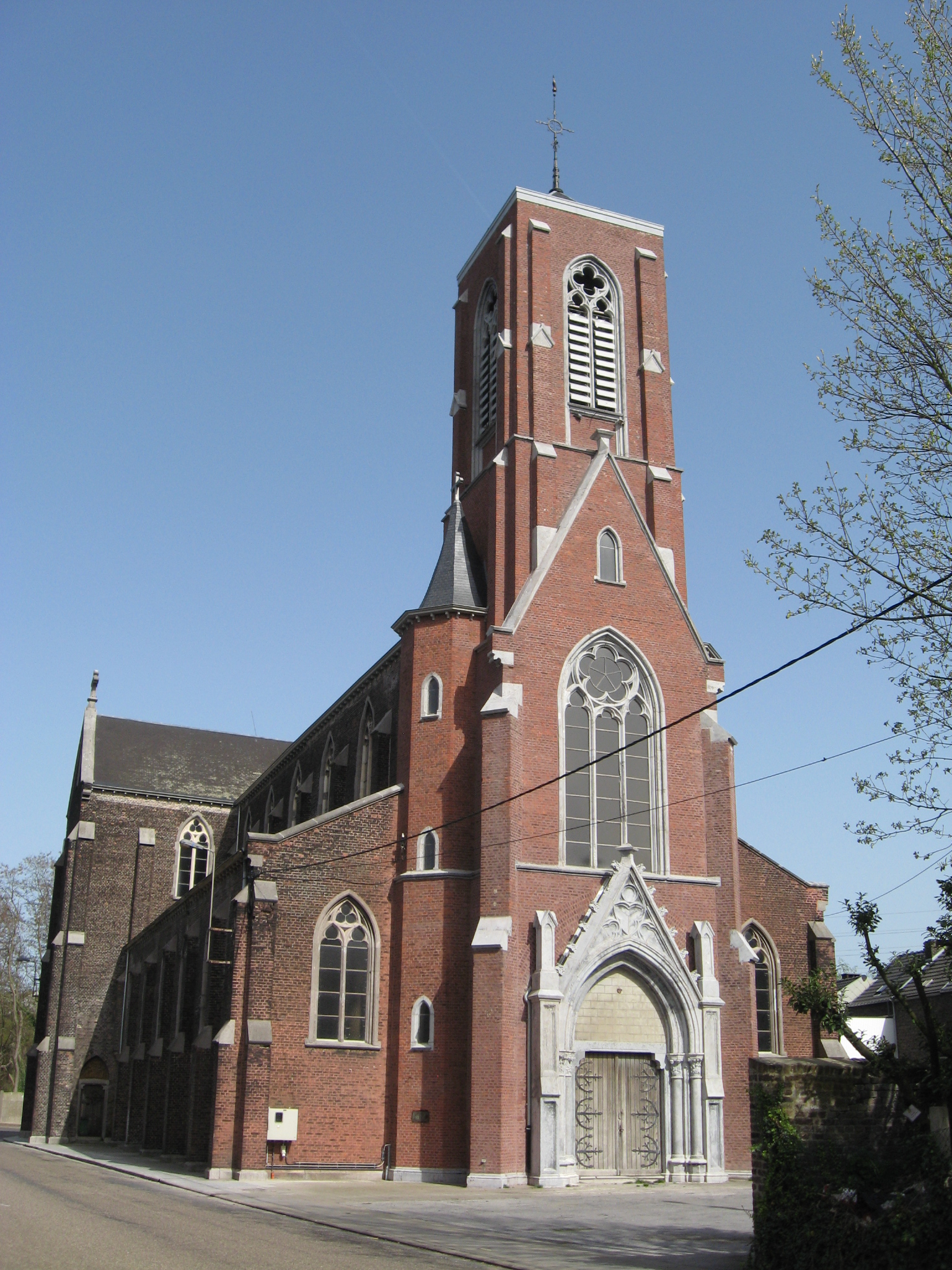
L'église Saint-Jean-Baptiste de Flémalle, abandonnée.
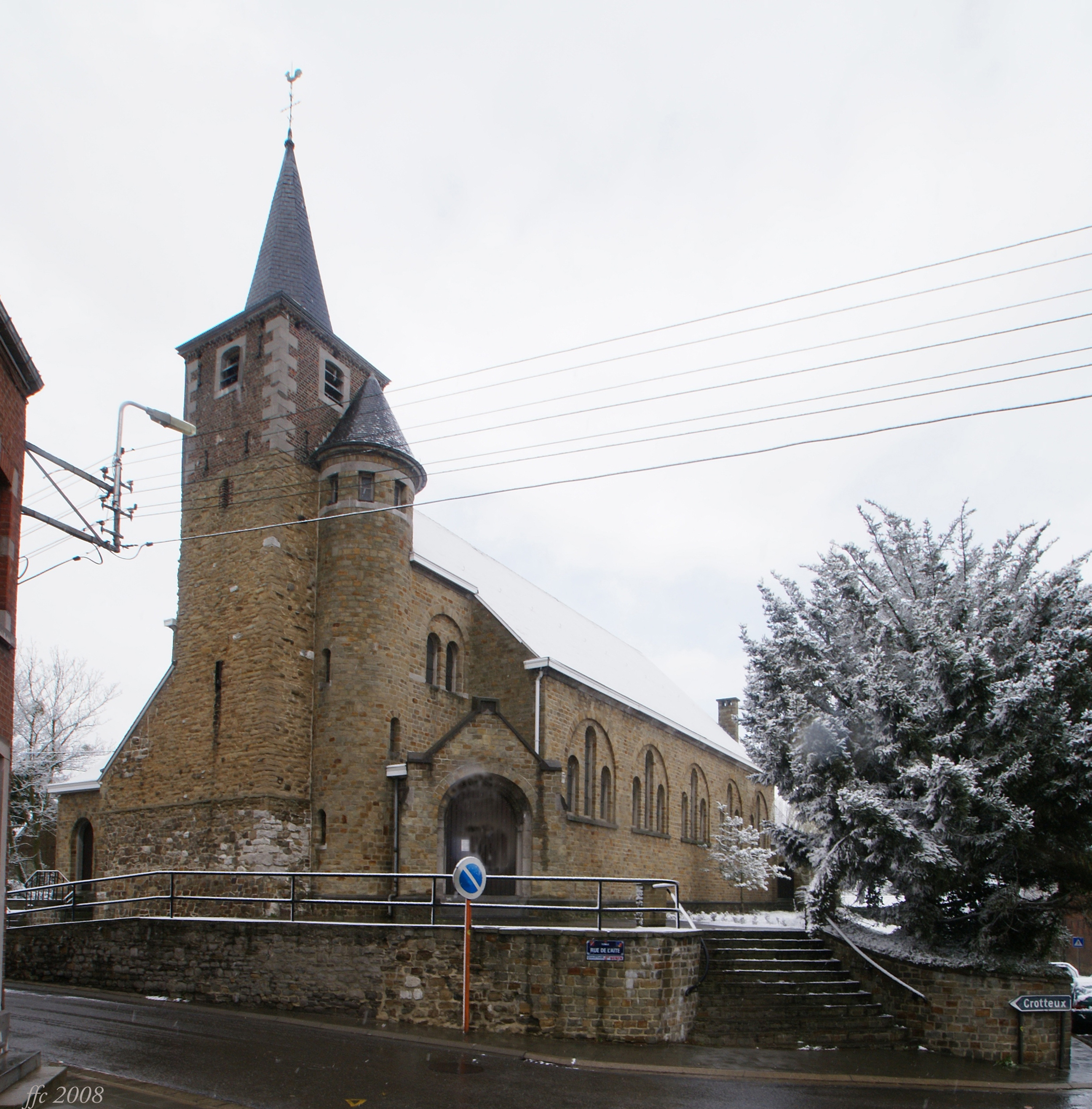
L'église de Mons-lez-Liège.
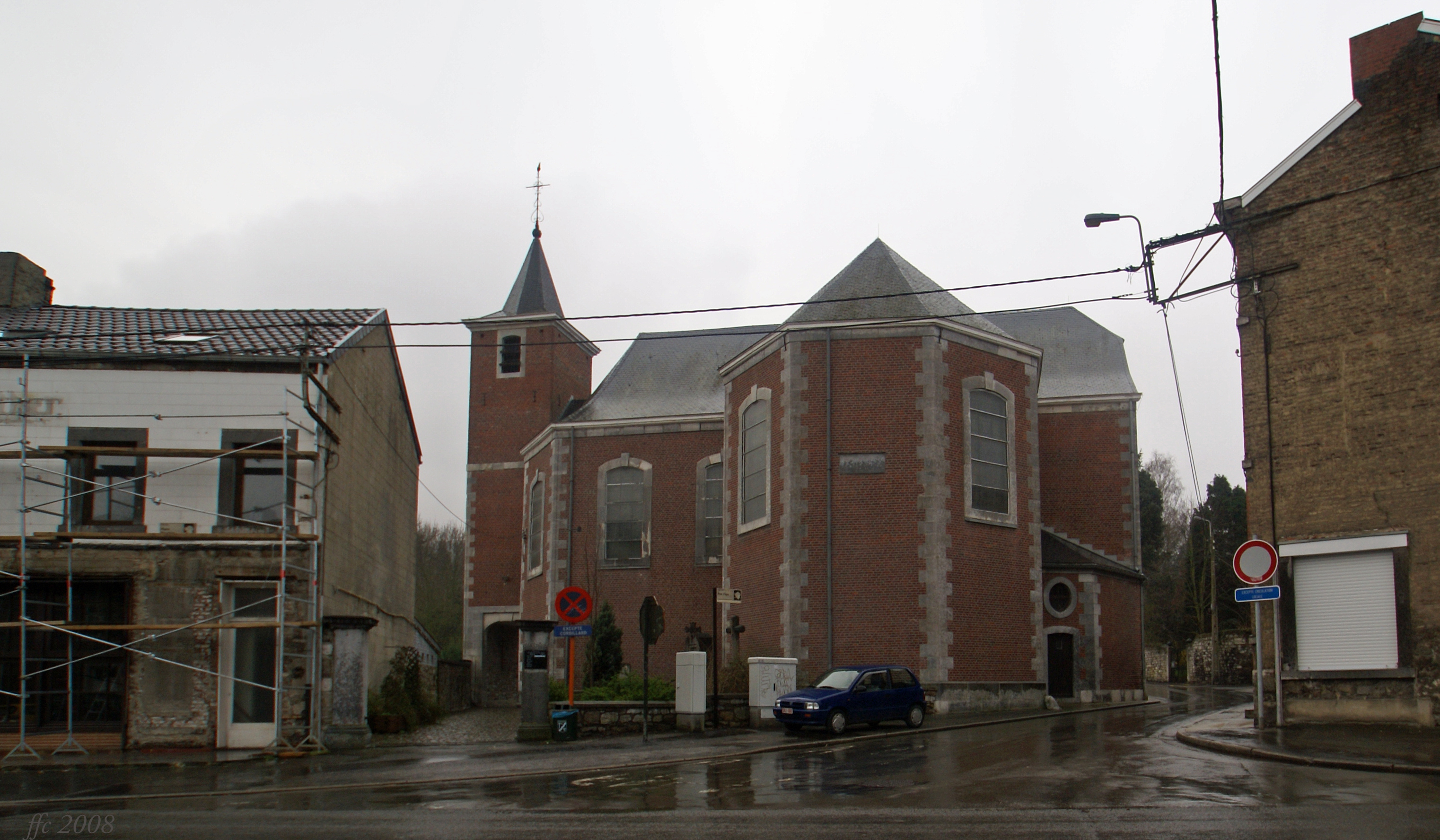
L'église Saint-Pierre-et-Paul de Ramet.

### Chapelles

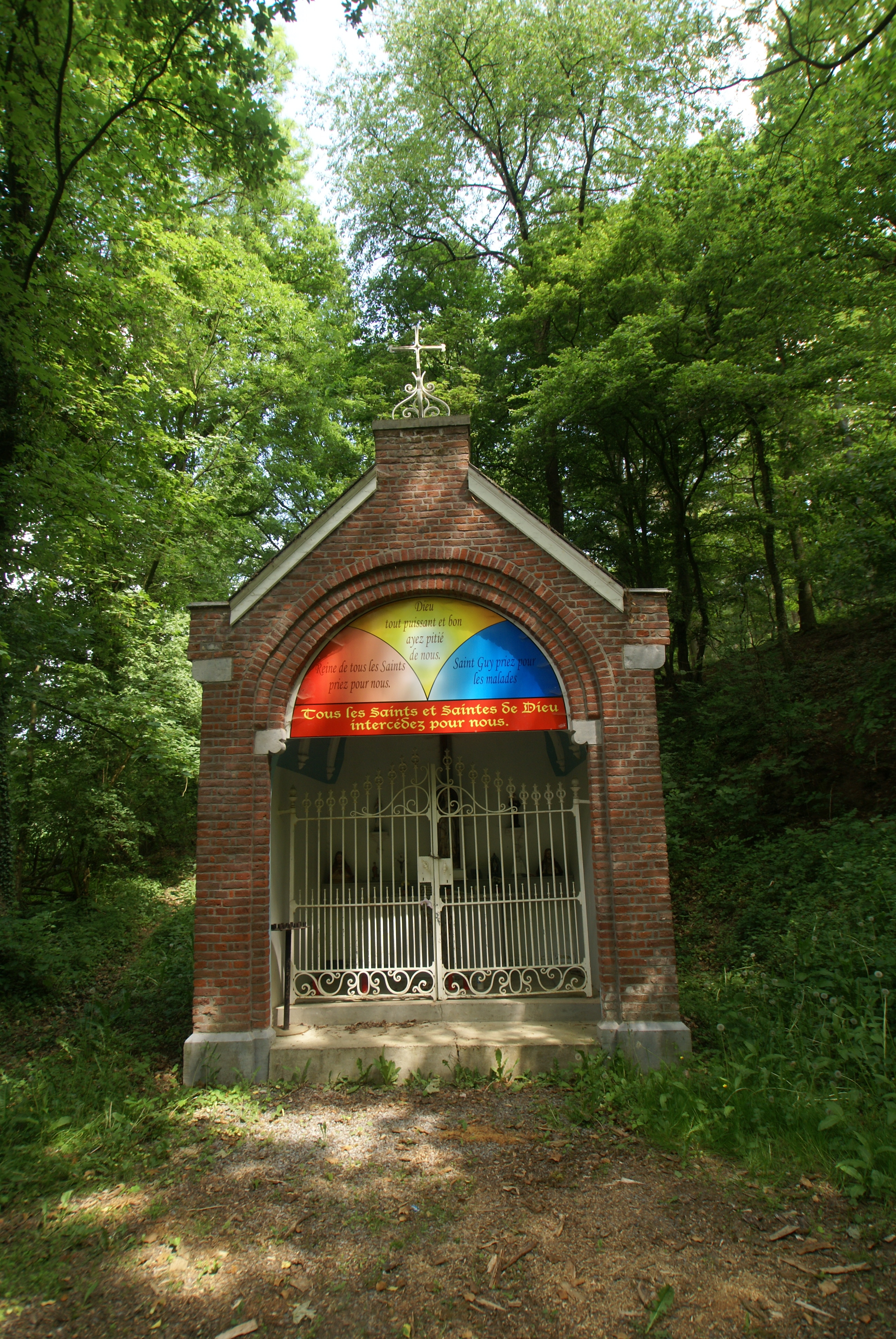
La chapelle du Bouxhet, dite de Tous les Saints, à Gleixhe.

La commune compte de nombreuses chapelles, christs, grottes et potales sur son territoire. Il y en approximativement une cinquantaine.
| Nom                                                                             | Emplacement                                 | Description |
| ------------------------------------------------------------------------------- | ------------------------------------------- | --- |
| Chapelle de l'Arbre Saint-Michel                                                | Mons-lez-Liège, rue de l'Arbre Saint-Michel | Elle fut construite entre 1950 et 1961. Elle est aménagée d'un clocheton. En 2020, elle fut incendiée et ravagée.                                                                                    |
| Chapelle des Béguines ou Saint-Léonard                                          | Awirs, rue des Béguines                     | Elle fut construite en 1907. |
| Chapelle de "Bon Secours"                                                       | Trixhes, place de la Liberté                | Elle fut construite dans son état actuel en 1903. Elle est très impressionnante par sa taille et souvent considérée comme une église.                                                                |
| Chapelle du Bouxhet ou Notre-Dame de Lourdes ou Saint-Guy ou de Tous les Saints | Gleixhe                                     | Elle fut construite en 1867 et 1868. Il y avait tellement de saints dans cette chapelle qu'elle prit le nom de Tous les Saints.                                                                      |
| Chapelle du Calvaire                                                            | Awirs, rue Val d'Awirs                      | Elle fut construite en 1853. |
| Chapelle de la Chataigneraie                                                    | Ivoz-Ramet                                  | Elle se situe dans le domaine de la Chataigneraie. Le style de sa toiture est spécial. |
| Chapelle du Château d'Aigremont                                                 | Aigremont, château d'Aigremont              | Elle fut construite de 1724 à 1725. Elle est vaste et jouxte le château d'Aigremont. Elle est de style baroque.                                                                                      |
| Chapelle du Christ ou du Crucifix                                               | Awirs, Chaussée J. Wauters                  | Elle fut construite, dans son état actuel, au début du XIXe siècle. Il est fait mention en 1744 de la chapelle comme étant le lieu où les avis officiels étaient affichés.                           |
| Chapelle du Crucifix                                                            | Ramioul                                     | Elle fut construite en 1864 et endommagée en 1970. Elle fut reconstruite un peu plus loin pour permettre l'élargissement d'une voirie. Elle est maintenant de style moderne.                         |
| Chapelle Funéraire de la Famille de Hemricourt                                  | Ivoz-Ramet, derrière l'église de Ramet      | Elle fut construite entre 1835 et 1840 et accueille les membres de la famille de Hemricourt. |
| Chapelle du Houlbouse                                                           | Chokier, rue Houlbouse                      | Chapelle en briques peintes. |
| Chapelle des Nonnes ou du Bois des Moines                                       | Awirs, rue Bois des Moines                  | Elle fut construite en 1905 comme une réelle petite église avec un clocheton, une nef et un transept pour commémorer le 75e anniversaire de l'indépendance de la Belgique.                           |
| Chapelle de Notre-Dame des 7 douleurs                                           | Awirs, rue de la Reine                      | Elle évoque la douleur ressentie par Marie suivant son fils tout au long de son calvaire. Elle fut érigée en 1885. On y dénombre 23 saintes et saints.                                               |
| Chapelle Notre-Dame des Pauvres                                                 | Ramioul, rue de la Grotte                   | Elle fut construite en 1959 dans un style moderne. Elle est aujourd'hui abandonnée et délabrée. On peut la confondre à une église et ressemble à la chapelle de la Vierge des Pauvres de Profondval. |
| Chapelle Notre-Dame de Lourdes                                                  | Mons-lez-Liège, rue Jean Barthélemy         | Elle fut construite vers 1907 pour remplacer une ancienne chapelle détruite lors de la construction du vicinal.                                                                                      |
| Chapelle Notre-Dame de la Rivière                                               | Chokier, Quai du Halage                     | Elle fut construite en 1864. |
| Chapelle Notre-Dame du Bon Secours                                              | Awirs, rue Tèwée                            | Détruite. On y dénombrait 14 saintes et saints. |
| Chapelle du Pied du Thier                                                       | Flémalle-Haute, rue Thier des Trixhes       | Elle fut construite après 1854. |
| Chapelle de Saint-Antoine de Padoue                                             | Mons-lez-Liège, rue Harkay                  | Elle n'existe plus. |
| Chapelle Saint-Barthélemy ou Notre-Dame de Lourdes                              | Mons-lez-Liège, rue Jean Barthélemy         | Elle existe toujours mais se trouve dans un état délabré. |
| Chapelle Saint Georges                                                          | Awirs, rue Hénâ                             | Elle fut construite en 1914. |
| Chapelle Saint-Nicolas ou du Crucifix                                           | Chokier                                     | Elle fut construite au XVIIIe siècle. |
| Chapelle Saint-Roch                                                             | Flémalle-Grande, rue de Flémalle-Grande     | Elle fut construite en 1913 et détruite pendant des travaux d'aménagement. |
| Chapelle Saint-Roch                                                             | Mons-lez-Liège, rue Harkay                  | |
| Chapelle Saint-Vincent de Paul                                                  | Awirs                                       | Dite Chapelle Apostolique Saint-Vincent-de-Paul |
| Chapelle de la Vierge des Pauvres                                               | Profondval, rue de la Fontaine              | Par sa taille, elle est considérée comme église. Elle fut construite en 1959 dans un style moderne, en brique et en ciment.                                                                          |
| Chapelle de la rue E'Tiyou                                                      | Mons-lez-Liège, rue E'Tiyou                 | Elle n'existe plus. |
| Chapelle de la rue Louis Mestrez                                                | Gleixhe, rue Louis Mestrez                  | Chapelle en pierre. |
| Chapelle de la rue Pyrie                                                        | Cahottes, rue Pyrie                         | Elle est désacralisée. |

### Cimetières

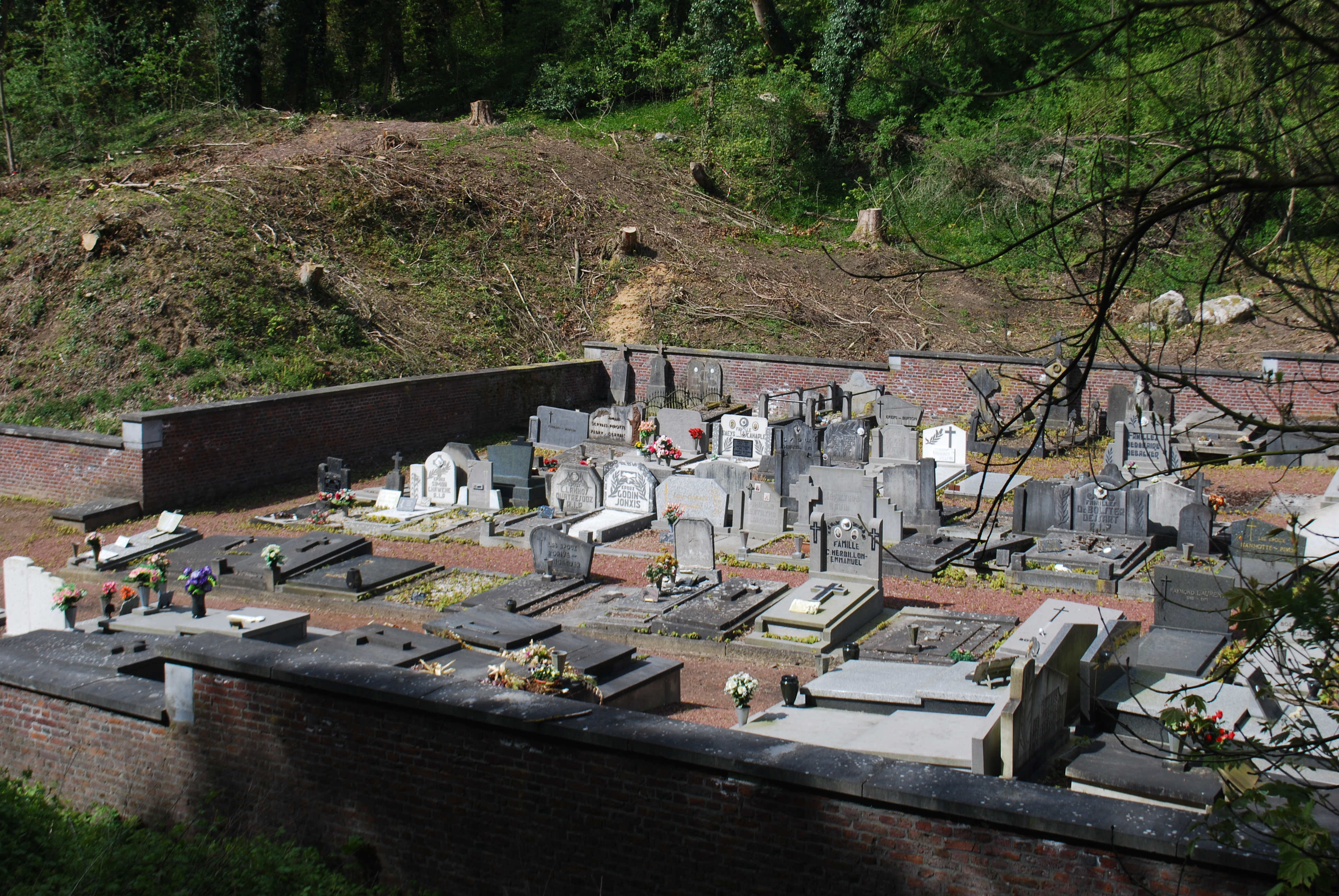
Le cimetière de la Fontaine situé près des Trixhes, à Flémalle-Haute.

La commune compte 14 cimetières : le cimetière de "La Fontaine", le cimetière des Tapeines, le vieux cimetière d'Ivoz-Ramet, le cimetière d'Ivoz-Ramet, le cimetière de l'église des Awirs, le cimetière des Awirs, le cimetière de Mons-lez-Liège 1, le cimetière de Mons-lez-Liège 2, le cimetière de Mons-lez-Liège 3, le cimetière de l'église de Flémalle-Haute, le cimetière de Flémalle-Grande, le cimetière de Chokier, le cimetière des Cahottes et le cimetière de Gleixhe.
- Cimetière des Tapeines

Le cimetière est munis d'une parcelle de dispersion des cendres. On y trouve un monument aux morts. Marcel Cools et son épouse y sont enterrés; Marcel étant le père d'André Cools, ancien bourgmestre de Flémalle. Il est mort en 1942 à Mauthausen le 15 août.
- Cimetière d'Ivoz-Ramet

Le cimetière est munis d'une parcelle de dispersion des cendres et d'un columbarium. On y trouve un monument à la mémoire des héros en souvenir des fêtes du centenaire en 1930 en souvenir des victimes de 1830 durant la révolution. Une plaque commémorative de la seconde guerre mondiale rend hommage aux victimes civiles et cite 29 noms. Un autre monuments aux morts rend hommage aux victimes des deux guerres mondiales. Une autre plaque commémorative rend hommages aux morts de la seconde guerre mondiale (10 noms y apparaissent) ainsi qu'une plaque commémorative rendant hommage aux soldats morts durant la première guerre mondiale (18 noms apparaissent dont deux civils). Une autre plaque commémorative cite les noms de sept civils morts durant la seconde guerre mondiale.
- Cimetière de l'église des Awirs

Le cimetière, souvent appelé vieux cimetière des Awirs en comparaison au cimetière le plus récent situé non loin de là, date du Moyen Âge et se situe autour de l'église Saint-Etienne des Awirs. Pendant plusieurs siècles, les sépultures étaient des coemeterium, c'est-à-dire que des générations entières de familles étaient enterrées dans la même tombe.
Le cimetière était à la propriété de l'église jusqu'au XIXe siècle et c'est elle qui décidait qui pouvait être enterré intra-muros. Les excommuniés, suicidés, victimes de duel et sans baptême étaient inhumés dans li fâ ête, c'est-à-dire le faux cimetière, situé dans le bois du curé.
Les tombent les plus anciennes dont on connait le nom sont celles des de Durmarche (1595) et des Nihoule (1597). On a trouvé dans ce cimetière une pierre tombale avec un morceau d'armoirie qui devait correspondre à la tombe de Marguerite de la Marck ou de Catherine de Oest d'Aigremont. Mais les plus riches pouvaient se permettre d'être inhumé dans l'église même, ainsi on trouve à l'intérieur de l'église la tombe de Charles Boesmans décédé en 1633, le curé Noël Pagnoul en 1690 et le seigneur de Waarge.
À la suite du décret napoléonien du 12 juin 1804, il est dorénavant interdit d'inhumé quiconque dans l'enceinte d'une église mais on peut désormais acheter une concession et ériger un monument dans le cimetière si on en avait les moyens. Mais ce décret fait passer le cimetière non plus sous la tutelle de l'église mais de la commune, qui s'en voit prendre toutes les charges.
Au XIXe siècle, alors en plein boom démographique, le cimetière a de moins en moins de place, sans compter les nombreuses tombes qui sont sous concessions à perpétuité. L'église se doit d'urgence acheter de nouvelles parcelles pour agrandir le cimetière devenu trop petit. C'est ainsi qu'en 1941, une autre extension du cimetière est envisagée par l'architecte Jean Meuris mais ce projet ne verra pas le jour mais en 1952, un nouveau cimetière, plus grand, sera inauguré un peu plus loin dans le village.
À la suite de l'écroulement d'une partie de l'enceinte du vieux cimetière dans la nuit du 30 novembre 1998au 1er décembre 1998, plusieurs habitants du villages se mobiliseront avec le soutien de l'asbl Qualité-Village-Wallonie pour sauvegarder ce qui reste du cimetière,. En 2016, un "hôtel à insectes" est créé dans le cimetière,. Au début de l'année 2020, le cimetière était en voie d'être labellisé.
Grâce au projet d'aménagement du cimetière, le village s'est vu attribuer le Trophée Qualité-Village-Wallonie en 2007. Le cimetière est ouvert et des visites sont organisées lors des journées du patrimoine.
- Cimetière de Mons-lez-Liège 3

Le cimetière de Mons-lez-Liège 3 se situe à Mons-lez-Liège, il ne faut pas le confondre avec l'ancien cimetière de Mons-lez-Liège (cimetière de Mons-lez-Liège 1) situé plus loin sur la rue Jean Barthélemy et du cimetière de Mons-lez-Liège 2 (dit cimetière de Souxhon) situé à Souxhon.
Jean-Louis Adam repose dans ce cimetière, c'est l'une des figures du village de Mons-lez-Liège. Une des rues principales du village est nommée en son nom. Plusieurs monuments aux morts se situent dans le cimetière.
C'est ici que reposent entre autres Julie Lejeune et Mélissa Russo, victimes de Marc Dutroux. Un monument à leur mémoire a été érigé à l'entrée du cimetière. Elles furent enlevées le 24 juin 1995 à Grâce-Hollogne. De nombreuses manifestations se dérouleront partout en Belgique et en Europe, notamment les « marches blanches », mais aussi une commission parlementaire spéciale, la réforme de la police et de la gendarmerie, de nouvelles institutions et l'association Child Focus.
- Cimetière de l'église de Flémalle-Haute

Un monument aux morts de la première guerre mondiale ainsi que de nombreuses tombes individuelles s'y trouvent. Plusieurs plaques et noms furent ajoutées au monument pour rendre hommage aux morts de la seconde guerre mondiale.

## Patrimoine

### Patrimoine architectural
Flémalle possède 15 monuments et lieux classés au patrimoine immobilier parmi lesquels le château d'Aigremont et les grottes Schmerling. Il existe bien sûr d'autres monuments importants à Flémalle qui ne sont pas classés au patrimoine immobilier.
Le château d'Aigremont est une construction qui remonterait à l'an 900 et qui apparaît notamment dans différentes chansons de geste comme la Chanson des quatre fils Aymon ou celle de Maugis d'Aigremont. C'est d'ailleurs d'après l'un des protagonistes de ces deux légendes que le château s'appellerait ainsi : Beuves d'Aigremont. Pour faire court, le château relevait de l'Église de Liège avant de passer, en 1715, sous l'acquisition du chanoine Mathias Clercx. Il fait du château une résidence de plaisance, c'est pourquoi, aujourd'hui, il y a peu d'enceintes autour de la forteresse. C'est donc à cette époque que le château atteint l'apparence actuelle, un style typique de l'architecture liégeoise, bien qu'on puisse y trouver un certain mélange entre cette architecture et le style Louis XIV. L'intérieur du château apporte alors un contraste avec l'extérieur, munis de fines boiseries et de peintures murales. À l'est, on peut trouver des jardins à la française,.
Plus à l'est d'Aigremont, sur un promontoire rocheux, le château de Chokier. Le choix de construire une bâtisse à cet endroit remonte déjà à l'époque romaine où des vestiges d'une villa romaine ont été découverts à quelques centaines de mètres du sommet du rocher. Il faut savoir que le tracé de la Meuse au niveau du village de Chokier est relativement récent puisque ce n'est qu'après l'exploitation des carrières de calcaire situées dans la réserve naturelle Aux Roches par Saint Pierre que le village commence à naître en repoussant le rivage de la Meuse vers Ivoz-Ramet. C'est pourquoi, avant l'avancée du rivage, un poste avancé, la forteresse de Mont Iohy, se situait à la place actuelle du château. C'est en effet grâce à la construction du village de Chokier et donc d'un passage au niveau de la Meuse sur la rive gauche que le poste avancé a perdu son efficacité pour devenir un château de plaisance au XVIIIe siècle. C'est après la guerre des Awans et des Waroux que le château se fait connaître dans la Principauté de Liège : Guillaume de Hozémont, en 1298, après la guerre, voit son château se faire raser ; il s'installe à Rouveroy et vend Hozémont, dont Chokier fait partie, à son cousin Jean de Rulant, qui était alors le maréchal d'armes du pays de Liège, chef suprême des armées du Prince en temps de guerre et chef suprême de la Justice en temps de Paix. Le passage de la famille Rulant à Surlet s'est fait par le fils de Jean qui n'avait pas de fils, c'est donc sa fille qui hérita du château et qui épousa un certain Jean Surlet. En 1345, le château est brûlé par les Hutois, Liégeois et Dinantais. Après les Surlet, ce sont les Chabot qui détiennent le château. C'est rempli d'une histoire riche, notamment par la nuitée dans le château du Tsar Pierre le Grand, que le château prit feu le 27 mars 2017 par la couverture chauffante de la châtelaine. Le château dans son aspect actuel est de style néo-classique. La tour située à l'ouest du château date quant à elle de la fin du Moyen Âge. L'intérieur, notamment dans le hall d'entrée, est de style Empire et ce pour une bonne raison : un général de l'armée napoléonienne a habité le château pendant quelques années.

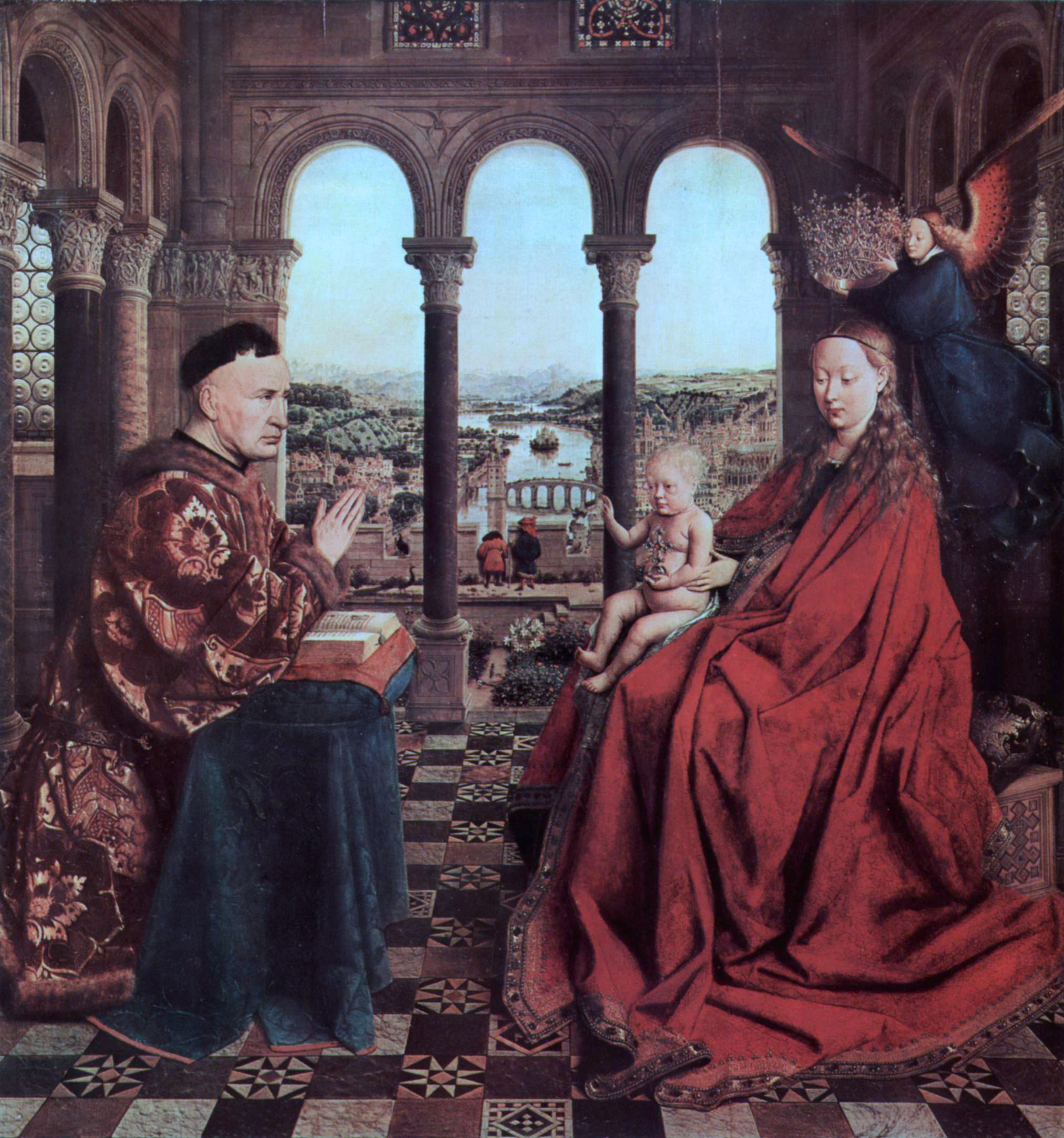
La forteresse d'Iohy se trouvait au centre de La Vierge d'Autun dite du chancelier Rolin par Jan van Eyck.

Ce château apparaîtrait également sur de nombreux tableaux célèbres ; on pense par exemple qu'il pourrait se situer au centre du tableau de Jan van Eyck, La Vierge d'Autun dite du chancelier Rolin, dans la troisième courbe de la Meuse, alors forteresse du Mont Iohy. Toujours de Jan van Eyck, la forteresse pourrait apparaitre sur l'enluminure de La naissance de saint Jean Baptiste dans Les Très Belles Heures de Notre-Dame, là aussi, au centre de l'image. En 1567, Lucas van Valckenborch a également représenté la forteresse sur une vue de Liège. De manière plus improbable, car directement inspirées de La Vierge d'Autun, on peut associer le château aux peintures suivantes : La confrérie de Sainte Anne par Quentin Metsys et la Vierge à l'Enfant et Saint Jean-Baptiste de Bernaert van Orley.
D'un style de cottage anglais, le château de la Croix Saint-Hubert est construit au XIXe siècle sur un espace verdoyant par Emmanuel Hallet, binchois d'origine ; c'est Charles Joseph Chaudoir qui lui a donné son aspect actuel. Ce château est privé mais on peut l'apercevoir assez facilement via des promenades autour de celui-ci.
D'une allure de ferme cadastrale, le château de Hautepenne, ou Haultepenne, est un château situé à Gleixhe, non loin de Warfusée et de Rouvroy, dans un espace boisé en partie privé. La partie la plus ancienne du château est un donjon remontant à 1330 qui fut probablement construit par Lambert de Harduemont. Le reste de l'édifice, construit en « L », remonte aux XVIIe et XVIIIe siècles. Son style est de renaissance liégeoise bien que la partie la plus visible soit celle de l'aile construite au XVIIIe siècle dans un style Louis XV sous la demande du duc d'Arenberg (la famille étant propriétaire du domaine à cette époque). Ce château a notamment servi de refuge à Guillaume de La Marck quand il a dû fuir celui d'Aigremont alors assailli par les troupes du Prince Louis de Bourbon.
Le château de la Petite Flémal' est assez connu dans la commune car il accueille tout simplement les services communaux. C'est en 1614 que Michel Valkener achète une propriété pour y construire sa demeure de plaisance. Le château se voit agrandi d'une aile entre 1710 et 1738 puis d'une deuxième aile après l'acquisition du château par la commune. En 2020, l'intérieur du château a été entièrement rénové. Un jardin, le parc communal, se trouve derrière le château.
La construction du château de Ramet remonterait quant à elle au XIIIe siècle. Ce château, accompagné d'une basse-cour en « U », est construit dans un mélange de moellons de grès et de calcaire ainsi que de briques et de pierres de taille. Le château est entièrement entouré de douves toujours remplies d'eau dont l'accès sur la basse-cour se fait via un petit pont en pierre. Remacle Le Loup effectua une gravure du château et des terrains alentour en 1738.

Enfin, le château de Ramioul, un vaste château sur trois étages, avec une hauteur moyenne de 12 mètres, a été construit vers 1840. On y trouve une tour-porche du XVIIIe siècle, le reste date principalement du XIXe siècle. Le château est dans un très bon état grâce à l'activité gériatrique qui l'occupe.

Châteaux à Flémalle
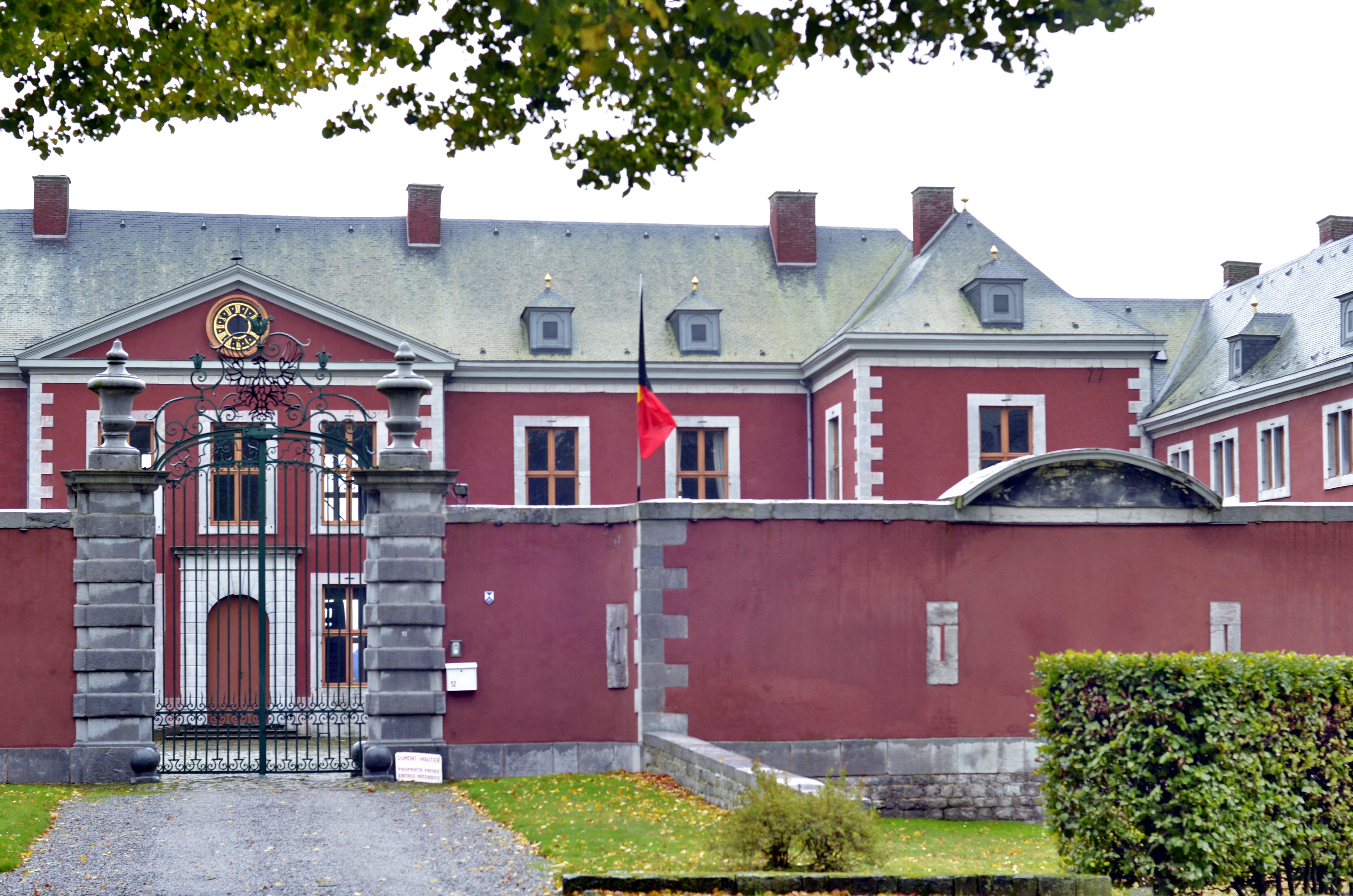
Le château d'Aigremont.
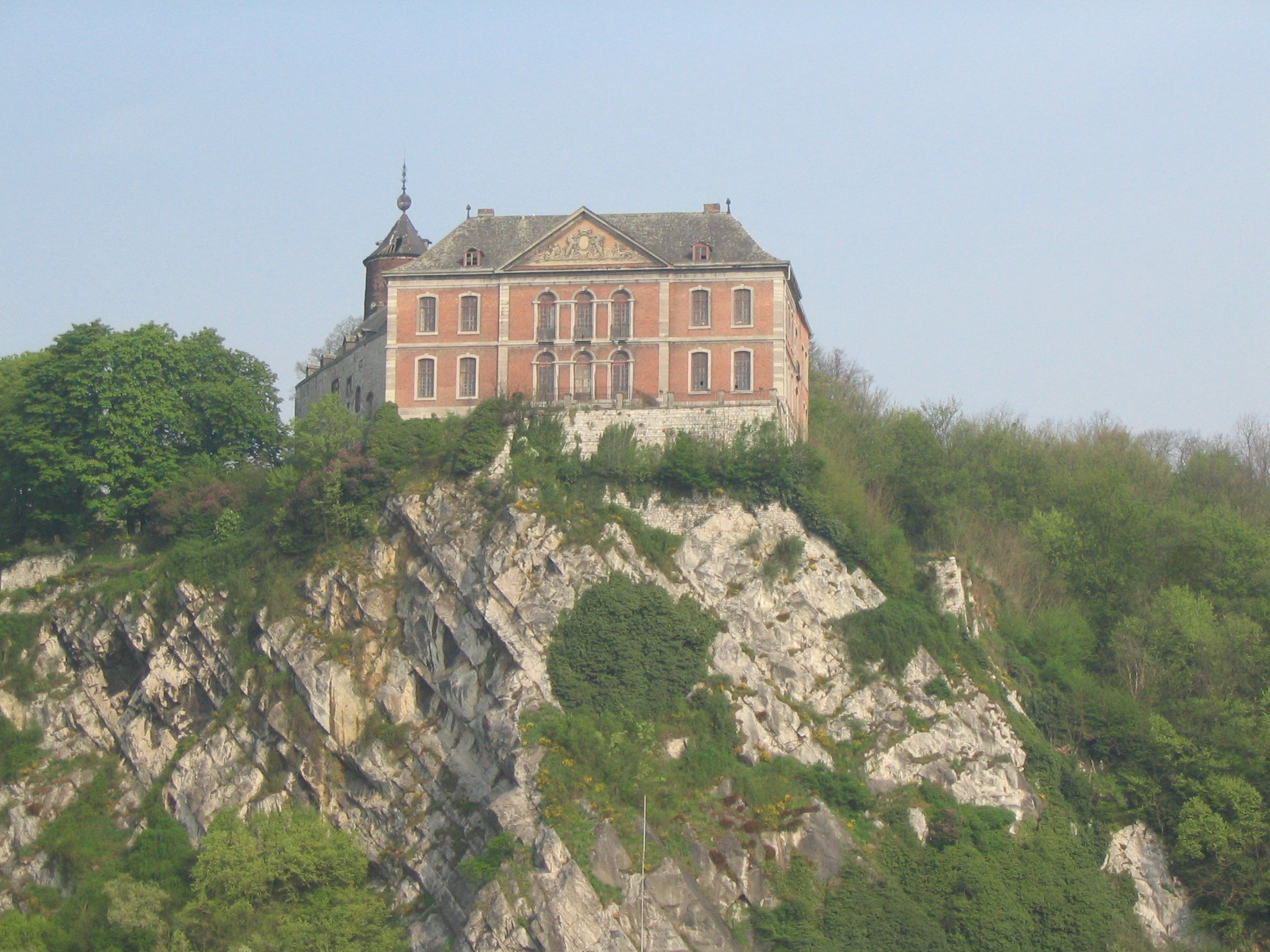
Le château de Chokier, avant l'incendie.
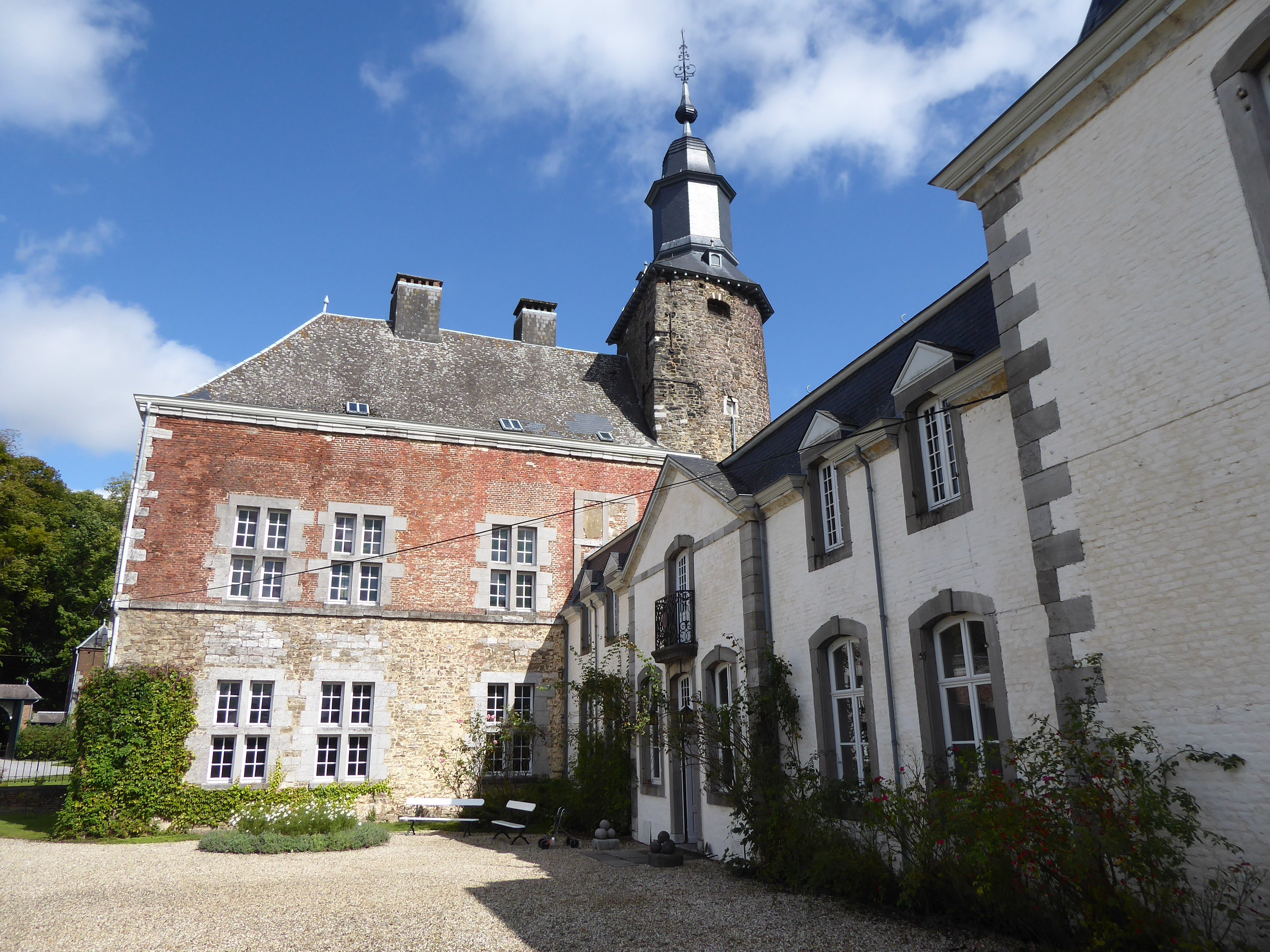
Le château de Hautepenne.
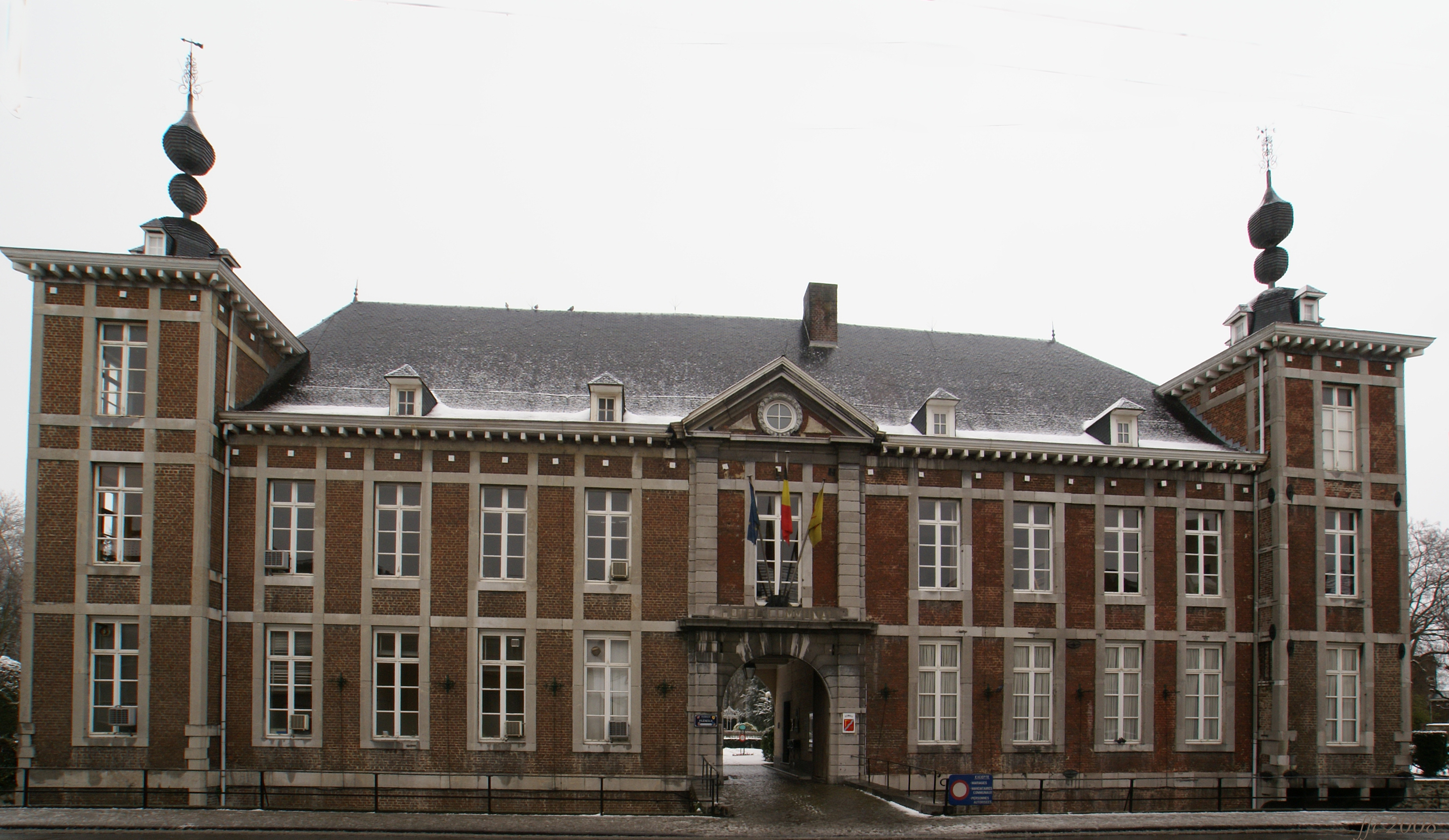
Le château de la Petite Flémal'.
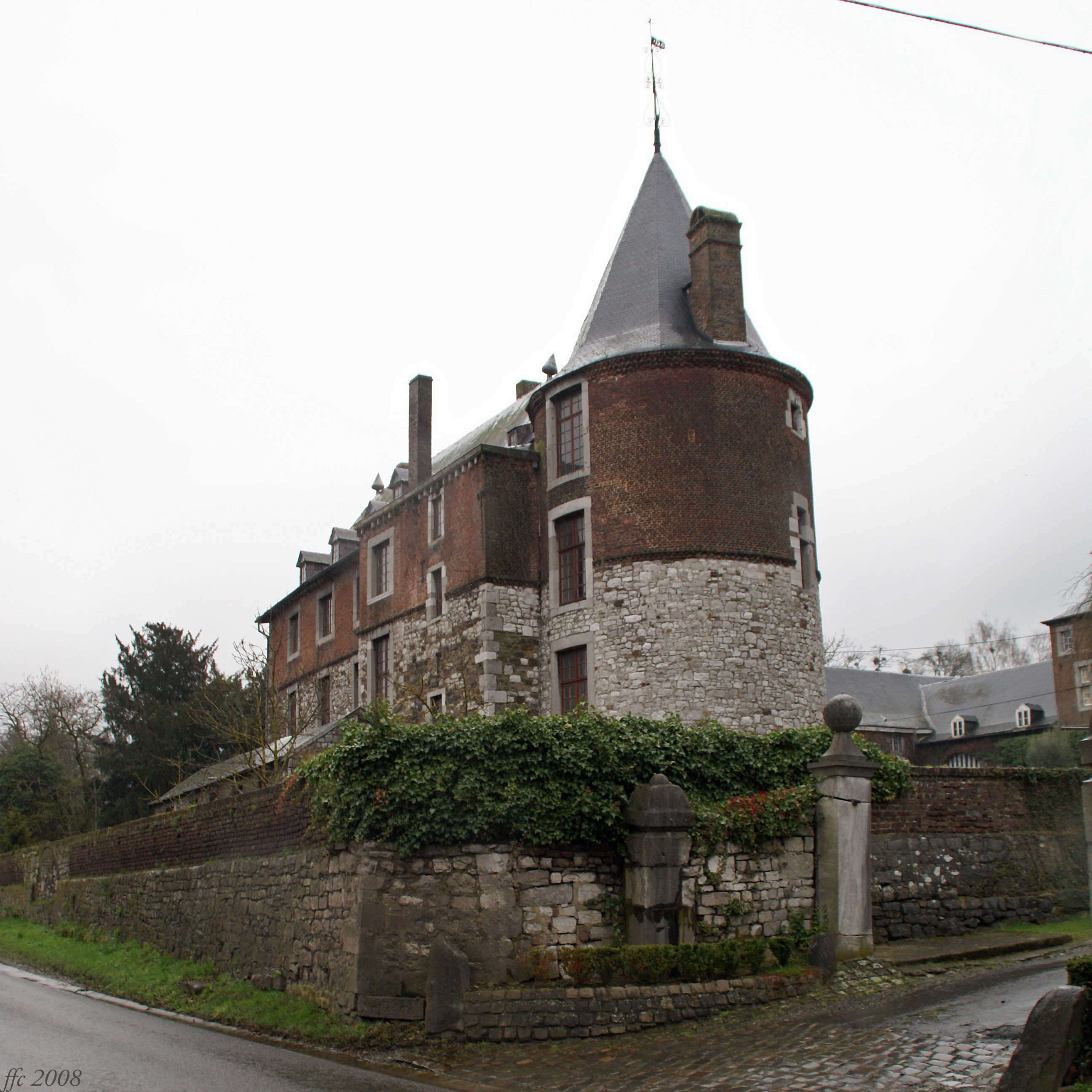
Le château de Ramet.

Le fort de Flémalle est un grand fort trapézoïdal. Situé sur l'ancienne commune de Flémalle-Grande, dominant la Meuse et les voies vers Namur, ce fort fut construit selon les projets du général Henri Alexis Brialmont de 1888 à 1891 et fait face au fort de Boncelles. En 1914, il fut le théâtre de rudes combats opposant la résistance flémalloise aux envahisseurs allemands qui l'occupèrent et le modifièrent. Réarmé dans les années 1930, on peut encore voir à l'heure actuelle les nombreuses cicatrices des gros bombardements. Pendant la Seconde Guerre mondiale, c'est au fort de Flémalle que le colonel Modart établit le poste de contrôle de la position fortifiée de Liège.
En 1929, après quelques années d'abandon, un fort souterrain est construit en dessous du fort de Brialmont, c'est pourquoi quelques tours d'aération se trouvaient dans les parages pour alimenter les sous-sols en air frais. Cette tour d'aération est depuis 2014 une œuvre d'art à ciel ouvert : entaillée de toute part, chaque entaille représente, selon l'artiste libanaise Marie Zolamian, un jour d'attente par soldat prisonnier dans le fort.
La modernisation du fort en 1929 fut accompagnée de l'ajout d'une coupole avec un canon de 150 mm, d'une coupole avec deux canons de 105 mm, de quatre coupoles clipsables avec un canon de 75 mm et une coupole avec une mitrailleuse.
En ce qui concerne la chute du fort, le général allemand von Richthofen, surnommé le « baron rouge », écrit dans son livre de guerre Stukas! Strohmeyer, Curt. - Berlin : Verl. « Die Heimbücherei », il raconte :

« L'important fort n'en a pas encore assez ! Encore une fois 27 Junkers 87 ! Un coup but après l'autre. Impact sur impact. Bombe sur bombe. Et Flémalle se rend, broyé par les Stukas. Une garnison épuisée quitte le fort, dont les coupoles sont prises dans un étau et écrasées, dont les gorges sont déchirées et les entrées ensevelies. Quatre fois le commandant et son escadre attaquèrent Flémalle, jusqu'à ce que ce fort fût réduit en ruines et que sous leurs coups les défenseurs opiniâtres fussent transformés en ruines humaines. »

C'est également le seul endroit en Belgique où une salle de musée est exclusivement dédiée aux femmes pilotes américaines. On peut également apercevoir dans le musée le quotidien des civils et, bien évidemment, des soldats. Le fort est ouvert au public tous les premiers samedis du mois.

Fort de Flémalle
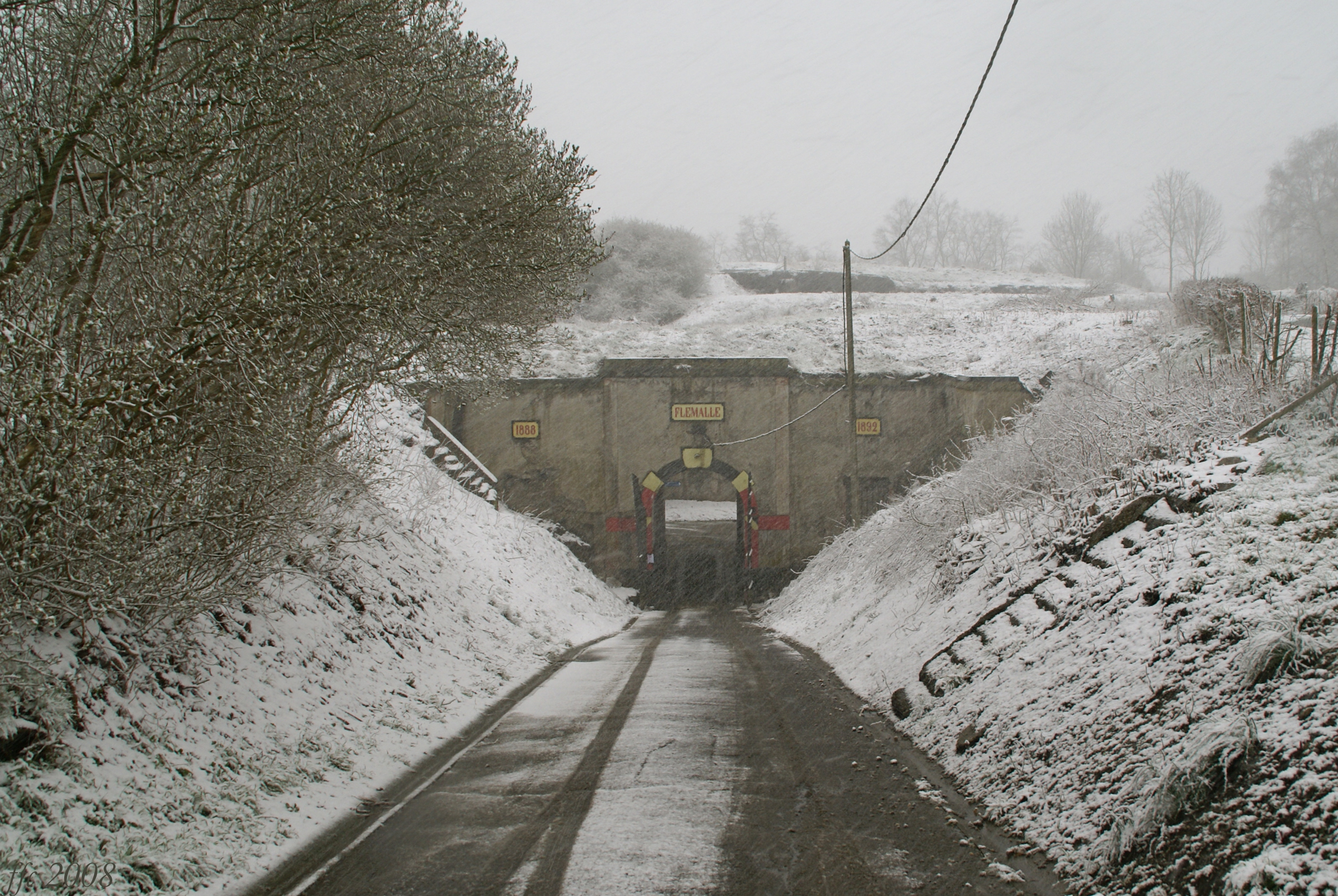
L'entrée du fort de Flémalle en hiver.
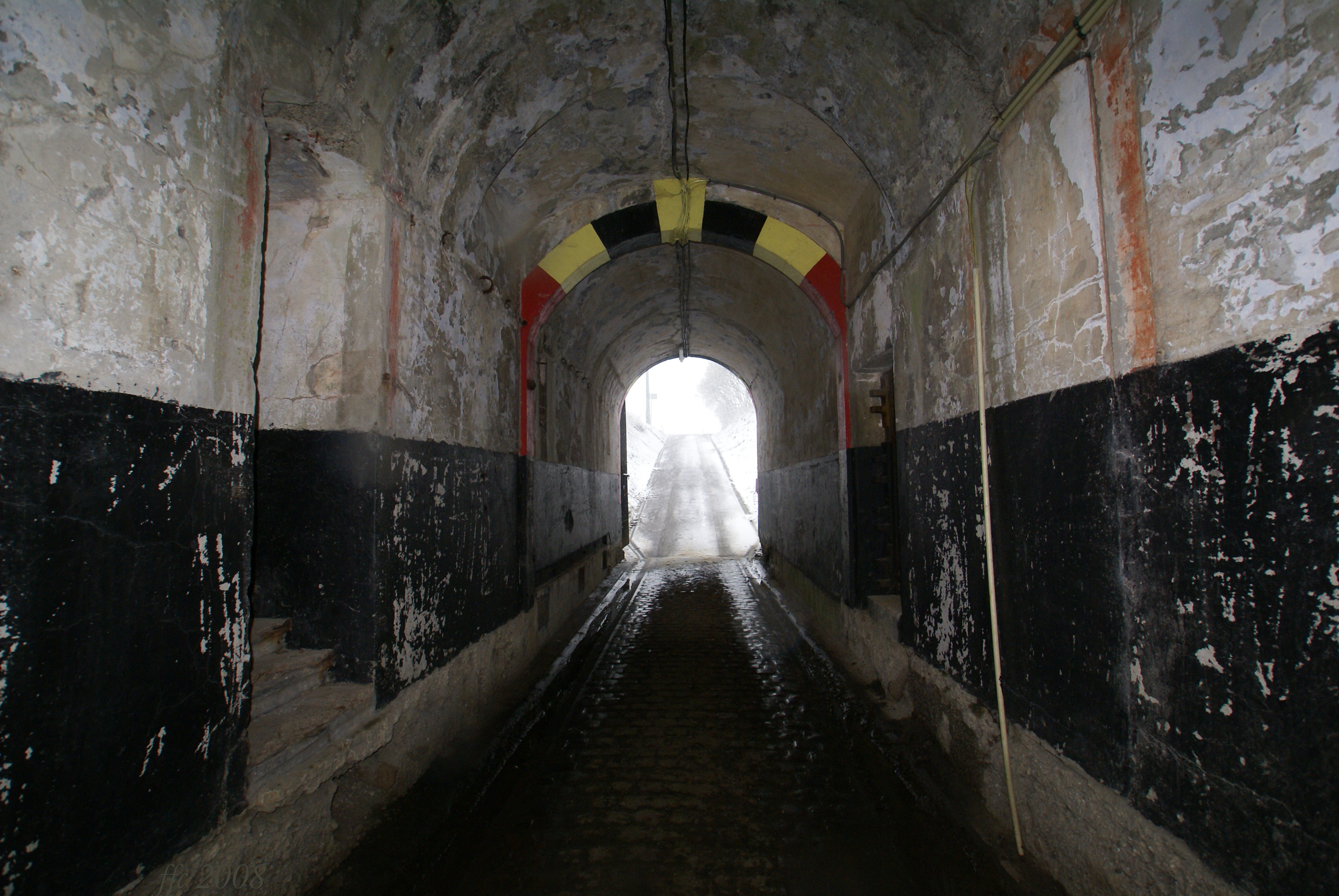
Le couloir de l'entrée du fort, en direction de l'extérieur.
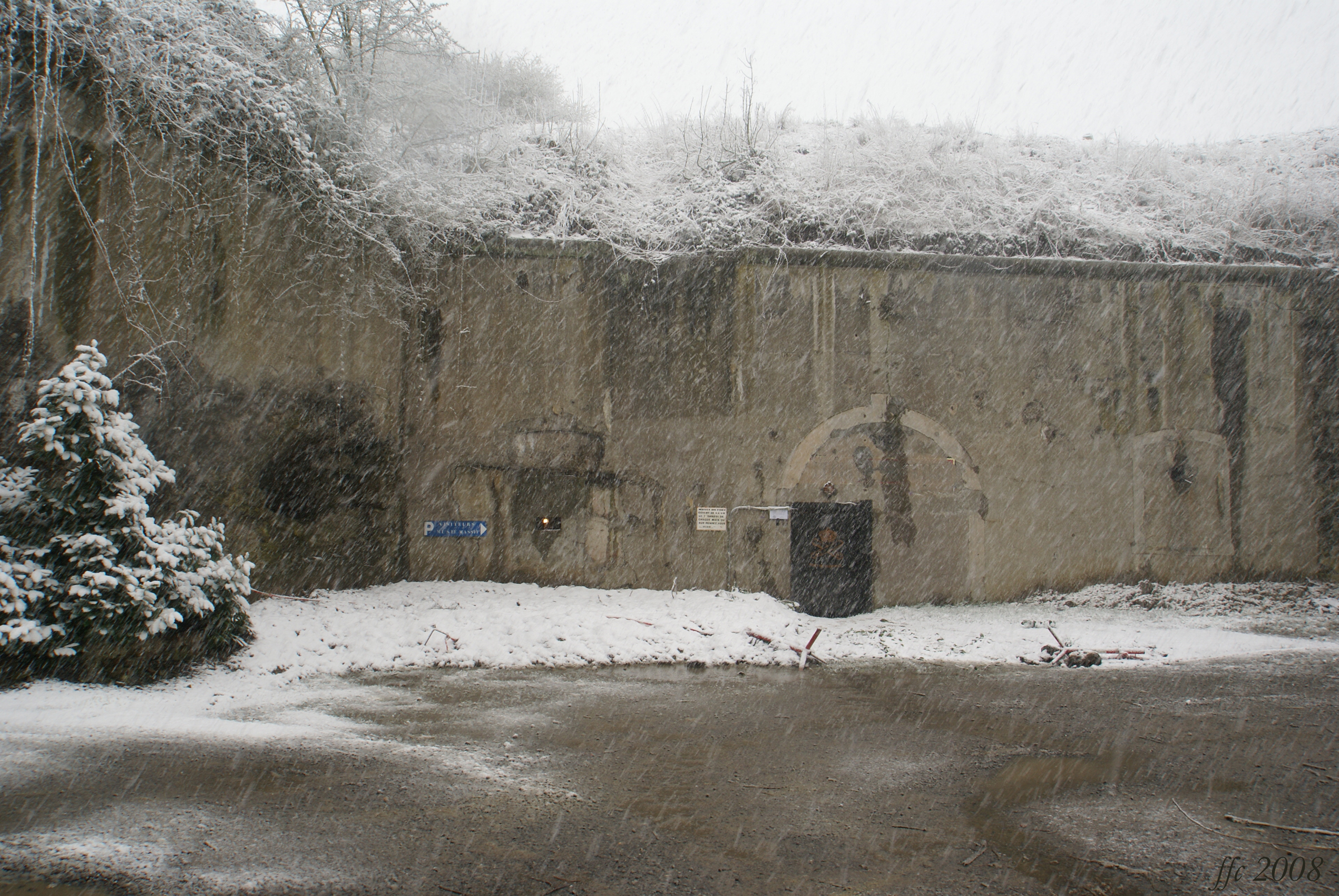
La cour intérieure du fort de Flémalle en hiver.
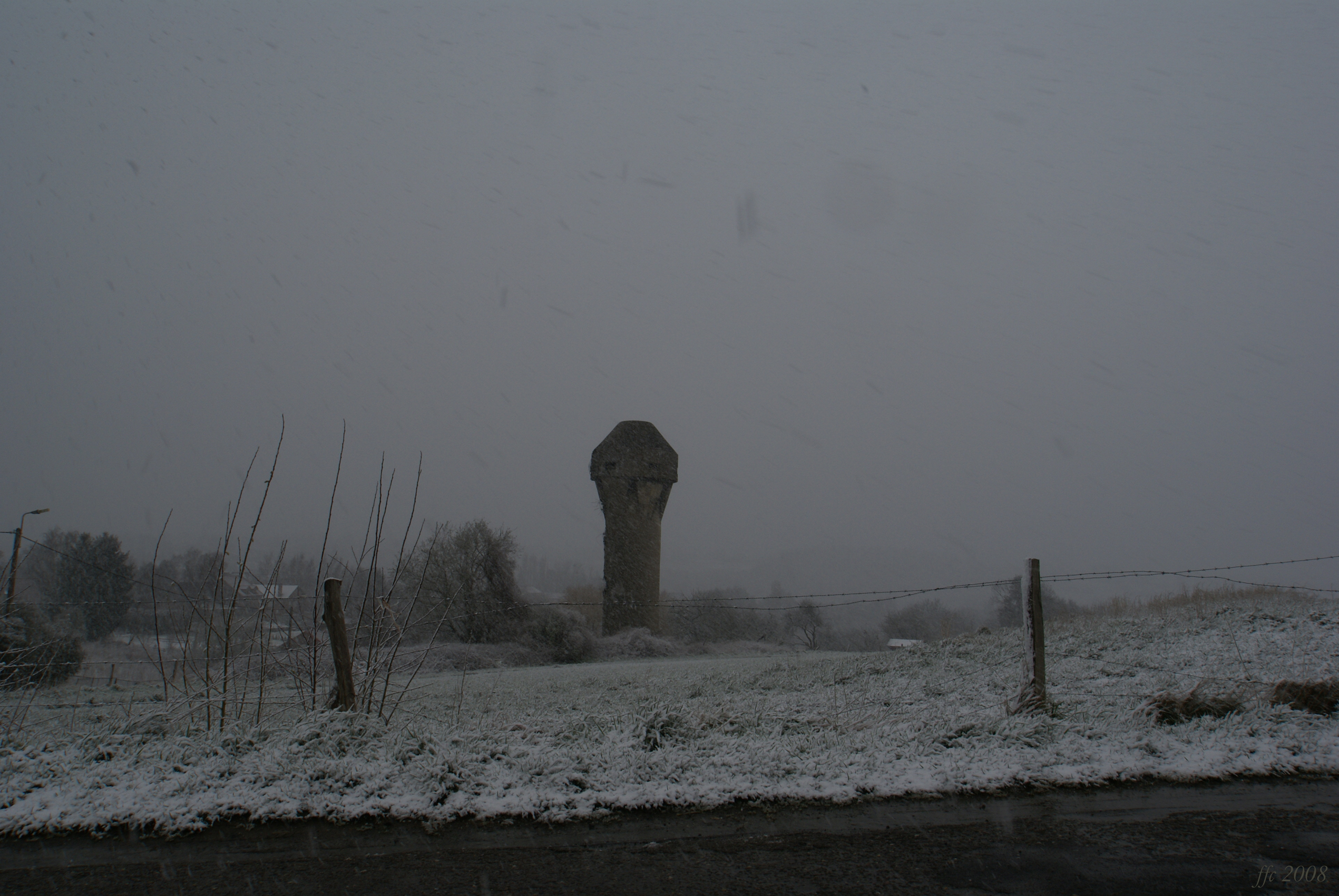
L'une des tours d'aérations du fort de Flémalle en hiver.

Le village de Chokier est à lui seul un exemple type du patrimoine architectural liégeois. Les constructions du centre, autour de la place et de l'église, particulièrement, n'ont presque pas changé depuis leur construction. Bien évidemment, le monument le plus connu est son château suivi de son église mais se balader le long de la chaussée de Chokier et de ses bâtiments est une sorte de retour dans le passé.

Du côté Est du village, on peut remarquer une statue à l'aspect particulier. Ce monument est un hommage à Hippolyte Guillery, ingénieur en chef des Ponts et Chaussées, qui aurait doublé la fortune de la province. Ce dernier a en effet rendu possible la navigation sur la Meuse entre Liège et Namur, été comme hiver, grâce à la construction d'une dizaine d'écluses. Il a, par la même occasion, retracé le cours de la Meuse et enlevé les îles entre les rives à Flémalle.

Village de Chokier
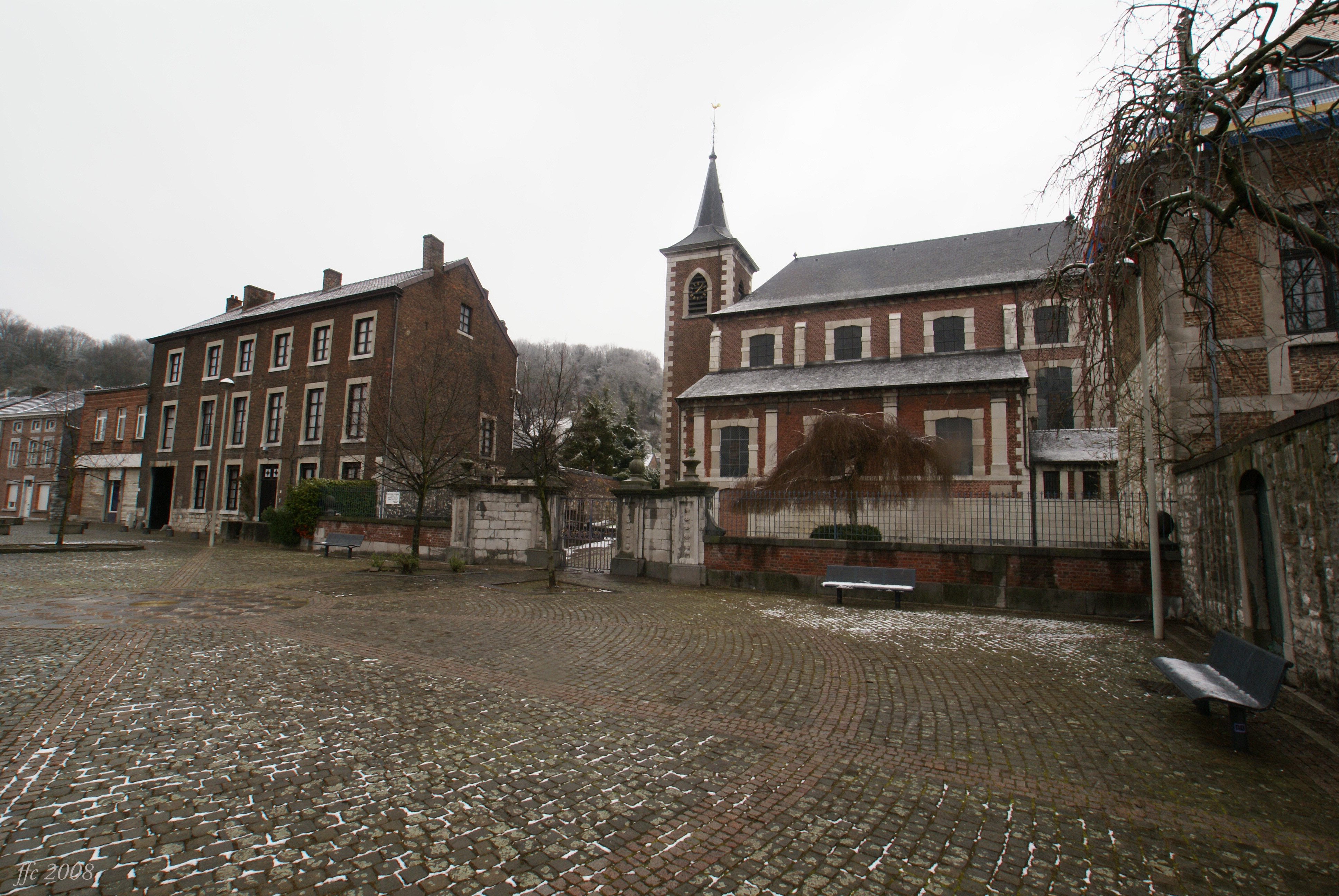
La place du village de Chokier en hiver.
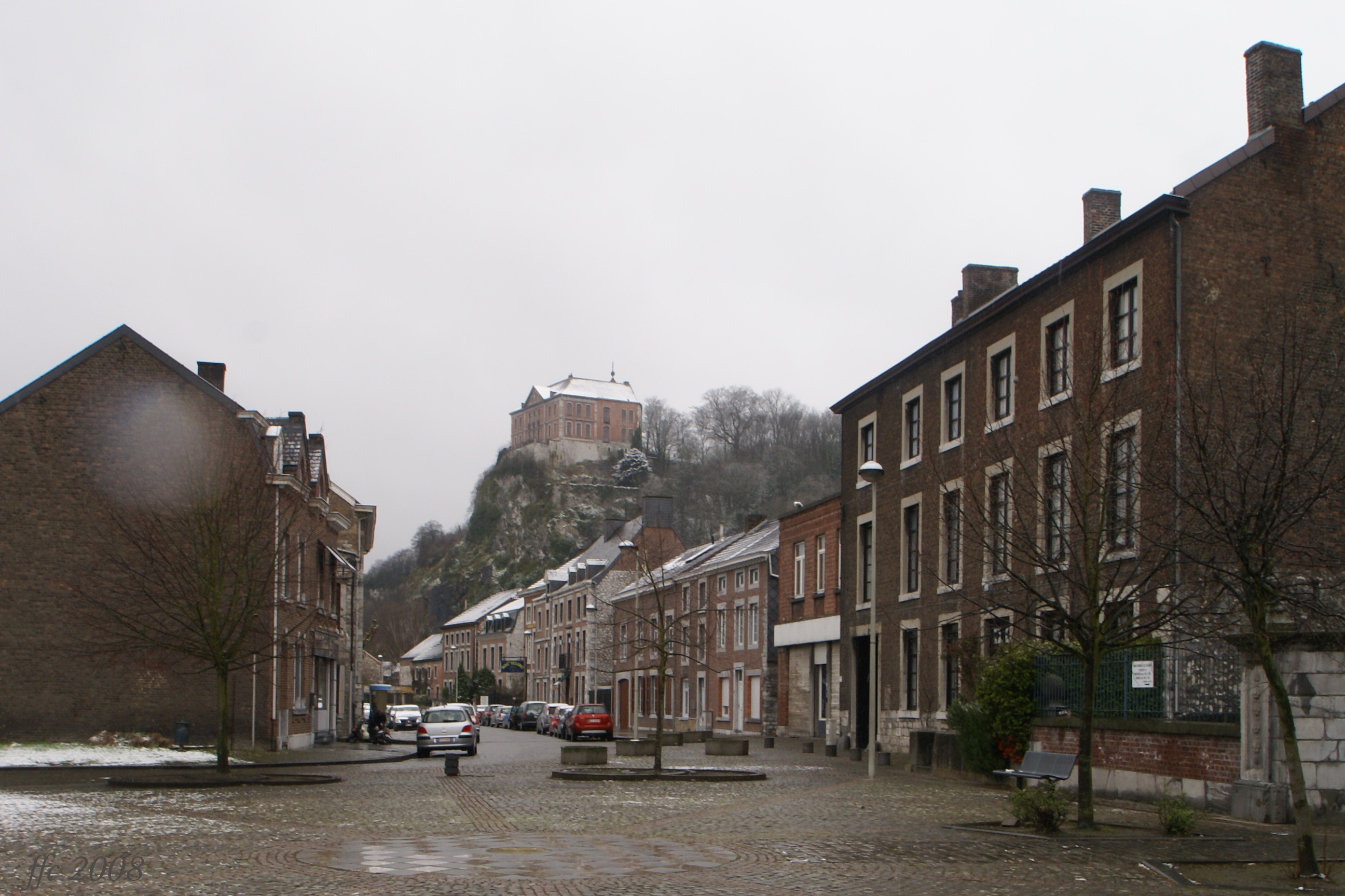
La chaussée de Chokier, avec une vue sur le château en hiver.
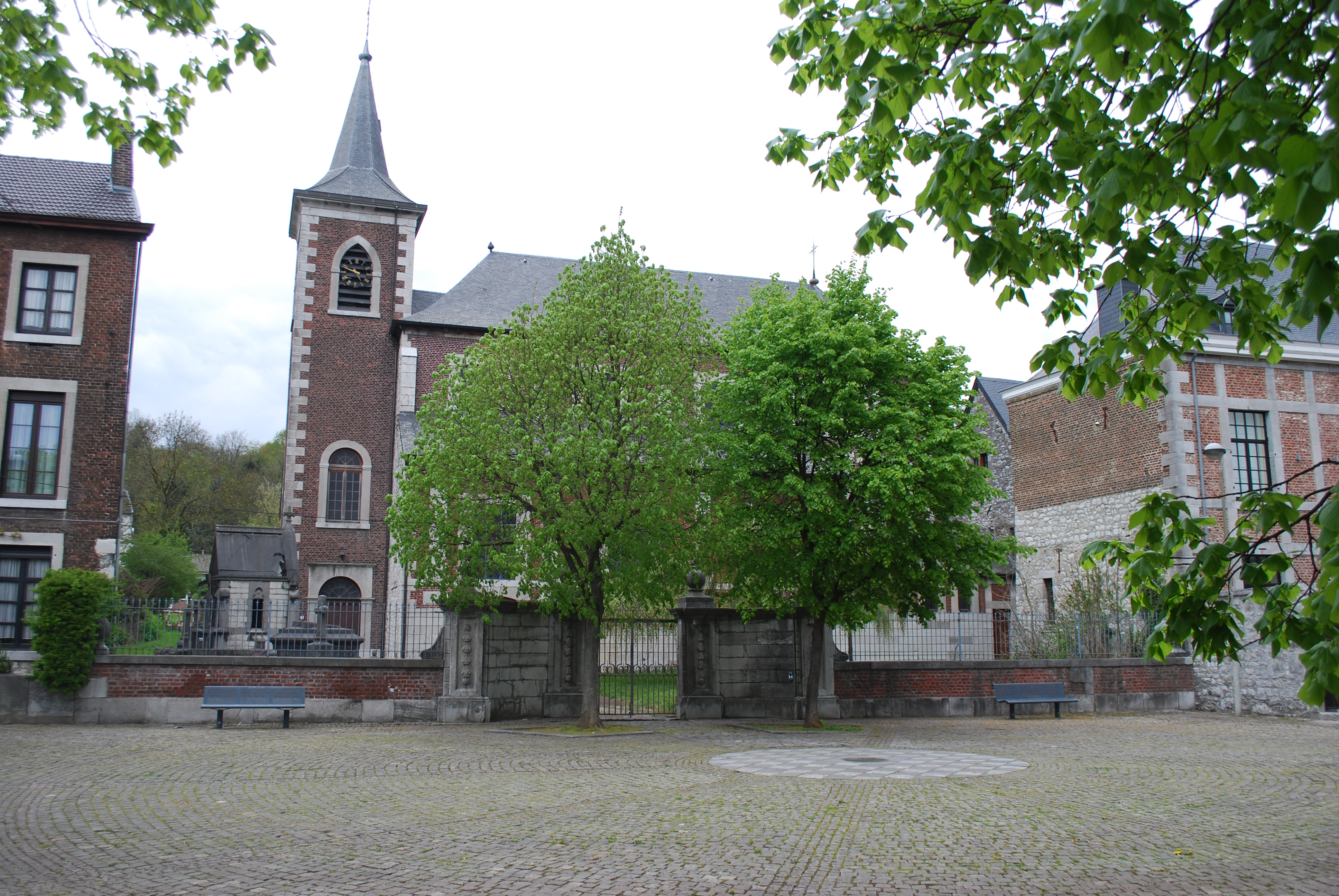
L'église Saint-Marcelin de Chokier.
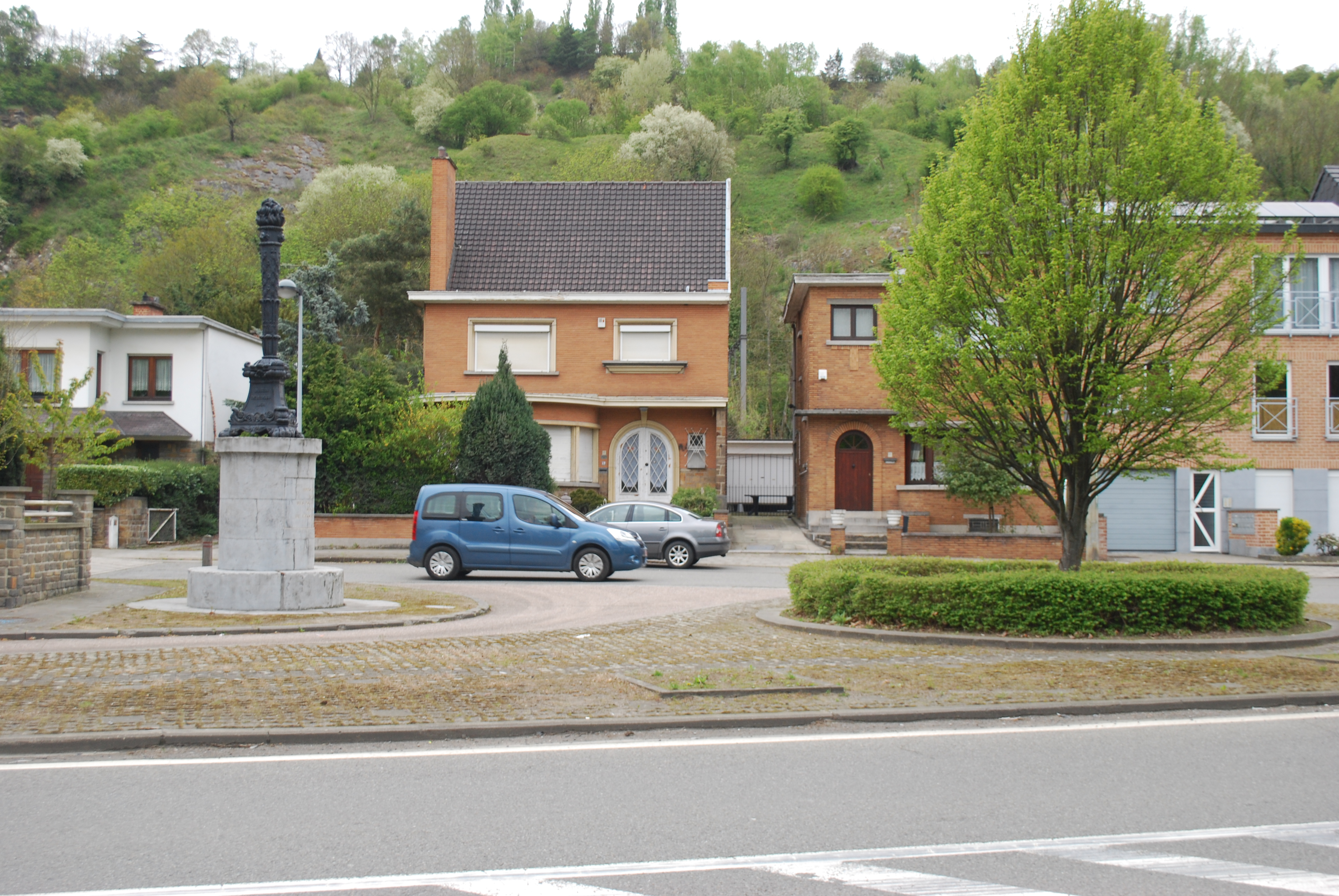
Le monument dédié à Hippolyte Guillery à l'entrée est du village.
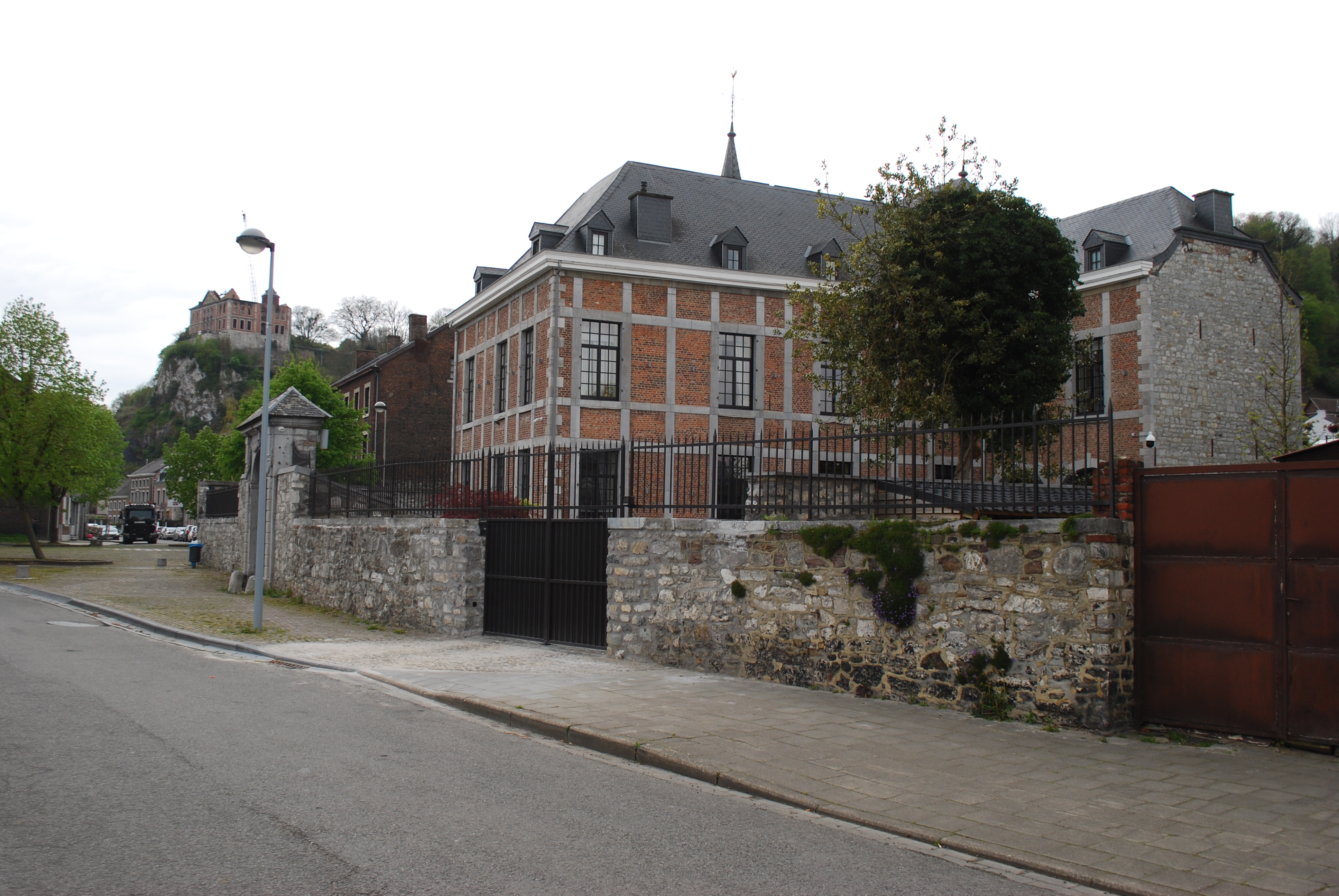
Bâtiment type du village, rattaché à l'église.
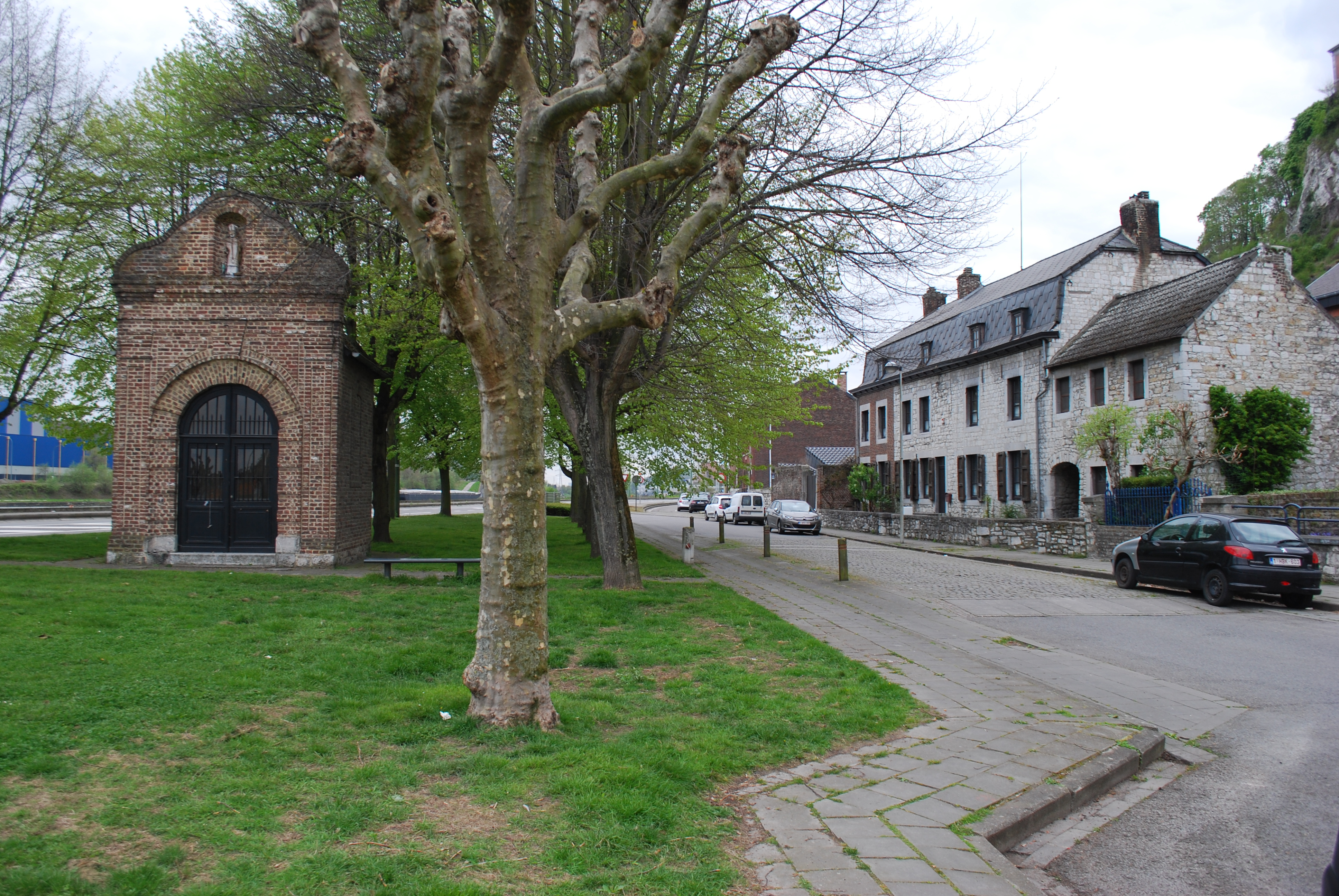
La chapelle située sur l'espace vert, le long des quais.
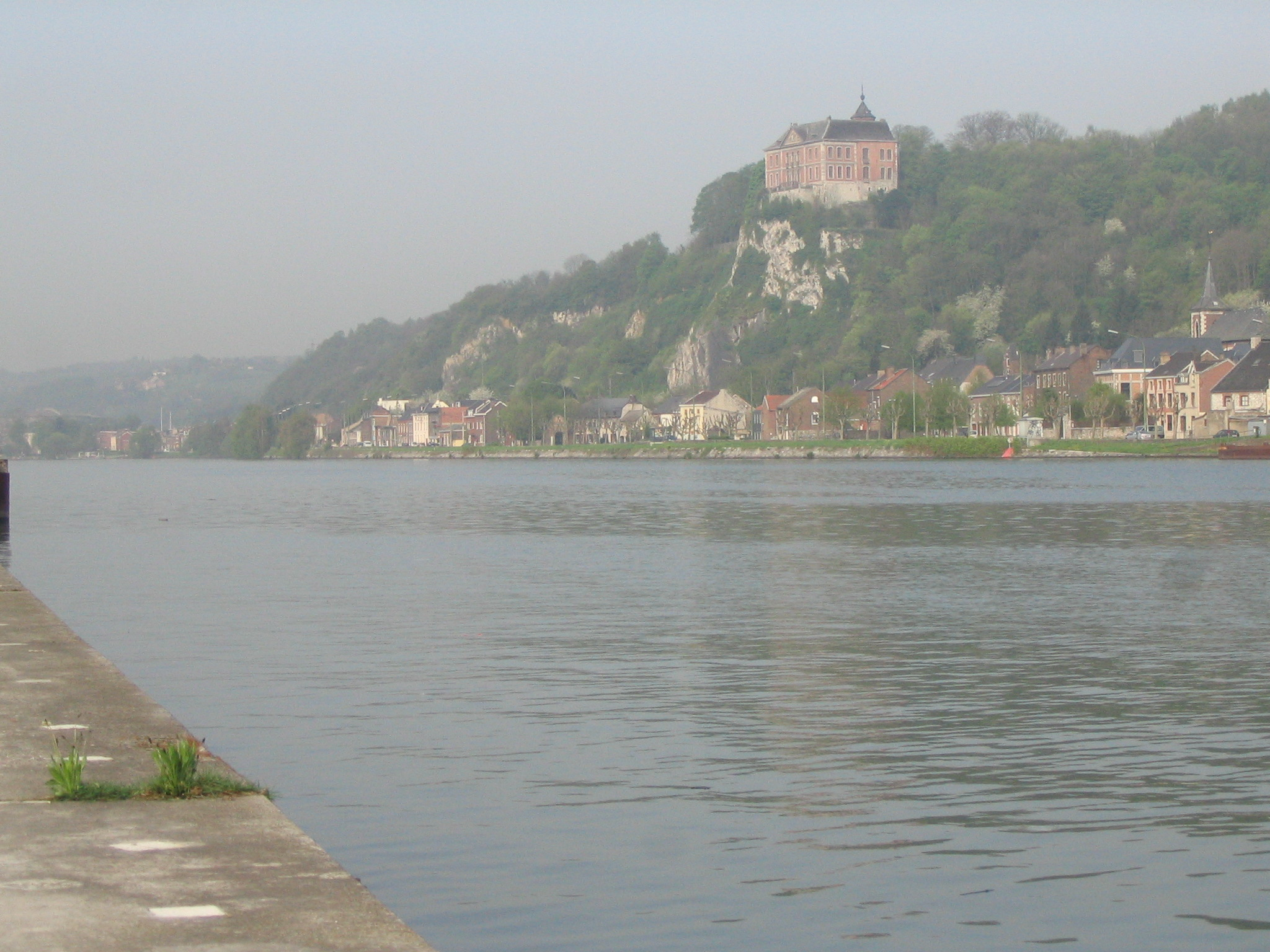
Vue intégrale sur le village.

La Châtaigneraie est une gentilhommière construite entre 1830 et 1840, implantée dans un parc classé et protégé par la Région wallonne, et abrite aujourd'hui le Centre wallon d’Art contemporain. L’ensemble appartient à la Commune de Flémalle qui en assure l’entretien. La Châtaigneraie occupe les lieux depuis 1979 et ce n'est qu'en 1984 que la Fédération Wallonie-Bruxelles reconnait le lieu de promotion à l'art contemporain.

### Le château et le parc de la Petite Flémal'
Ce château (50° 35′ 57,1″ N, 5° 28′ 12,21″ E) situé sur la Grand' Route abrite depuis 1938 les services communaux. Il a été construit en plusieurs étapes : l'aile droite construite au cours du XVIIe siècle. Ensuite l'aile gauche, qui date du XVIIIe siècle. Et enfin, une dernière aile se prolongeant vers le parc, construite en 1984. Ce château est accompagné d'un parc ou se côtoient divers styles de jardins : italien, français ou encore un jardin à l'anglaise.

### La carrière de Chockier: réserve naturelle

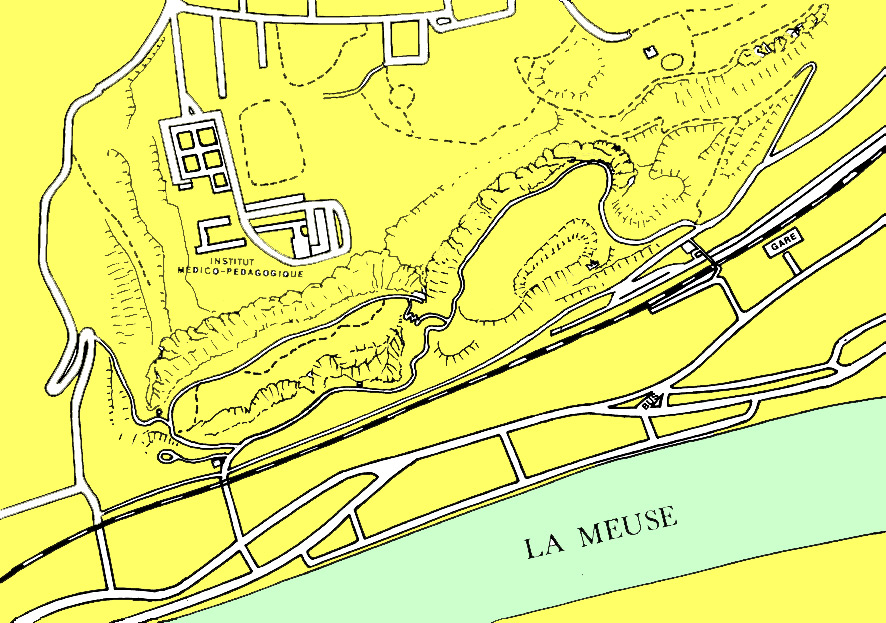
Carte des sentiers de la réserve naturelle de Chockier dressée par Théo Halkin

Sous la houlette d’Études & Environnent asbl, les démarches entreprises pour sauvegarder les anciennes carrières Sacré ont débuté en 1994. Bien exposées au soleil, ces carrières – en rive gauche de la Meuse - avaient retrouvé une flore et une faune fort intéressantes, qui faisaient l’objet d’un mémoire de Guide-nature. En 1996, la protection de 27 ha était obtenue et une convention d’une durée de 30 ans signée entre l’asbl Natagora et la commune de Flémalle.

### Grottes et musée préhistorique
Le préhistomuseum de Ramioul est un centre de tourisme éducatif axé sur la Préhistoire en Belgique.
Dans son voisinage se trouvent plusieurs grottes qui ont livré d'importants matériels archéologiques, dont certains sont exposés au musée du préhistosite.

## Personnalités liées à la commune
- Samuel Donnay (1866-1929), homme politique et syndicaliste socialiste.
- Remy Damas (1876-1932), mineur et homme politique.
- Albert Dargent (1899-?), homme politique rexiste, bourgmestre collaborationniste de Flémalle-Grande, puis de Liège.
- François Neuville (1912-1986), cycliste.
- Georges Collignon (1923-2002), artiste peintre.
- André Cools (1927-1991), homme politique.
- Jean Mossoux (1928-1982), handballeur international.
- Richard Lespagnard (1932-1966), handballeur international.
- Lido Agnelli (1932-2019), handballeur international.
- Jacqueline Herzet (1939), femme politique.
- Jean-Marie Léonard (1943-2021), homme politique.
- Jean-Pierre Dardenne (1951), réalisateur, scénaristes et producteurs.
- Luc Dardenne (1954), réalisateur, scénaristes et producteurs.
- Thomas Doret (1996), acteur.
- Thierry Herbillon (1957), handballeur et entraîneur.
- Udo Sylkret (1958), écrivain.
- Paul Roekaerts (1939), athlète.
- Thomas Cauwenberghs (1985), handballeur international.
- Landry Mulemo (1986), footballeur international.
- Sébastien Pocognoli (1987), footballeur international.
- Florian Glesner, (1992) handballeur.
- Colin Glesner (1994), handballeur.
- Thomas Doret (1996), acteur.
- Marcel Dewar (?), handballeur international.